# Liste der amerikanischen Militärstandorte in Süddeutschland

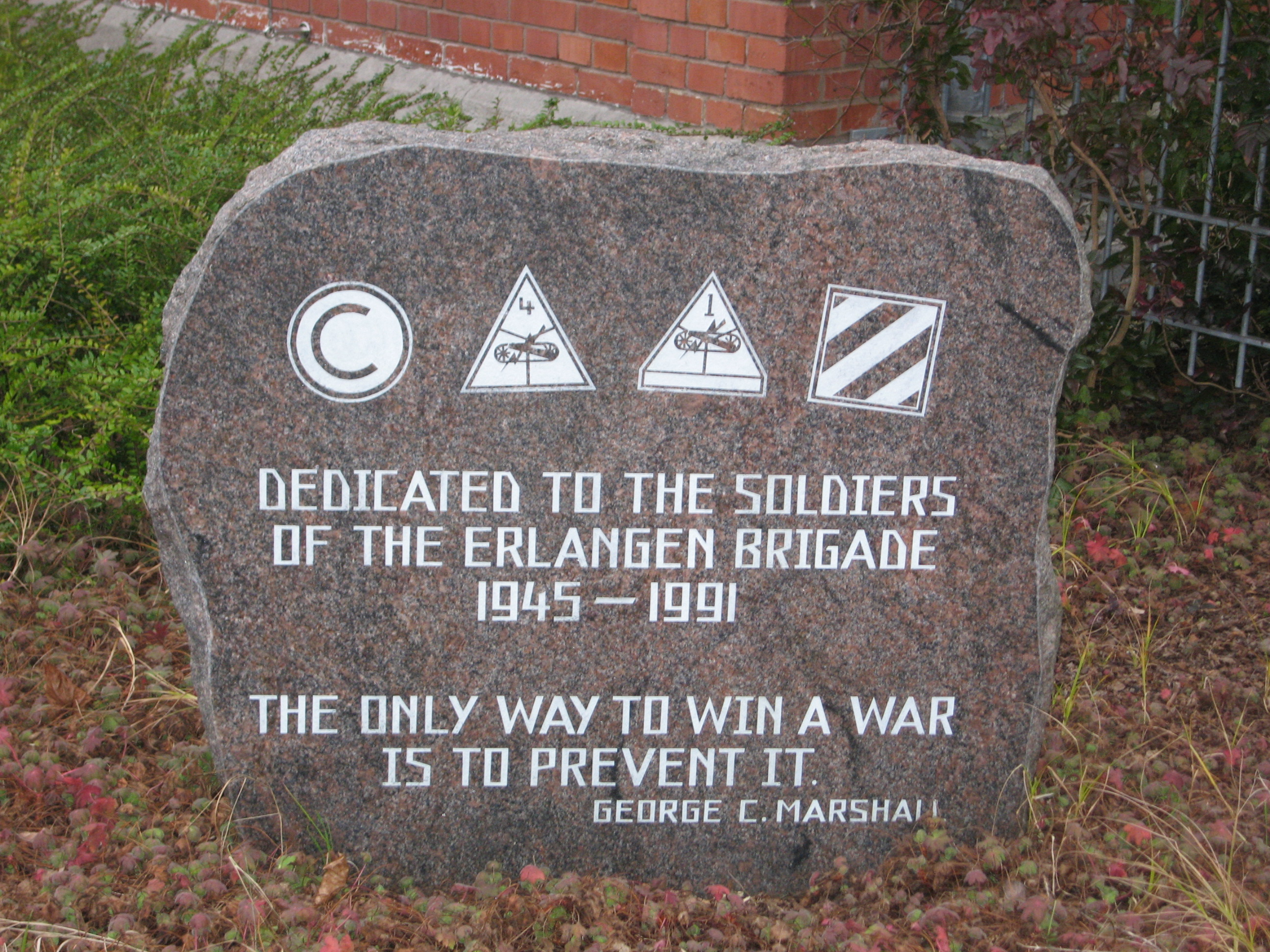
Gedenkstein an die Erlanger US-Brigade vor den Ferris Barracks

Die Liste der amerikanischen Militärstandorte in Süddeutschland listet alle militärischen Einrichtungen US-amerikanischer Verbände in Süddeutschland (Bereich CENTAG/4ATAF) auf, sowohl geschlossene als auch noch bestehende. Um die Originalität zu erhalten, folgen die Ortsnamen – so weit es vertretbar erschien – den bei den US-Streitkräften üblichen Bezeichnungen (d. h. spätere Gemeindereformen werden nicht berücksichtigt).
Die US-amerikanischen Streitkräfte waren ab 1945 zunächst als Besatzungstruppe (vgl. United States Constabulary) in ihrer eigenen Zone stationiert. Mit der Ausbildung des Ost-West-Konflikts, der sich ab 1948 zum „Kalten Krieg“ verschärfte, wurde die Truppenstärke und der Auftrag der Armee grundsätzlich geändert. Nicht mehr Kontrolle der besiegten Deutschen, sondern Schutz der seit der Berliner Blockade zu Partnern gewordenen Deutschen war die Maxime. Der süddeutsche Stationierungsraum in den Ländern Bayern, Hessen und Württemberg-Baden genügte nach der Truppenverstärkung in Folge des „Korea-Schocks“ (1950) nicht mehr: Ende 1950 wurde die 7. US-Armee reaktiviert. 1951 wurden drei Infanteriedivisionen (darunter zwei der Nationalgarde) und eine Panzerdivision aus den USA nach Westdeutschland verlegt. Eine Vereinbarung mit Frankreich ermöglichte die Dislozierung in Rheinland-Pfalz; im Gegenzug wurden französische und belgische Truppen in Nordhessen stationiert. Die Aufstellung der Bundeswehr ab 1956 führte erneut zu einer Verschiebung der amerikanischen Truppen. Nordhessen und Südbayern wurden bis auf einige Ausnahmen geräumt und die dortigen Liegenschaften den deutschen Streitkräften übergeben. Das Ende des Kalten Krieges, beschleunigt durch Truppenverlegungen im Zusammenhang mit dem Zweiten Golfkrieg 1990/91, führte zum weitgehenden Truppenabzug der Amerikaner.

## Grundsätzliches
siehe auch:

## Baden-Württemberg
| Mannheim |

| Karlsruhe |

| HEIDELBERG |

| Göppingen |

| Heilbronn |

| Stuttgart |

| Bad Mergentheim |

| Böblingen |

| Bruchsal |

| Crailsheim |

| Dallau |

| Echterdingen |

| Ellwangen (1956) |

| Esslingen (1957) |

| Ettlingen |

| Großengstingen |

| Hardheim |

| Neureut |

| Kleingartach |

| Kornwestheim |

| Ludwigsburg |

| Sandhofen |

| Seckenheim |

| Mutlangen |

| Neckarsulm |

| Nellingen |

| Pfullendorf |

| Philippsburg |

| Sachsenheim |

| Schwäbisch Gmünd |

| Schwäbisch Hall |

| Schwetzingen |

| Siegelsbach |

| Möhringen |

| VAIHINGEN |

| Türkheim (1958) |

| Ulm (1962) |

| Wertheim |

| Wurmberg (1984) |

| Standort                | Liegenschaft                                                                  | Vornutzer                                                                                  | Truppenteile                                             | Jahr der Auflösung                                                                     | Nachnutzung                                             | Bemerkungen |
| ----------------------- | ----------------------------------------------------------------------------- | ------------------------------------------------------------------------------------------ | -------------------------------------------------------- | -------------------------------------------------------------------------------------- | ------------------------------------------------------- | --- |
| Bad Mergentheim         | Deutschorden-Kaserne                                                          |                                                                                            | US Constabulary                                          | 1946                                                                                   | USAREUR                                                 | |
| Bad Mergentheim         | Deutschorden-Kaserne                                                          | US Constabulary                                                                            | USAREUR                                                  | 1992                                                                                   |                                                         | |
| Bad Mergentheim         | Roggenberg Ammunition Area                                                    |                                                                                            | USAREUR                                                  | 1992                                                                                   |                                                         | PSP 27 J |
| Bad Mergentheim         | FlaRak-Stellung Hawk                                                          |                                                                                            | USAREUR                                                  | 1992                                                                                   |                                                         | |
| Böblingen               | Panzer-Kaserne                                                                | Wehrmacht                                                                                  | US Constabulary                                          | 1948                                                                                   | USAREUR                                                 | Deutscher Name beibehalten                                                                                                  |
| Böblingen               | Panzer-Kaserne                                                                | US Constabulary                                                                            | 7th Support Command (USAREUR)                            | 1993                                                                                   | US Marines                                              | |
| Böblingen               | Panzer-Kaserne                                                                | US Constabulary                                                                            | Advanced Weapons Storage Facility                        | 1991                                                                                   |                                                         | 1957 Corporal 156 missiles, PSP 25                                                                                          |
| Böblingen               | Panzer-Kaserne                                                                | USAREUR                                                                                    | HQ USMARFOREUR (US Marines)                              | noch bestehend                                                                         |                                                         | |
| Böblingen               | Böblingen Family Housing                                                      |                                                                                            |                                                          | noch bestehend                                                                         |                                                         | |
| Böblingen               | Stuttgart American High School                                                | 2015 in der Panzer-Kaserne neu errichtet                                                   | DODEA (DoDDS)                                            | noch bestehend                                                                         |                                                         | Ersatz für die 2015 geschlossene Patch High School                                                                          |
| Böblingen               | Böblingen Terminal Station (BBG)                                              |                                                                                            | 5th Signal Command (USAREUR)                             | noch bestehend                                                                         |                                                         | |
| Böttingen               |                                                                               |                                                                                            | US Custodial Team (357th USAAD)                          | 1966                                                                                   |                                                         | Nukleare Verwahrung für französische Nike (BEN 520, 1961–1966), provisorisch Stetten am kalten Markt, Quartier de Reboul    |
| Bremgarten              | Fliegerhorst Bremgarten                                                       |                                                                                            | US Custodial Team (MUNSS Detachment)                     | 1966                                                                                   |                                                         | Nukleare Verwahrung für Base Aérienne 136 (1961–1966)                                                                       |
| Bremgarten              | Fliegerhorst Bremgarten                                                       |                                                                                            | COB (USAFE)                                              | 1994                                                                                   |                                                         | Vorgeschobene Einsatzbasis                                                                                                  |
| Bruchsal                | Bruchsal Ordnance Area, Advanced Weapons Storage Facility                     |                                                                                            | USAFE                                                    | 1993                                                                                   |                                                         | 1957 Hawk 576 missiles. RASP 971                                                                                            |
| Crailsheim              | McKee Barracks                                                                | Fliegerhorst Crailsheim, Flugzeugführerschule 43                                           | Artillerie (USAREUR)                                     | 1994                                                                                   |                                                         | PSP 82 |
| Crailsheim              | Crailsheim Family Housing                                                     |                                                                                            |                                                          | 1993                                                                                   |                                                         | 1950 bis 1957 erbaut, insgesamt 463 Wohneinheiten                                                                           |
| Crailsheim              | Crailsheim Dependents School                                                  |                                                                                            | DoDDS                                                    | 1994                                                                                   |                                                         | |
| Crailsheim              | Crailsheim Terminal Station (CLM)                                             |                                                                                            | 5th Signal Command (USAREUR)                             | 1994                                                                                   |                                                         | |
| Echterdingen            | Echterdingen Army Airfield                                                    | Flughafen Stuttgart                                                                        | Heeresflieger (USAREUR)                                  | noch bestehend                                                                         |                                                         | |
| Echterdingen            | Echterdingen Terminal Station (ECN)                                           |                                                                                            | 5th Signal Command (USAREUR)                             | 1995                                                                                   |                                                         | |
| Dallau                  | Dallau Tactical Defense Station                                               |                                                                                            | 1/67, 1st Nike HE Missile                                | 1971                                                                                   |                                                         | Nukleare Gefechtsköpfe, 1961–1971                                                                                           |
| Dallau                  | Dallau Tactical Defense Station                                               |                                                                                            | 3/71, 3rd Nike HE Missile                                | 1991                                                                                   |                                                         | Nukleare Gefechtsköpfe, 1971–1991                                                                                           |
| Donaueschingen          | Donaueschingen Contingency Hospital                                           |                                                                                            | USAFE                                                    | 1991                                                                                   |                                                         | Annex Ramstein |
| Ellwangen               | Ellwangen-Kaserne                                                             | Mühlberg- oder SS-Kaserne                                                                  | Pioniere (USAREUR)                                       | 1956                                                                                   | Reinhardt-Kaserne (Bundeswehr)                          | |
| Ellwangen               | Ellwangen Dependents School                                                   |                                                                                            | DoDDS                                                    | 1956                                                                                   |                                                         | |
| Esslingen am Neckar     | Becelaere-Kaserne                                                             | Wehrmacht                                                                                  | HQ Logistik-Kdo (USAREUR)                                | 1956                                                                                   |                                                         | Deutscher Name beibehalten                                                                                                  |
| Esslingen am Neckar     | Funker-Kaserne                                                                | Wehrmacht                                                                                  | USAREUR                                                  | 1957/1991                                                                              | Bundeswehr                                              | Rot Schozacher Straße. Deutscher Name beibehalten                                                                           |
| Ettlingen               | Rheinland-Kaserne                                                             | Wehrmacht                                                                                  | Pioniere (USAREUR)                                       | 1995                                                                                   |                                                         | Deutscher Name beibehalten. Civil Support Center                                                                            |
| Ettlingen               | Ettlingen Terminal Station (ETN)                                              |                                                                                            | 5th Signal Command (USAREUR)                             | 1995                                                                                   |                                                         | |
| Feldberg                | Feldberg Communications Facility (FEL)                                        |                                                                                            | USAFE                                                    | 1992                                                                                   |                                                         | EAME Main Control Station                                                                                                   |
| Feldberg                | ACE HIGH troposcatter terminal (AFEZ)                                         |                                                                                            | USAFE                                                    | 1995                                                                                   |                                                         | Forward Scatter Verbindung für SHAPE nach Dosso di Galli (IDGZ) am Gardasee (Italien) 1962–1995.                            |
| Feldberg                | Feldberg DEBS Station                                                         |                                                                                            | USAFE                                                    | 1992                                                                                   |                                                         | DEBS collocated with ACE HIGH. European Tropospheric Scatter – Army (ET-A), Nodal Site 11.1.                                |
| Friedrichsdorf          | POMCUS Depot                                                                  |                                                                                            | USAREUR                                                  | 1992                                                                                   | USAREUR                                                 | |
| Friolzheim              | Friolzheim Communications Facility                                            |                                                                                            | USAFE                                                    | 1991                                                                                   |                                                         | |
| Friolzheim              | Friolzheim Relay Station (FZM)                                                |                                                                                            | 102nd Signal Bn (USAREUR)                                | 1995                                                                                   |                                                         | DEBS Station (FRI) |
| Friolzheim              | Regency Net Communications Facility Friolzheim                                |                                                                                            | 801st Telecommunications „R“, C&C Sqn                    | 1997                                                                                   |                                                         | |
| Göppingen               | Cooke Barracks                                                                | Fliegerhorst Göppingen, AG 13, 1. Fliegerschuldivision, Flugzeugführerschule 116           | HQ Division (USAREUR)                                    | 1992                                                                                   |                                                         | |
| Göppingen               | Göppingen Family Housing                                                      |                                                                                            |                                                          | 1992                                                                                   |                                                         | 1950 bis 1957 erbaut, insgesamt 471 Wohneinheiten                                                                           |
| Göppingen               | Göppingen Dependents School                                                   |                                                                                            | DoDDS                                                    | 1992                                                                                   |                                                         | |
| Göppingen               | Göppingen Terminal Station (GPN)                                              |                                                                                            | 5th Signal Command (USAREUR)                             | 1992                                                                                   |                                                         | |
| Großengstingen          | Eberhard-Finckh-Kaserne (Sonderwaffenlager Camp Golf Trochtelfingen)          |                                                                                            | US Custodial Team (84th USAFAD)                          | 1992                                                                                   |                                                         | Nukleare Verwahrung für RakArtBtl 250 (Lance)                                                                               |
| Hardheim                | Hardheim Missile Station                                                      |                                                                                            | 1/67, 1st Nike HE Missile                                | 1971                                                                                   |                                                         | Nukleare Gefechtsköpfe, 1961–1971                                                                                           |
| Hardheim                | Hardheim Missile Station                                                      |                                                                                            | 3/71, 3rd Nike HE Missile                                | 1992                                                                                   |                                                         | Nukleare Gefechtsköpfe, 1977 Verlegung aus Kleingartach                                                                     |
| Heidelberg              | Campbell Barracks                                                             | Großdeutschland-Kaserne (Wehrmacht)                                                        | HQ USAREUR                                               | 2013                                                                                   |                                                         | Zugleich HQ CENTAG (NATO)                                                                                                   |
| Heidelberg              | Patrick Henry Village Family Housing                                          |                                                                                            |                                                          | 2013                                                                                   |                                                         | 1950 bis 1957 erbaut, insgesamt in Heidelberg 2284 Wohneinheiten                                                            |
| Heidelberg              | Patrick Henry Elementary School                                               | In Patrick Henry Village errichtet                                                         | DODEA (DoDDS)                                            | 2013                                                                                   |                                                         | |
| Heidelberg              | Heidelberg Middle School                                                      | In Patrick Henry Village errichtet                                                         | DODEA (DoDDS)                                            | 2013                                                                                   |                                                         | 1976 gegründet |
| Heidelberg              | Mark Twain Village Family Housing                                             |                                                                                            |                                                          | 2013                                                                                   |                                                         | 1950 bis 1957 erbaut, insgesamt in Heidelberg 2284 Wohneinheiten                                                            |
| Heidelberg              | Heidelberg American High School                                               | In Mark Twain Village errichtet                                                            | DODEA (DoDDS)                                            | 2013                                                                                   | Julius-Springer-Schule                                  | 1947 als High School akkreditiert, mit Internat                                                                             |
| Heidelberg              | Patton Barracks                                                               | Grenadier-Kaserne (Wehrmacht)                                                              | HQ US Constabulary                                       | 1948                                                                                   | USAREUR                                                 | Februar 1948 Verlegung nach Stuttgart-Vaihingen, Patch Barracks                                                             |
| Heidelberg              | Patton Barracks                                                               | HQ US Constabulary                                                                         | Heidelberg Military Post (USAREUR)                       | 2014                                                                                   |                                                         | Area Command North Baden 1965                                                                                               |
| Heidelberg              | Nachrichten-Kaserne                                                           | Wehrmacht                                                                                  | USAREUR                                                  | 2013                                                                                   |                                                         | Deutscher Name beibehalten                                                                                                  |
| Heidelberg              | Heidelberg Terminal Station (HDG)                                             |                                                                                            | Co E/102nd Signal Bn (USAREUR)                           | 2014                                                                                   |                                                         | European Tropospheric Scatter – Army (ET-A), Mainline Site 44. DEBS Station (HBG)                                           |
| Heidelberg              | Militärhospital (Nachrichten-Kaserne)                                         | Wehrmacht                                                                                  | 130th Station Hosp (USAREUR)                             | 2014                                                                                   |                                                         | |
| Heidelberg              | Army Hospital Heidelberg Terminal Station (AHH)                               |                                                                                            | 5th Signal Command (USAREUR)                             | 2014                                                                                   |                                                         | |
| Heidelberg              | Heidelberg Army Heliport                                                      |                                                                                            | USAREUR                                                  | 2014                                                                                   |                                                         | In den 1950er Jahren erbaut.                                                                                                |
| Heilbronn               | Badenerhof-oder Ludendorff-Kaserne                                            | Wehrmacht                                                                                  | USAREUR                                                  | 1992                                                                                   |                                                         | Deutscher Name beibehalten                                                                                                  |
| Heilbronn               | Wharton Barracks                                                              | Priesterwald- oder Hessenhof- und Schwabenhof-Kaserne sowie Schlieffen-Kaserne (Wehrmacht) | Pershing II (USAREUR)                                    | 1992                                                                                   |                                                         | |
| Heilbronn               | Kennedy Village Family Housing                                                |                                                                                            |                                                          | 1992                                                                                   |                                                         | 1950 bis 1957 erbaut, insgesamt 967 Wohneinheiten                                                                           |
| Heilbronn               | Heilbronn Dependents School                                                   |                                                                                            | DoDDS                                                    | 1992                                                                                   |                                                         | |
| Heilbronn               | Heilbronn Terminal Station (HBN)                                              |                                                                                            | 5th Signal Command (USAREUR)                             | 1992                                                                                   |                                                         | |
| Heilbronn               | Fort Red Leg                                                                  | Waldheide                                                                                  | Stellung für Mittelstreckenraketen Pershing II (USAREUR) | 1991                                                                                   |                                                         | INF-Objekt der USA |
| Heilbronn               | Munitionsdepot Waldstetten                                                    |                                                                                            | USAREUR                                                  | 1992                                                                                   |                                                         | PSP 28 |
| Hochstetten             | Hochstetten Ordnance Facility                                                 |                                                                                            | USAREUR                                                  | 1992                                                                                   |                                                         | PSP 78 |
| Hohenstadt              | Hohenstadt Relay Station (HST)                                                |                                                                                            | Co B/102nd Signal Bn (USAREUR)                           | 1995                                                                                   |                                                         | European Tropospheric Scatter – Army (ET-A), Nodal Site 50.1.                                                               |
| Hohenstadt              | Hohenstadt Radio Relay Station                                                |                                                                                            | USAFE                                                    | 1995                                                                                   |                                                         | |
| Hohenstadt              | Hohenstadt DEBS Station (HST)                                                 |                                                                                            | USAFE                                                    | 1992                                                                                   |                                                         | DEBS Verbindung nach Coltano (Italien)                                                                                      |
| Inneringen              |                                                                               |                                                                                            | US Custodial Team (u/i USAAD)                            | 1966                                                                                   | US-Mittelstreckenraketen-Stellung                       | Nukleare Verwahrung für französische Nike (BEN 521, 1961–1966), provisorisch Friedrichshafen, Quartier Durand de Villars    |
| Karlsruhe               | Gerszewski Barracks                                                           | Rhein-Kaserne (Wehrmacht)                                                                  | HQ Pionierbrigade (USAREUR)                              | 1995                                                                                   |                                                         | |
| Karlsruhe               | Phillips Barracks                                                             | Mackensen-Kaserne (Wehrmacht)                                                              | USAREUR                                                  | 2013                                                                                   |                                                         | |
| Karlsruhe               | Black Hawk Barracks                                                           | Mudra- oder Pionier-Kaserne (Wehrmacht)                                                    | USAREUR                                                  | 1947                                                                                   |                                                         | |
| Karlsruhe               | Karlsruhe Army Airfield                                                       | Flugplatz                                                                                  | USAREUR                                                  | 1994                                                                                   |                                                         | |
| Karlsruhe               | Dragoner-Kaserne                                                              | Wehrmacht                                                                                  | Labor Service                                            | 1995                                                                                   |                                                         | Deutscher Name beibehalten                                                                                                  |
| Karlsruhe               | Paul Revere Village Family Housing                                            |                                                                                            |                                                          | 1995                                                                                   |                                                         | 1950 bis 1957 erbaut, insgesamt in Karlsruhe 1462 Wohneinheiten                                                             |
| Karlsruhe               | Karlsruhe Dependents School                                                   |                                                                                            | DoDDS                                                    | 1995                                                                                   |                                                         | |
| Karlsruhe-Knielingen    | Smiley Barracks                                                               | Freiherr-von-Forstner-Kaserne (Wehrmacht)                                                  | US Constabulary                                          | 1949                                                                                   | USAREUR                                                 | |
| Karlsruhe-Knielingen    | Smiley Barracks                                                               | US Constabulary                                                                            | Karlsruhe Military Post, HQ Munitionsbrigade (USAREUR)   | 1995                                                                                   |                                                         | |
| Karlsruhe-Knielingen    | Smiley Barracks                                                               | US Constabulary                                                                            | Historical Division (USEUCOM)                            | 1959                                                                                   |                                                         | Übernahme der Aufgabe durch G-3 USEUCOM                                                                                     |
| Karlsruhe-Knielingen    | POMCUS Depot Knielingen                                                       |                                                                                            | USAREUR                                                  | 1995                                                                                   |                                                         | |
| Karlsruhe-Neureut       | Neureut-Kaserne                                                               |                                                                                            | HQ Fernmeldebrigade (USAREUR)                            | 1995                                                                                   |                                                         | In den frühen 1950er Jahren erbaut.                                                                                         |
| Karlsruhe-Neureut       | Karlsruhe Terminal Station (KRE)                                              |                                                                                            | Co E/102nd Signal Bn (USAREUR)                           | 1995                                                                                   |                                                         | |
| Karlsruhe-Neureut       | POMCUS Depot Neureut                                                          |                                                                                            | USAREUR                                                  | 1995                                                                                   |                                                         | Controlled Humidity Storage Facility, Prepositioned War Reserve Munitions 1985–1990                                         |
| Karlsruhe-Neureut       | Neureut Labor Service-Kaserne                                                 |                                                                                            | Labor Service                                            | 1993                                                                                   |                                                         | |
| Kleingartach            | Kleingartach Missile Station                                                  |                                                                                            | 3/71, 3rd Nike HE Missile                                | 1977                                                                                   |                                                         | Nukleare Gefechtsköpfe, 1977 Verlegung nach Hardheim                                                                        |
| Königstuhl              | Königstuhl Relay Station (KSL)                                                |                                                                                            | Co E/102nd Signal Bn (USAREUR)                           | 1995                                                                                   |                                                         | DEBS Main Control Station (KSL)                                                                                             |
| Kornwestheim            | Ludendorff-Kaserne                                                            | (Wehrmacht)                                                                                | USAREUR                                                  | 1993                                                                                   |                                                         | Deutscher Name beibehalten.                                                                                                 |
| Kornwestheim            | Wilkin Barracks                                                               | Hindenburg-Kaserne (Wehrmacht)                                                             | USAREUR                                                  | 1993                                                                                   |                                                         | |
| Kornwestheim            | Wilkin Barracks                                                               | Hindenburg-Kaserne (Wehrmacht)                                                             | HQ 3/71, 3rd Nike HE Missile                             | 1984                                                                                   |                                                         | Nukleare Gefechtsköpfe, 1961–1984                                                                                           |
| Kornwestheim            | Ludendorff-Kaserne                                                            | Wehrmacht                                                                                  | USAREUR                                                  | 1993                                                                                   |                                                         | Deutscher Name beibehalten                                                                                                  |
| Kupfer                  | Muna Kupfer Ammo Facility                                                     |                                                                                            | USAREUR                                                  | 1992                                                                                   |                                                         | PSP 26 |
| Lahr                    | RCAF Base Lahr                                                                |                                                                                            | COB (USAFE)                                              | 1994                                                                                   |                                                         | Vorgeschobene Einsatzbasis                                                                                                  |
| Laßbach                 | Forward Storage Site                                                          |                                                                                            | USAREUR                                                  | 1993                                                                                   |                                                         | |
| Ludwigsburg             | Coffey Barracks                                                               | Frommann-Kaserne (Wehrmacht)                                                               | Greater Stuttgart Military Post (USAREUR)                | 1992                                                                                   |                                                         | |
| Ludwigsburg             | Murphy Barracks                                                               | Mathilden-Kaserne (Wehrmacht)                                                              | HQ Fernmeldebrigade (USAREUR)                            | 1990                                                                                   |                                                         | |
| Ludwigsburg             | Valdez Barracks                                                               | Reinhardt-Kaserne (Wehrmacht)                                                              | HQ Pionierbrigade (USAREUR)                              | 1991                                                                                   |                                                         | |
| Ludwigsburg             | Flak-Kaserne                                                                  | Wehrmacht                                                                                  | USAREUR                                                  | 1993                                                                                   |                                                         | Deutscher Name beibehalten.                                                                                                 |
| Ludwigsburg             | Krabbenloch-Kaserne                                                           | Wehrmacht                                                                                  | HQ MP-Brigade (USAREUR)                                  | 1992                                                                                   |                                                         | Deutscher Name beibehalten.                                                                                                 |
| Ludwigsburg             | Karls-Kaserne                                                                 | Wehrmacht                                                                                  | USAREUR                                                  | 1991                                                                                   |                                                         | Deutscher Name beibehalten.                                                                                                 |
| Ludwigsburg             | Pattonville Barracks                                                          |                                                                                            | USAREUR                                                  | 1993                                                                                   |                                                         | |
| Ludwigsburg             | Stuttgart American High School (1961 – 1968 Ludwigsburg American High School) | 1955 in Pattonville errichtet (1953 – 1955 in Robinson Barracks)                           | DODEA (DoDDS)                                            | 1992                                                                                   | Erich-Bracher-Schule                                    | 1954 als High School akkreditiert. Patch High School diente 1992 – 2015 als Ersatz für die aufgelöste Stuttgart High School |
| Ludwigsburg             | Ludwigsburg Army Airfield                                                     |                                                                                            | USAREUR                                                  | 1993                                                                                   |                                                         | nach dem 2. Weltkrieg gebaut                                                                                                |
| Ludwigsburg             | Pattonville Family Housing                                                    |                                                                                            |                                                          | 1993                                                                                   |                                                         | 1950 bis 1957 erbaut, insgesamt in Ludwigsburg 368 Wohneinheiten                                                            |
| Ludwigsburg             | Aldingerstrasse Family Housing                                                |                                                                                            |                                                          | 1993                                                                                   |                                                         | 1950 bis 1957 erbaut, insgesamt in Ludwigsburg 368 Wohneinheiten                                                            |
| Ludwigsburg             | Stuttgarter Strasse Family Housing                                            |                                                                                            |                                                          | 1993                                                                                   |                                                         | 1950 bis 1957 erbaut, insgesamt in Ludwigsburg 368 Wohneinheiten                                                            |
| Ludwigsburg             | Ludwigsburg Terminal Station (LUD)                                            |                                                                                            | 5th Signal Command (USAREUR)                             | 1993                                                                                   |                                                         | |
| Ludwigsburg             | POMCUS Depot                                                                  |                                                                                            | USAREUR                                                  | 1990                                                                                   |                                                         | |
| Mannheim                | Turley Barracks                                                               | Kaiser-Wilhelm- oder Landwehr-Kaserne (Wehrmacht)                                          | USAREUR                                                  | 2007                                                                                   |                                                         | |
| Mannheim                | University of Maryland (Turley Campus)                                        |                                                                                            |                                                          | 2007                                                                                   |                                                         | |
| Mannheim                | Taylor Barracks                                                               | Scheinwerfer-Kaserne (Wehrmacht)                                                           | USAREUR                                                  | 2011                                                                                   |                                                         | Vogelstang |
| Mannheim                | Gendarmerie-Kaserne                                                           | Wehrmacht                                                                                  | USAREUR                                                  | 1991                                                                                   |                                                         | Deutscher Name beibehalten.                                                                                                 |
| Mannheim                | Neuostheim Army Airfield                                                      | Wehrmacht                                                                                  | USAREUR                                                  | 1956                                                                                   | Bundeswehr                                              | |
| Mannheim                | Mannheim Terminal Station (MHM)                                               |                                                                                            | 5th Signal Command (USAREUR)                             | 2007                                                                                   |                                                         | DEBS Station (MHM) |
| Mannheim                | Rheinau-Kaserne                                                               | Wehrmacht                                                                                  | USAREUR                                                  | 1994                                                                                   |                                                         | In den 1950er Jahren erbaut.                                                                                                |
| Mannheim                | Benjamin Franklin Village Family Housing                                      |                                                                                            |                                                          | 2011                                                                                   |                                                         | 1950 bis 1957 erbaut, insgesamt in Mannheim 2303 Wohneinheiten                                                              |
| Mannheim                | Mannheim Elementary School                                                    |                                                                                            | DODEA (DoDDS)                                            | 2013                                                                                   |                                                         | |
| Mannheim                | Mannheim Middle School                                                        |                                                                                            | DODEA (DoDDS)                                            | 2013                                                                                   |                                                         | |
| Mannheim                | Mannheim American High School                                                 |                                                                                            | DODEA (DoDDS)                                            | 2013                                                                                   |                                                         | 1957 als High School akkreditiert                                                                                           |
| Mannheim                | Friedrichsfeld Storage Area                                                   |                                                                                            | USAREUR                                                  | 1991                                                                                   |                                                         | |
| Mannheim-Feudenheim     | Spinelli Barracks (FDM)                                                       | Pionier- oder Reinhardt-Kaserne (Wehrmacht)                                                | HQ 102nd Signal Bn (USAREUR)                             | 2014                                                                                   | Bundesgartenschau 2023, Grünzug Nordost                 | HQ Richtfunknetz Feudenheim (FDM). KriegsHQ CENTAG im unterirdischen Bunker.                                                |
| Mannheim-Käfertal       | Sullivan Barracks                                                             | Flak-Kaserne (Wehrmacht)                                                                   | USAREUR                                                  | 2013                                                                                   |                                                         | |
| Mannheim-Käfertal       | Funari Barracks                                                               | Gallwitz-Kaserne (Wehrmacht)                                                               | USAREUR                                                  | 2014                                                                                   |                                                         | |
| Mannheim-Sandhofen      | Coleman Barracks                                                              | Fliegerhorst Sandhofen, JG 53                                                              | HQ Brigade (USAREUR)                                     | noch bestehend                                                                         |                                                         | Nutzung als Materialdepot seit 1992; die für Februar 2016 geplante Schließung wurde 2021 zurückgenommen.                    |
| Mannheim-Sandhofen      | Coleman Barracks                                                              |                                                                                            | Mannheim Confinement Facility                            | 1992                                                                                   |                                                         | Militärgefängnis |
| Mannheim-Sandhofen      | Coleman Terminal Station (COL)                                                |                                                                                            | 5th Signal Command (USAREUR)                             | 1992                                                                                   |                                                         | |
| Mannheim-Seckenheim     | Hammonds Barracks                                                             | Loretto-Kaserne (Wehrmacht)                                                                | US Constabulary                                          | 1948                                                                                   | USAREUR                                                 | |
| Mannheim-Seckenheim     | Hammonds Barracks                                                             | US Constabulary                                                                            | USAREUR                                                  | 2010                                                                                   |                                                         | HQ ACE Mobile Force (NATO) 1961–1980                                                                                        |
| Mannheim-Seckenheim     | Cawley Barracks                                                               | Stem-Kaserne (Wehrmacht)                                                                   | USAREUR                                                  | 2010                                                                                   |                                                         | |
| Mannheim-Seckenheim     | Stem Kaserne (bis 1988 Autobahn Kaserne)                                      | Autobahnmeisterei                                                                          | USAREUR                                                  | 2010                                                                                   |                                                         | |
| Mannheim-Seckenheim     | Seckenheim Relay Station (SKM)                                                |                                                                                            | Co E/102nd Signal Bn (USAREUR)                           | 1962                                                                                   |                                                         | LANDCENT Microwave System (Terminal B) 1952–1962, AIRCENT Microwave System (Terminal B) 1952–1958.                          |
| Merklingen              | Munitionsdepot                                                                |                                                                                            | USAREUR                                                  | 1991                                                                                   |                                                         | PSP 81 |
| Mutlangen               | Mutlanger Heide                                                               |                                                                                            | Stellung für Mittelstreckenraketen Pershing II (USAREUR) | 1991                                                                                   |                                                         | INF-Objekt der USA |
| Mutlangen               | Mutlangen Army Airfield                                                       |                                                                                            | USAREUR                                                  | 1991                                                                                   |                                                         | |
| Neckarsulm              | Artillery-Kaserne                                                             | Artillerie-Kaserne (Wehrmacht)                                                             | Pershing II (USAREUR)                                    | 1992                                                                                   |                                                         | Deutscher Name beibehalten.                                                                                                 |
|                         | Neckarsulm Ordnance Rebuild Shop                                              | NSU Werke                                                                                  | USAREUR                                                  | 1992                                                                                   |                                                         | |
|                         | Neckarsulm Terminal Station (NCM)                                             |                                                                                            | 5th Signal Command (USAREUR)                             | 1992                                                                                   |                                                         | |
| Nellingen               | Nellingen Barracks                                                            | Fliegerhorst Nellingen                                                                     | Versorgungskommando (USAREUR)                            | 1992                                                                                   |                                                         | Civilian Support Group |
| Nellingen               | Nellingen Family Housing                                                      |                                                                                            |                                                          | 1993                                                                                   |                                                         | 1950 bis 1957 erbaut, insgesamt 224 Wohneinheiten                                                                           |
| Nellingen               | Nellingen Dependents School                                                   |                                                                                            | DoDDS                                                    | 1992                                                                                   |                                                         | |
| Nellingen               | Nellingen Terminal Station (NEL)                                              |                                                                                            | 5th Signal Command (USAREUR)                             | 1992                                                                                   |                                                         | |
| Pforzheim               | Black Hawk Barracks                                                           | Buckenberg-Kaserne (Wehrmacht)                                                             | USAREUR                                                  | 1951                                                                                   | Quartier Burnol, Quartier Joffre (FFA) bis 1999         | |
| Pforzheim               | Wartberg Kaserne                                                              |                                                                                            | USAREUR                                                  | 1992                                                                                   | Bundeswehr (Kreiswehrersatzamt)                         | Nach dem 2. Weltkrieg erbaut                                                                                                |
| Pforzheim               | Pforzheim Family Housing                                                      |                                                                                            |                                                          | 1992                                                                                   |                                                         | Nach 1957 erbaut |
| Pforzheim               | Pforzheim Dependents School                                                   |                                                                                            | DoDDS                                                    | 1992                                                                                   |                                                         | |
| Pfullendorf             | Generaloberst-von-Fritsch-Kaserne                                             |                                                                                            | US Custodial Team (2nd USAFAD)                           | 1992                                                                                   | Umbenennung in Staufer-Kaserne 2013                     | Nukleare Verwahrung für RakArtBtl 102, ArtRgt 10                                                                            |
| Pfullendorf             | Regency Net Communications Facility Pfullendorf                               |                                                                                            | 801st Telecommunications „R“, C&C Sqn                    | 1997                                                                                   |                                                         | |
| Philippsburg            | Salm-Kaserne                                                                  |                                                                                            | US Custodial Team (3rd USAFAD)                           | 1992                                                                                   |                                                         | Nukleare Verwahrung für RakArtBtl 122                                                                                       |
| Radolfzell              | Quartier Vauban                                                               |                                                                                            | US Custodial Team (9th USAFAD)                           | 1966                                                                                   |                                                         | Nukleare Verwahrung für französische Streitkräfte (302e GA, 1961–1966)                                                      |
| Reisenbach              | Reisenbach Communications Annex                                               |                                                                                            | USAFE                                                    | 1992                                                                                   |                                                         | |
| Sachsenheim             | Sachsenheim Missile Station                                                   | Fliegerhorst Großsachsenheim                                                               | 3/71, 3rd Nike HE Missile                                | 1990                                                                                   |                                                         | Nukleare Gefechtsköpfe |
| Sachsenheim             | POMCUS Depot                                                                  |                                                                                            | USAREUR                                                  | 1992                                                                                   | Gewerbepark Eichwald                                    | |
| Schwäbisch Gmünd        | Bismarck-Kaserne                                                              | Wehrmacht                                                                                  | HQ Mittelstreckenraketen-Brigade Pershing II (USAREUR)   | 1991                                                                                   |                                                         | Deutscher Name beibehalten.                                                                                                 |
| Schwäbisch Gmünd        | Hardt-Kaserne                                                                 | Wehrmacht                                                                                  | Pershing II (USAREUR)                                    | 1991                                                                                   |                                                         | Deutscher Name beibehalten.                                                                                                 |
| Schwäbisch Gmünd        | University of Maryland (Schwäbisch Gmünd Campus)                              |                                                                                            |                                                          | 2007                                                                                   |                                                         | 1992 als Ersatz für den geschlossenen McGraw Campus gegründet                                                               |
| Schwäbisch Gmünd        | Schwäbisch Gmünd Family Housing                                               |                                                                                            |                                                          | 1991                                                                                   |                                                         | 1950 bis 1957 erbaut, insgesamt 381 Wohneinheiten                                                                           |
| Schwäbisch Gmünd        | Schwäbisch Gmünd Dependents School                                            |                                                                                            | DoDDS                                                    | 1991                                                                                   |                                                         | |
| Schwäbisch Gmünd        | Schwäbisch Gmünd Terminal Station (SGD)                                       |                                                                                            | 5th Signal Command (USAREUR)                             | 1991                                                                                   |                                                         | |
| Schwäbisch Hall         | Camp Dolan                                                                    | Fliegerhorst Hessental                                                                     | US Constabulary                                          | 1948                                                                                   | USAREUR                                                 | |
| Schwäbisch Hall         | Dolan Barracks (bis 1949 Camp Dolan)                                          | US Constabulary                                                                            | Heeresflieger (USAREUR)                                  | 1993                                                                                   |                                                         | |
| Schwäbisch Hall         | Hessental Family Housing                                                      |                                                                                            |                                                          | 1993                                                                                   |                                                         | 1950 bis 1957 erbaut, insgesamt 199 Wohneinheiten                                                                           |
| Schwäbisch Hall         | Schwäbisch Hall Dependents School                                             |                                                                                            | DoDDS                                                    | 1993                                                                                   |                                                         | |
| Schwäbisch Hall         | Schwäbisch Hall Relay Station (SCL) (SHL)                                     |                                                                                            | 102nd Signal Bn (USAREUR)                                | 1995                                                                                   |                                                         | |
| Schwetzingen            | Kilbourne Barracks                                                            | Neue Kaserne (Wehrmacht)                                                                   | USAREUR Class VI Agency                                  | 2012                                                                                   |                                                         | In den 1950er Jahren erbaut. PSP 79                                                                                         |
| Schwetzingen            | Tompkins Barracks                                                             | Panzer-Kaserne (Wehrmacht)                                                                 | US Constabulary                                          | 1947                                                                                   | USAREUR                                                 | |
| Schwetzingen            | Tompkins Barracks                                                             | US Constabulary                                                                            | 1 Personal Command (USAREUR)                             | 2012                                                                                   |                                                         | |
| Schwetzingen            | Schwetzingen Terminal Station (SZN)                                           |                                                                                            | 5th Signal Command (USAREUR)                             | 2012                                                                                   |                                                         | DEBS Station (SCW) |
| Siegelsbach             | Nukleardepot (Zentrallager), Siegelsbach Ammo Facility                        |                                                                                            | USAREUR                                                  | 1993                                                                                   |                                                         | Gefechtsköpfe für Mittelstreckenraketen Pershing II. Nach dem 2. Weltkrieg erbaut.                                          |
| Siegelsbach             | Siegelsbach Terminal Station (SSB)                                            |                                                                                            | 5th Signal Command (USAREUR)                             | 1993                                                                                   |                                                         | |
| Stocksberg              | Stocksberg DEBS Repeater (SSB)                                                |                                                                                            | USAREUR                                                  | 1993                                                                                   |                                                         | |
| Stuttgart               | Grenadier-Kaserne                                                             | Wehrmacht                                                                                  | USAREUR                                                  | 1993                                                                                   |                                                         | Deutscher Name beibehalten.                                                                                                 |
| Stuttgart               | Grenadier Family Housing                                                      |                                                                                            |                                                          | 1993                                                                                   |                                                         | 1950 bis 1957 erbaut, insgesamt in Stuttgart 3465 Wohneinheiten                                                             |
| Stuttgart               | Weilimdorf Warehouse                                                          |                                                                                            | USAREUR                                                  | Bestand 2021 bestätigt                                                                 |                                                         | |
| Stuttgart               | Stuttgart Terminal Station (SGT)                                              |                                                                                            | Co B/102nd Signal Bn (USAREUR)                           | 1995                                                                                   |                                                         | DEBS Station (SGT) |
| Stuttgart               | AFN Studio                                                                    |                                                                                            | AFN Stuttgart                                            | 1993                                                                                   |                                                         | 1948 gegründet. |
| Stuttgart-Bad Cannstatt | Wallace Barracks                                                              | Reiter-Kaserne (Wehrmacht)                                                                 | US Constabulary                                          | 1947                                                                                   | USAREUR                                                 | |
| Stuttgart-Bad Cannstatt | Wallace Barracks                                                              | US Constabulary                                                                            | USAREUR                                                  | 1993                                                                                   |                                                         | |
| Stuttgart-Bad Cannstatt | McGee Barracks                                                                | Kleine Reiter-Kaserne (Wehrmacht)                                                          | USAREUR                                                  | 1993                                                                                   |                                                         | |
| Stuttgart-Bad Cannstatt | Militärhospital                                                               |                                                                                            | 5th Gen Hosp (USAREUR)                                   | 1993                                                                                   |                                                         | |
| Stuttgart-Bad Cannstatt | Bad Cannstatt Terminal Station (BCT)                                          |                                                                                            | 5th Signal Command (USAREUR)                             | 1993                                                                                   |                                                         | |
| Stuttgart-Möhringen     | Kelley Barracks                                                               | Helenen-Kaserne (Wehrmacht)                                                                | US Constabulary                                          | 1947                                                                                   | USAREUR                                                 | |
| Stuttgart-Möhringen     | Kelley Barracks                                                               | US Constabulary                                                                            | HQ VII (US) Corps (USAREUR)                              | 1992                                                                                   |                                                         | |
| Stuttgart-Möhringen     | Kelley Barracks                                                               | USAREUR                                                                                    | HQ USAFRICOM                                             | noch bestehend                                                                         |                                                         | 2020 unter Trump Verlegung angekündigt; Plan nicht ausgeführt                                                               |
| Stuttgart-Möhringen     | Möhringen Family Housing                                                      |                                                                                            |                                                          | noch bestehend                                                                         |                                                         | 1950 bis 1957 erbaut, insgesamt in Stuttgart 3465 Wohneinheiten                                                             |
| Stuttgart-Möhringen     | Kelley Terminal Station (KLY)                                                 |                                                                                            | 5th Signal Command (USAREUR)                             | noch bestehend                                                                         |                                                         | |
| Stuttgart-Vaihingen     | Patch Barracks                                                                | Kurmärker Kaserne (Wehrmacht)                                                              | HQ US Constabulary                                       | 1950                                                                                   |                                                         | 24. November 1950 Umgliederung zu HQ Seventh Army                                                                           |
| Stuttgart-Vaihingen     | Patch Barracks                                                                | HQ US Constabulary                                                                         | HQ Seventh Army 1950–1966                                | 1967                                                                                   |                                                         | Verlegung nach Heidelberg                                                                                                   |
| Stuttgart-Vaihingen     | Patch Barracks                                                                | HQ Seventh Army                                                                            | HQ USEUCOM seit 1967                                     | noch bestehend, am 29. Juli 2020 Verlegung nach Casteau bei Mons (Belgien) angekündigt |                                                         | Verlegung aus Camp des Loges, Rocquencourt (Frankreich)                                                                     |
| Stuttgart-Vaihingen     | Patch Elementary School                                                       | In Patch Barracks errichtet                                                                | DODEA (DoDDS)                                            | noch bestehend                                                                         |                                                         | |
| Stuttgart-Vaihingen     | Patch Middle School                                                           | In Patch Barracks errichtet                                                                | DODEA (DoDDS)                                            | noch bestehend                                                                         |                                                         | |
| Stuttgart-Vaihingen     | Patch American High School                                                    | In Patch Barracks errichtet                                                                | DODEA (DoDDS)                                            | 2015                                                                                   |                                                         | 1979 als High School akkreditiert. 2015 Stuttgart High School in Böblingen neu erbaut.                                      |
| Stuttgart-Vaihingen     | Craig Village Family Housing                                                  |                                                                                            |                                                          | noch bestehend                                                                         |                                                         | 1950 bis 1957 erbaut, insgesamt in Stuttgart 3465 Wohneinheiten                                                             |
| Stuttgart-Vaihingen     | Von Steuben Village Family Housing                                            |                                                                                            |                                                          | noch bestehend                                                                         |                                                         | 1950 bis 1957 erbaut, insgesamt in Stuttgart 3465 Wohneinheiten                                                             |
| Stuttgart-Vaihingen     | Kefurt Village Family Housing                                                 |                                                                                            |                                                          | noch bestehend                                                                         |                                                         | 1950 bis 1957 erbaut, insgesamt in Stuttgart 3465 Wohneinheiten                                                             |
| Stuttgart-Vaihingen     | Weicht Village Family Housing                                                 |                                                                                            |                                                          | noch bestehend                                                                         |                                                         | 1950 bis 1957 erbaut, insgesamt in Stuttgart 3465 Wohneinheiten                                                             |
| Stuttgart-Vaihingen     | Vaihingen Terminal Station (VHN)                                              |                                                                                            | Co B/102nd Signal Bn (USAREUR)                           | 1995                                                                                   |                                                         | DEBS Station (PKS) in der Patch Kaserne                                                                                     |
| Stuttgart-Zuffenhausen  | Robinson Barracks                                                             | Flandern-Kaserne (Wehrmacht)                                                               | USAREUR                                                  | 1995                                                                                   |                                                         | Area Command North Württemberg 1965                                                                                         |
| Stuttgart-Zuffenhausen  | Robinson Family Housing                                                       |                                                                                            |                                                          | 1993                                                                                   |                                                         | 1950 bis 1957 erbaut, insgesamt in Stuttgart 3465 Wohneinheiten                                                             |
| Stuttgart-Zuffenhausen  | Stuttgart Elementary School                                                   |                                                                                            | DODEA (DoDDS)                                            | noch bestehend                                                                         |                                                         | |
| Stuttgart-Zuffenhausen  | Robinson Barracks Elementary School                                           | In Robinson Barracks errichtet                                                             | DODEA (DoDDS)                                            | noch bestehend                                                                         |                                                         | |
| Stuttgart-Zuffenhausen  | Robinson Barracks Middle School                                               | In Robinson Barracks errichtet                                                             | DODEA (DoDDS)                                            | noch bestehend                                                                         |                                                         | |
| Söllingen               | RCAF Base Söllingen                                                           |                                                                                            | US Custodial Team (MUNSS Detachment)                     | 1984                                                                                   |                                                         | Nukleare Verwahrung für RCAF Base Söllingen                                                                                 |
| Söllingen               | RCAF Base Söllingen                                                           |                                                                                            | COB (USAFE)                                              | 1994                                                                                   |                                                         | Vorgeschobene Einsatzbasis                                                                                                  |
| Türkheim                |                                                                               | CRC                                                                                        | USAFE                                                    | 1958                                                                                   | FmRgt 31, Meßstetten (Luftwaffe), call sign SWEET APPLE | 412-L Stellung, call sign BIFORM (1981), JOPLIN                                                                             |
| Ulm                     | Ford Barracks                                                                 | Hindenburg-Kaserne (Wehrmacht)                                                             | USAREUR                                                  | 1960                                                                                   |                                                         | Mähringer Weg |
| Ulm                     | Ford Family Housing                                                           |                                                                                            |                                                          | 1991                                                                                   |                                                         | 1950 bis 1957 erbaut, insgesamt 677 Wohneinheiten                                                                           |
| Ulm                     | Bleidorn-Kaserne                                                              | Wehrmacht                                                                                  | USAREUR                                                  | 1962                                                                                   | Bundeswehr                                              | Deutscher Name beibehalten.                                                                                                 |
| Ulm                     | Boelcke-Kaserne                                                               | Wehrmacht                                                                                  | USAREUR                                                  | 1959                                                                                   | Bundeswehr                                              | Römerstraße. Deutscher Name beibehalten.                                                                                    |
| Ulm                     | Flandern-Kaserne                                                              | Wehrmacht                                                                                  | USAFE                                                    | 1958/1964                                                                              | Wilhelmsburg-Kaserne (Bundeswehr) ab 1967               | Deutscher Name beibehalten. Unterkunft für CRC Türkheim.                                                                    |
| Urlau                   |                                                                               |                                                                                            | US Custodial Team                                        | 1965                                                                                   |                                                         | Nukleare Verwahrung, 1965 Verlegung nach Günzburg                                                                           |
| Villingen               | Quartier Lyautey                                                              |                                                                                            | US Custodial Team (15th USAFAD)                          | 1966                                                                                   |                                                         | Nukleare Verwahrung für französische Streitkräfte (50e RA, 1961–1966)                                                       |
| Weinheim                |                                                                               |                                                                                            | US Constabulary                                          | 1947                                                                                   |                                                         | |
| Weinsberg               | Munitionsdepot                                                                |                                                                                            | USAREUR                                                  | 1992                                                                                   |                                                         | PSP 80 |
| Wertheim                | Peden Barracks                                                                | Fliegerhorst Reinhardshof, StuKaG 51, StuKaSchule 1                                        | HQ Artilleriebrigade (USAREUR)                           | 1994                                                                                   |                                                         | PSP 6 J |
| Wertheim                | FlaRak-Stellung Hawk                                                          |                                                                                            | USAREUR                                                  | 1993                                                                                   |                                                         | |
| Wertheim                | Wertheim Terminal Station (WRT)                                               |                                                                                            | 5th Signal Command (USAREUR)                             | 1994                                                                                   |                                                         | |
| Wertheim                | Wertheim Family Housing                                                       |                                                                                            |                                                          | 1994                                                                                   |                                                         | 1950 bis 1957 erbaut, insgesamt 305 Wohneinheiten                                                                           |
| Wertheim                | Wertheim Dependents School                                                    |                                                                                            | DoDDS                                                    | 1994                                                                                   |                                                         | |
| Wurmberg                | FlaRak-Stellung Nike                                                          |                                                                                            | 3/71, 3rd Nike HE Missile                                | 1984                                                                                   |                                                         | Nukleare Gefechtsköpfe |

## Bayern
| Grafenwöhr |

| Wildflecken |

| München |

| Bad Tölz |

| Nürnberg |

| Ansbach |

| Augsburg |

| Neu-Ulm |

| Würzburg |

| Aschaffenburg |

| Bamberg |

| Schweinfurt |

| Garmisch |

| Amberg |

| Katterbach |

| Gablingen |

| Bad Aibling |

| Bad Kissingen AB (1952) |

| Bad Kissingen |

| Bad Neustadt |

| Bayreuth |

| Berchtesgaden |

| Bindlach |

| Brand |

| Coburg |

| Dachau (1973) |

| Degerndorf (1954) |

| Deggendorf (1957) |

| Döbraberg |

| Eckstein |

| Erding AB (1957) |

| Erlangen |

| Feucht |

| Freising (1959) |

| Fürstenfeldbruck AB (1957) |

| Fürth |

| Füssen (1947) |

| Giebelstadt AB (1962) |

| Giebelstadt |

| Günzburg |

| Hammelburg (1957) |

| Hemau |

| Herzogenaurach |

| Hof |

| Illesheim |

| Kaufbeuren AB (1957) |

| Kitzingen |

| Kronach |

| Landsberg |

| Landsberg AB (1957) |

| Landshut (1957) |

| Lechfeld AB (1957) |

| Leipheim AB (1957) |

| Mainbullau |

| Memmingen |

| Mittenwald (1957) |

| Murnau (1961) |

| Neubiberg AB (1958) |

| Oberammergau |

| Oberpfaffenhofen (1949) |

| Oberschleißheim (1973) |

| Passau (1957) |

| Regen |

| Regensburg |

| Röhrnbach |

| Rötz |

| Scheyern (1958) |

| Schneeberg |

| Schwabach |

| Siegenburg Air Range |

| Sonthofen (1951) |

| Straubing (1964) |

| Vilseck |

| Waidhaus |

| Weiden |

| Zirndorf |

| Standort                  | Liegenschaft                                                            | Vornutzer | Truppenteile                                                      | Jahr der Auflösung | Nachnutzung | Bemerkungen |  |
| ------------------------- | ----------------------------------------------------------------------- | --- | ----------------------------------------------------------------- | ------------------ | --- | --- |  |
| Albaching                 | Forward Storage Site                                                    | | USAREUR                                                           | 1993               | | |  |
| Amberg                    | Pond Barracks                                                           | Ritter-von-Möhl-Kaserne (Wehrmacht)                                                                                          | Amberg Military Post (USAREUR)                                    | 1992               | | |  |
| Amberg                    | Amberg Family Housing                                                   | |                                                                   | 1994               | | 1950 bis 1957 erbaut, insgesamt 134 Wohneinheiten |  |
| Amberg                    | Amberg Dependents School                                                | | DoDDS                                                             | noch bestehend     | | |  |
| Amberg                    | Amberg Army Airfield                                                    | | USAREUR                                                           | 1993               | | |  |
| Amberg                    | Amberg Terminal Station (AMG)                                           | | 5th Signal Command (USAREUR)                                      | 1993               | | |  |
| Amberg                    | FlaRak-Stellung Hawk                                                    | | USAREUR                                                           | 1993               | | |  |
| Amberg                    | Fuchsstein Storage Area                                                 | | USAREUR                                                           | 1994               | | |  |
| Ansbach                   | Barton Barracks                                                         | Gneisenau-Kaserne (Wehrmacht)                                                                                                | USAREUR                                                           | noch bestehend     | | |  |
| Ansbach                   | Bleidorn-Kaserne                                                        | Wehrmacht | Artillerie (USAREUR)                                              | 1992               | | Deutscher Name beibehalten. |  |
| Ansbach                   | Bleidorn Family Housing                                                 | |                                                                   | noch bestehend     | | 1950 bis 1957 erbaut, insgesamt 444 Wohneinheiten |  |
| Ansbach                   | Ansbach Elementary School                                               | | DODEA (DoDDS)                                                     | noch bestehend     | | |  |
| Ansbach                   | Ansbach American Middle/High School                                     | | DODEA (DoDDS)                                                     | noch bestehend     | | |  |
| Ansbach                   | Ansbach-Bleidorn Terminal Station (ABB)                                 | | 5th Signal Command                                                | 1993               | | |  |
| Ansbach                   | Hindenburg-Kaserne                                                      | Wehrmacht | HQ Division (USAREUR)                                             | 1992               | | Würzburger Straße. Deutscher Name beibehalten. |  |
| Ansbach                   | Ansbach-Hindenburg Terminal Station (ABH)                               | | 5th Signal Command (USAREUR)                                      | 1993               | | |  |
| Ansbach                   | Shipton Barracks                                                        | | USAREUR                                                           | 1992               | noch bestehend | In den 1980er Jahren erbaut |  |
| Ansbach                   | FlaRak-Stellung Hawk                                                    | | USAREUR                                                           | 1992               | | |  |
| Ansbach-Katterbach        | Bismarck-Kaserne                                                        | Fliegerhorst | Ansbach Air Depot (USAFE)                                         | 1947               | | Übergabe an USAREUR |  |
| Ansbach-Katterbach        | Bismarck-Kaserne                                                        | Air Depot (USAFE) | Heeresflieger (USAREUR)                                           | noch bestehend     | | Deutscher Name beibehalten |  |
| Ansbach-Katterbach        | Katterbach Dependents School                                            | | DoDDS                                                             | 1993               | | |  |
| Ansbach-Katterbach        | Katterbach Terminal Station (KAT)                                       | | 5th Signal Command (USAREUR)                                      | noch bestehend     | | DEBS Station (KBH) |  |
| Ansbach-Katterbach        | FlaRak-Stellung Hawk                                                    | | USAREUR                                                           | 1992               | | |  |
| Ansbach-Katterbach        | FlaRak-Stellung Hawk (Oberdachstetten)                                  | | USAREUR                                                           | 1992               | | |  |
| Ansbach-Katterbach        | Munitionsdepot Oberdachstetten                                          | | USAREUR                                                           | 1992               | | PSP 30 |  |
| Ansbach-Katterbach        | Munitionsdepot Urlas                                                    | | USAREUR                                                           | 1992               | | PSP 31 |  |
| Ansbach-Katterbach        | Oberdachstetten Family Housing                                          | |                                                                   | 1992               | | |  |
| Aschaffenburg             | Fiori Barracks                                                          | Pionier-Kaserne (Wehrmacht)                                                                                                  | HQ Brigade (USAREUR)                                              | 1992               | | Schweinheimer Straße. |  |
| Aschaffenburg             | Graves Barracks                                                         | Bois-Brûlé-Kaserne (Wehrmacht)                                                                                               | USAREUR                                                           | 1992               | | Würzburger Straße. |  |
| Aschaffenburg             | Jaeger-Kaserne                                                          | Jäger-Kaserne (Wehrmacht) | USAREUR                                                           | 1992               | | Würzburger Straße. Deutscher Name beibehalten. |  |
| Aschaffenburg             | Ready Barracks                                                          | Artillerie-Kaserne (Wehrmacht)                                                                                               | USAREUR                                                           | 1992               | | Sälzer Weg. |  |
| Aschaffenburg             | Smith Barracks                                                          | La-Garde-Kaserne (Wehrmacht)                                                                                                 | USAREUR                                                           | 1992               | | Würzburger Straße. |  |
| Aschaffenburg             | Taylor Barracks                                                         | Heeresverpflegungseinrichtung (Wehrmacht)                                                                                    | USAREUR                                                           | 1990               | | Goldbacherstraße. Military Training Area |  |
| Aschaffenburg             | Aschaffenburg Family Housing                                            | |                                                                   | 1998               | | 1950 bis 1957 erbaut, insgesamt 747 Wohneinheiten |  |
| Aschaffenburg             | Aschaffenburg Dependents School                                         | | DoDDS                                                             | 1998               | | |  |
| Aschaffenburg             | Aschaffenburg Terminal Station (AFG)                                    | | 5th Signal Command (USAREUR)                                      | 1992               | | |  |
| Aschaffenburg             | Travis Park                                                             | | USAREUR                                                           | 2007               | | in den Stadtteilen Gailbach und Schweinheim |  |
| Aschaffenburg             | Aschaffenburg Army Airfield                                             | | USAREUR                                                           | 1991               | | |  |
| Aschaffenburg             | FlaRak-Stellung Hawk                                                    | | USAREUR                                                           | 1992               | | |  |
| Augsburg                  | Flak-Kaserne                                                            | Wehrmacht | USAREUR                                                           | 1994               | | Deutscher Name beibehalten. |  |
| Augsburg                  | Militärhospital (Flak-Kaserne)                                          | Wehrmacht | 11th Field Hosp, 34th Gen Hosp (USAREUR)                          | 1994               | | |  |
| Augsburg                  | Augsburg-Flak Terminal Station (ABF)                                    | | 5th Signal Command (USAREUR)                                      | 1994               | | |  |
| Augsburg                  | Reese Barracks                                                          | Somme- und Arras-Kaserne (Wehrmacht)                                                                                         | Augsburg Military Post (USAREUR)                                  | 1994               | | Area Command Southern Bavaria 1965 |  |
| Augsburg                  | Prinz-Karl-Kaserne                                                      | Wehrmacht | USAREUR 1950                                                      | 1969               | Bundeswehr | Deutscher Name beibehalten |  |
| Augsburg                  | Infantry Kaserne                                                        | Wehrmacht | USAREUR 1950                                                      | 1969               | | Deutscher Name beibehalten. |  |
| Augsburg                  | Centerville Family Housing                                              | |                                                                   | 1998               | | 1950 bis 1957 erbaut, insgesamt in Augsburg 2151 Wohneinheiten |  |
| Augsburg                  | Augsburg Dependents School                                              | | DoDDS                                                             | 1998               | | |  |
| Augsburg                  | Augsburg American High School                                           | | DoDDS                                                             | 1998               | | 1956 als High School akkreditiert. |  |
| Augsburg                  | Cramerton Family Housing                                                | |                                                                   | 1998               | | 1950 bis 1957 erbaut, insgesamt in Augsburg 2151 Wohneinheiten |  |
| Augsburg                  | Fryar Circle Family Housing                                             | |                                                                   | 1998               | | 1950 bis 1957 erbaut, insgesamt in Augsburg 2151 Wohneinheiten |  |
| Augsburg                  | Sullivan Heights Family Housing                                         | |                                                                   | 1998               | | 1950 bis 1957 erbaut, insgesamt in Augsburg 2151 Wohneinheiten |  |
| Augsburg                  | Augsburg Terminal Station (ABG)                                         | | Co B/102nd Signal Bn (USAREUR)                                    | 1995               | | DEBS Station (RAG) in Reese Barracks Augsburg |  |
| Augsburg                  | Haunstetten Army Airfield                                               | Messerschmitt Werke | USAREUR                                                           | 1964               | | |  |
| Augsburg                  | Bonstetten Radio Relay Facility (BST)                                   | | 1945th Communications Group (LFV)                                 | 1992               | | DEBS Station (BST) |  |
| Augsburg-Gablingen        | Gablingen-Kaserne                                                       | Luftwaffe (Wehrmacht), ZG 76, Flugzeugführerschule 5                                                                         | USAREUR                                                           | 1998               | | |  |
| Augsburg-Gablingen        | Patch Barracks                                                          | Nachrichten-Kaserne (Wehrmacht)                                                                                              | USAREUR                                                           | 1998               | | |  |
| Augsburg-Gablingen        | Sheridan Barracks                                                       | Nachrichten-Kaserne (Wehrmacht)                                                                                              | US Constabulary                                                   | 1951               | USAREUR | |  |
| Augsburg-Gablingen        | Sheridan Barracks                                                       | US Constabulary | USAREUR                                                           | 1998               | | |  |
| Augsburg-Gablingen        | Gablingen Dependents School                                             | | DoDDS                                                             | 1998               | | |  |
| Augsburg-Gablingen        | Site 300                                                                | | US Army Field Station (USAFS)/Army Security Agency (ASA)          | 1998               | | FmEloAufkl ("largest US Comint complex in Europe") |  |
| Augsburg-Gablingen        | Collection site Augsburg-Gablingen                                      | | Electronic Security Command (USAFE)                               | 1998               | | FmEloAufkl |  |
| Augsburg-Gablingen        | NSG activity Gablingen                                                  | | Naval Security Group (NSG), US Navy                               | 1998               | | FmEloAufkl |  |
| Augsburg-Gablingen        | Gablingen Communications Station (GBL)                                  | | 1945th Communications Group (LFV)                                 | 1992               | | DEBS Station (GAB) |  |
| Bad Aibling               | Bad Aibling Station, Collection Site F-91 „Garlick“                     | Fliegerhorst Bad Aibling, JG 51 „Mölders“                                                                                    | USAREUR                                                           | 2004               | | Bad Aibling-Mietraching, operated by US Army for NSA (FmEloAufkl) |  |
| Bad Aibling               | Bad Aibling Terminal Station (BAI)                                      | | 5th Signal Command (USAREUR)                                      | 2004               | | |  |
| Bad Aibling               | Bad Aibling Family Housing Area                                         | |                                                                   | 2004               | | 1950 bis 1957 erbaut, insgesamt 110 Wohneinheiten |  |
| Bad Aibling               | Bad Aibling Dependents School                                           | | DoDDS                                                             | 2006               | | |  |
| Bad Kissingen             | Daley Barracks                                                          | Manteuffel-Kaserne (Wehrmacht)                                                                                               | USAREUR                                                           | 1992               | | |  |
| Bad Kissingen             | Bad Kissingen Terminal Station (BKI)                                    | | 5th Signal Command (USAREUR)                                      | 1992               | | |  |
| Bad Kissingen             | Bad Kissingen Air Base                                                  | | HQ 12th Air Force (USAFE)                                         | 1952               | USAREUR | |  |
| Bad Kissingen             | Reiterswiesen Army Airfield                                             | | USAREUR                                                           | 1992               | | |  |
| Bad Kissingen             | Bad Kissingen Dependents School                                         | | DoDDS                                                             | 1994               | | |  |
| Bad Kissingen             | FlaRak-Stellung Hawk                                                    | | USAREUR                                                           | 1992               | | |  |
| Bad Kissingen             | Rottershausen Ammo Storage Area                                         | | USAREUR                                                           | 1992               | | |  |
| Bad Neustadt an der Saale | Camp Lee (bis 1976 Camp Wollbach)                                       | | Border Resident Office (USAREUR)                                  | 1992               | | |  |
| Bad Tölz                  | Flint-Kaserne                                                           | SS-Junkerschule | Bad Tölz Military Post (USAREUR)                                  | 1991               | | |  |
| Bad Tölz                  | Baker Army Airfield                                                     | | HQ Special Forces (USAREUR)                                       | 1990               | | |  |
| Bad Tölz                  | Sachsenkamerstrasse Housing Area                                        | |                                                                   | 1991               | | 1950 bis 1957 erbaut, insgesamt 500 Wohneinheiten |  |
| Bad Tölz                  | Bad Tölz Dependents School                                              | | DoDDS                                                             | 1991               | | |  |
| Bad Tölz                  | Bad Tölz Relay Station (BTZ)                                            | | 102nd Signal Bn (USAREUR)                                         | 1995               | | |  |
| Bamberg                   | Warner Barracks                                                         | Artillerie- oder La-Garde- und Panzer-Kaserne (Wehrmacht)                                                                    | HQ US Constabulary                                                | 1947               | USAREUR | Februar 1947 Verlegung nach Heidelberg, Patton Barracks |  |
| Bamberg                   | Warner Barracks                                                         | US Constabulary | Bamberg Military Post, HQ Brigade (USAREUR)                       | 2014               | | |  |
| Bamberg                   | Warner Barracks Family Housing                                          | |                                                                   | 2014               | | 1950 bis 1957 erbaut, insgesamt in Bamberg 841 Wohneinheiten |  |
| Bamberg                   | Bamberg Elementary School                                               | | DODEA (DoDDS)                                                     | 2014               | | |  |
| Bamberg                   | Bamberg American High School                                            | | DODEA (DoDDS)                                                     | 2014               | | |  |
| Bamberg                   | Flynn Family Housing                                                    | |                                                                   | 2014               | | 1950 bis 1957 erbaut, insgesamt in Bamberg 841 Wohneinheiten |  |
| Bamberg                   | Bamberg Terminal Station (BBG)                                          | | 5th Signal Command (USAREUR)                                      | 2014               | | |  |
| Bamberg                   | Bamberg Army Airfield                                                   | Flugplatz | USAREUR                                                           | 2012               | | |  |
| Bamberg                   | FlaRak-Stellung Hawk                                                    | | USAREUR                                                           | 1992               | | |  |
| Bamberg                   | Bamberg Storage Area                                                    | | USAREUR                                                           | 2000               | | PSP 94 |  |
| Bamberg                   | MUNA Kaserne                                                            | Heeresmunitionsanstalt | USAREUR                                                           | 2000               | | PSP 94 |  |
| Bayreuth                  | Hagan Barracks                                                          | Hans-Schemm-Kaserne (Wehrmacht)                                                                                              | US Constabulary                                                   | 1947               | | |  |
| Bayreuth                  | Roehrensee-Kaserne                                                      | Hans-Schemm-Kaserne (Wehrmacht)                                                                                              | USAREUR                                                           | 1992               | | |  |
| Bayreuth                  | Gartenstadt Family Housing                                              | |                                                                   | 1992               | | 1950 bis 1957 erbaut, insgesamt in Bayreuth 136 Wohneinheiten |  |
| Bayreuth                  | Meranierring Family Housing                                             | |                                                                   | 1992               | | 1950 bis 1957 erbaut, insgesamt in Bayreuth 136 Wohneinheiten |  |
| Berchtesgaden             | Strub-Kaserne                                                           | Gebirgsjäger-Kaserne | USAREUR                                                           | 1995               | | |  |
| Berchtesgaden             | Stanggass-Kaserne                                                       | Hotel Geiger | USAREUR                                                           | 1993               | | |  |
| Berchtesgaden             | Berchtesgaden Recreation Area                                           | | USAREUR                                                           | 1993               | | |  |
| Berchtesgaden             | Berchtesgaden Dependents School                                         | | DoDDS                                                             | 1991               | | |  |
| Berchtesgaden             | Berchtesgaden Terminal Station (BGN)                                    | | 5th Signal Command (USAREUR)                                      | 1995               | | |  |
| Bindlach                  | Christensen Barracks                                                    | Fliegerhorst Bindlach | Heeresflieger (USAREUR)                                           | 1992               | | |  |
| Bindlach                  | Bindlach Dependents School                                              | | DoDDS                                                             | 1992               | | |  |
| Bindlach                  | Bindlach Terminal Station (BAI)                                         | | 5th Signal Command (USAREUR)                                      | 1992               | | |  |
| Brand (Marktredwitz)      | Camp Gates                                                              | Lager Haingrün | USAREUR                                                           | 1992               | Abgerissen, Heute befindet sich an der Stelle ein Solarpark | Nach dem 2. Weltkrieg erbaut. |  |
| Brandhof                  | Brandhof Communications Station                                         | | USAFE                                                             | 1992               | | |  |
| Brandhof                  | Brandhof Communications Station (BDF)                                   | | 1945th Communications Group(LFV)                                  | 1992               | | DEBS Station (BDF) |  |
| Breitsol                  | Breitsol Relay Station (BTL)                                            | | Co A/102nd Signal Bn (USAREUR)                                    | 1995               | | |  |
| Breitsol                  | Breitsol Communications Station                                         | | 1945th Communications Group (LFV)                                 | 1992               | | DEBS Station (BTL) |  |
| Chiemsee                  | Chiemsee Recreation Area                                                | Rasthaus am Chiemsee | USAREUR                                                           | 1993               | | |  |
| Colmberg                  | Colmberg Radio Relay Facility                                           | | USAFE                                                             | 1992               | | DEBS Station |  |
| Coburg                    | Camp Harris                                                             | Hindenburg-Kaserne (Wehrmacht)                                                                                               | US Constabulary                                                   | 1950               | USAREUR | |  |
| Coburg                    | Harris Barracks (bis 1950 Camp Harris)                                  | US Constabulary | Border Observation Point (USAREUR)                                | 1990               | | |  |
| Coburg                    | Coburg-Kronach Family Housing                                           | |                                                                   | 1992               | | Nach 1957 erbaut |  |
| Dachau                    | Eastman Barracks                                                        | SS-Übungslager | 37th Field Artillery Battalion (USAREUR)                          | 1973               | | |  |
| Dachau                    | Dachau Dependents School                                                | | DoDDS                                                             | 1973               | | |  |
| Dachau                    | Eastman Barracks                                                        | | Dachau Confinement Facility                                       | 1969               | | Militärgefängnis |  |
| Dachau                    | Dachau Communications Station                                           | | 1945th Communications Group (LFV)                                 | 1992               | | |  |
| Degerndorf                | Pirie Barracks                                                          | Karfreit-Kaserne (Wehrmacht)                                                                                                 | US Constabulary                                                   | 1954               | | |  |
| Degerndorf                | Degerndorf Dependents School                                            | | DoDDS                                                             | 1954               | | |  |
| Deggendorf                | May Barracks (bis 1948 Fort May)                                        | Panzerjäger-Kaserne | US Constabulary, USAREUR                                          | 1957               | | |  |
| Deggendorf                | O’Toole Field                                                           | | USAREUR                                                           | 1957               | | Landebahn |  |
| Dillingen an der Donau    | Dillingen Kaserne                                                       | Luitpold-Kaserne | USAREUR                                                           | 1951               | | |  |
| Döbraberg                 | CRC                                                                     | | USAFE                                                             | 1992               | | call sign PATRICK, 1964 KILLDEER |  |
| Döbraberg                 | Rivet Switch ground communications terminal                             | | Aircraft Control and Warning Squadron (SAC)                       | 1992               | | Rivet Joint Programm unter ESC (Electronic Security Command) und SAC |  |
| Döbraberg                 | Döbraberg Terminal Station (DBA)                                        | | 5th Signal Command (USAREUR)                                      | 1992               | | |  |
| Dörrnwasserlos            | Dörrnwasserlos Tactical Defense Site                                    | | USAREUR                                                           | 1992               | | Hawk |  |
| Eckstein                  | US Army Field Station (USAFS)                                           | | FWD Ops Bn Eckstein (USAREUR)                                     | 1992               | | Remote signal collection Eckstein (FmEloAufkl) |  |
| Eckstein                  | Eckstein DEBS Micro Wave relay                                          | | USAFE                                                             | 1992               | | DEBS Station |  |
| Eckstein                  | Eckstein Radio Station                                                  | | 1945th Communications Group (LFV)                                 | 1992               | | |  |
| Erding                    | Erding Air Depot                                                        | | USAFE                                                             | 1957               | Fliegerhorst Erding (Bundeswehr) | 1955 gemeinsame Nutzung USAFE und Luftwaffe geplant |  |
| Erding                    | Erding Air Base                                                         | | COB (USAFE)                                                       | 1994               | | Vorgeschobene Einsatzbasis |  |
| Erding                    | Williamsville Family Housing Area                                       | | USAFE                                                             | 1991               | | |  |
| Erding                    | Erding Dependents School                                                | | DoDDS                                                             | 1957               | | |  |
| Erding                    | FlaRak-Stellung Hawk                                                    | | USAREUR                                                           | 1992               | | |  |
| Erlangen                  | Ferris Barracks                                                         | Panzer- oder St. Mihiel- und Artillerie- oder Rheinland-Kaserne (Wehrmacht)                                                  | HQ Brigade (USAREUR)                                              | 1992               | | |  |
| Erlangen                  | Erlangen Terminal Station (ELN)                                         | | 5th Signal Command (USAREUR)                                      | 1992               | | call sign PLANTER |  |
| Erlangen                  | Erlangen Air Base                                                       | | USAFE                                                             | 1946               | USAREUR | |  |
| Erlangen                  | Erlangen Family Housing                                                 | |                                                                   | 1994               | | Nach 1957 erbaut |  |
| Erlangen                  | Erlangen Dependents School                                              | | DoDDS                                                             | 1994               | | Mit Internat für Nürnberg High School in Fürth. |  |
| Erlangen                  | Forst Tennenlohe                                                        | Tennenlohe Training and Storage Area                                                                                         | USAREUR                                                           | 1994               | | PSP 34 J |  |
| Eußenhausen               | Observation Point Tennessee                                             | | USAREUR                                                           | 1991               | | |  |
| Feucht                    | Feucht Army Airfield                                                    | Fliegerhorst Feucht | Heeresflieger (USAREUR)                                           | 1992               | | |  |
| Feucht                    | Feucht Terminal Station (FCT)                                           | | 5th Signal Command (USAREUR)                                      | 1994               | | |  |
| Feucht                    | POMCUS Depot                                                            | | USAREUR                                                           | 1992               | USAREUR | |  |
| Feucht                    | Feucht POL Storage Facility                                             | | USAREUR                                                           | 1994               | | |  |
| Feucht                    | Zennwald Ammo Storage Area                                              | | USAREUR                                                           | 1991               | | |  |
| Fladungen                 | Observation Point Sierra                                                | | USAREUR                                                           | 1991               | | |  |
| Freising                  | Vimy- oder Jäger-Kaserne                                                | Wehrmacht | US Constabulary                                                   | 1947               | USAFE | Deutscher Name beibehalten |  |
| Freising                  | Vimy-Kaserne, CRC                                                       | US Constabulary | USAFE                                                             | 1959               | FmRgt 31 (Luftwaffe), call sign COLD TRACK | Deutscher Name beibehalten. 412-L Stellung, call sign RACE CARD |  |
| Freising                  | Artillery-Kaserne                                                       | General-von-Stein-Kaserne (Wehrmacht)                                                                                        | US Constabulary                                                   | 1947               | | Deutscher Name beibehalten |  |
| Freising                  | Freising Terminal Station (FSG)                                         | | 5th Signal Command (USAREUR)                                      | 1992               | | |  |
| Freising                  | FlaRak-Stellung Hawk                                                    | | USAREUR                                                           | 1992               | | |  |
| Fürstenfeldbruck          | Fürstenfeldbruck (Fursty) Air Base                                      | Luftwaffe (Wehrmacht), Luftkriegsschule 4                                                                                    | 36th FBW (USAFE)                                                  | 1957               | JaboG 49 (Luftwaffe) | 1952 Verlegung nach Bitburg |  |
| Fürstenfeldbruck          | Fürstenfeldbruck Dependents School                                      | | DoDDS                                                             | 1957               | | |  |
| Fürth                     | Johnson Barracks                                                        | Panzer-Kaserne (Wehrmacht)                                                                                                   | USAREUR                                                           | 1992               | | Area Command Northern Bavaria 1965 |  |
| Fürth                     | Fürth Air Base                                                          | Fliegerhorst Atzenhof, Jagdfliegerschule 4                                                                                   | USAFE                                                             | 1947               | USAREUR | |  |
| Fürth                     | Industriehafen Air Base                                                 | | USAFE                                                             | 1947               | USAREUR | Industriehafen Storage Depot |  |
| Fürth                     | Monteith Barracks                                                       | Fliegerhorst Atzenhof | HQ Versorgungskommando (USAREUR)                                  | 1995               | | |  |
| Fürth                     | Nürnberg American High School                                           | | DODEA (DoDDS)                                                     | 2014               | | 1947 als High School akkreditiert, mit Internat in Erlangen |  |
| Fürth                     | Monteith Terminal Station (MTH)                                         | | 5th Signal Command (USAREUR)                                      | 1995               | | |  |
| Fürth                     | Darby Barracks                                                          | Sedan-Kaserne (Wehrmacht) | Nürnberg-Fürth Military Post (USAREUR)                            | 1995               | | |  |
| Fürth                     | Darby Barracks                                                          | | Fürth Confinement Facility                                        | 1995               | | Militärgefängnis |  |
| Fürth                     | Kalb Family Housing                                                     | |                                                                   | 1995               | | 1950 bis 1957 erbaut, insgesamt 84 Wohneinheiten |  |
| Fürth                     | FlaRak-Stellung Hawk                                                    | | USAREUR                                                           | 1992               | | |  |
| Füssen                    | Barnette Barracks                                                       | Graf-Bothmer-Kaserne (Wehrmacht)                                                                                             | US Constabulary                                                   | 1947               | | |  |
| Füssen                    | Füssen Dependents School                                                | | DoDDS                                                             | 1956               | | |  |
| Garmisch                  | Artillery-Kaserne                                                       | General-Krafft-von-Dellmensingen-Kaserne (Wehrmacht)                                                                         | USAREUR                                                           | 1993               | | |  |
| Garmisch                  | Sheridan Barracks                                                       | Gebirgsjäger-Kaserne (Wehrmacht)                                                                                             | US Army Russian Language School, Garmisch Military Post (USAREUR) | 1957               | Bundeswehr bis 1993 | |  |
| Garmisch                  | Sheridan Barracks                                                       | Gebirgsjäger-Kaserne (Bundeswehr)                                                                                            | George C. Marshall Center                                         | noch bestehend     | | |  |
| Garmisch                  | Garmisch Family Housing                                                 | |                                                                   | noch bestehend     | | 1950 bis 1957 erbaut, insgesamt 103 Wohneinheiten |  |
| Garmisch                  | Garmisch Elementary/Middle School                                       | | DODEA (DoDDS)                                                     | noch bestehend     | | |  |
| Garmisch                  | Garmisch Terminal Station (GAR)                                         | | 5th Signal Command (USAREUR)                                      | 1993               | | |  |
| Garmisch                  | Garmisch Recreation Area                                                | Edelweiss Lodge and Resort                                                                                                   | USAREUR                                                           | 1993               | | |  |
| Geigenwang                | Geigenwang DEBS Repeater (GEG)                                          | | USAREUR                                                           | 1992               | | |  |
| Gerhardshofen             | Forward Storage Site                                                    | | USAREUR                                                           | 1993               | | |  |
| Germering                 | Texas Area                                                              | Tanklager Unterpfaffenhofen                                                                                                  | USAREUR                                                           | 1957               | | |  |
| Giebelstadt               | Giebelstadt Air Base (Y-90)                                             | Fliegerhorst Giebelstadt | USAFE Fighter Group                                               | 1962               | USAREUR, Emil-von-Behring-Kaserne (Bundeswehr) | 1946 als erster Verband USAF mit Jet Lockheed P-80 Shooting Star ausgerüstet, 1955 gemeinsame Nutzung USAFE und Luftwaffe geplant                                                  |  |
| Giebelstadt               | CRC                                                                     | | USAFE                                                             | 1958               | FmRgt 31, Lauda (Luftwaffe), call sign STRAW BASKET, 1977 BATMAN | 412-L Stellung, call sign MOON GLOW |  |
| Giebelstadt               | Giebelstadt Army Airfield                                               | USAFE | HQ Heeresfliegerbrigade (USAREUR)                                 | 2007               | Flugplatz Giebelstadt (Business-Airport) mit eigenen Grenzübergang (ICAO-Code: EDQG), Gewerbegebiet "airpark"                                                                            | Basis für Nuklearbomber B-29 nach Rotationsprinzip |  |
| Giebelstadt               | Giebelstadt Army Terminal Station (GBT)                                 | | 5th Signal Command (USAREUR)                                      | 2007               | Keine Nachnutzung. Auflösung mit Truppenabzug | |  |
| Giebelstadt               | Giebelstadt Air Force Terminal Station (GST)                            | | 5th Signal Command (USAREUR)                                      | 2007               | Keine Nachnutzung. Auflösung mit Truppenabzug | |  |
| Giebelstadt               | Giebelstadt Tactical Defense Site                                       | USAFE | USAREUR                                                           | 2007               | Keine Nachnutzung. Auflösung mit Truppenabzug | Hawk |  |
| Grafenwöhr                | Grafenwöhr Training Area/Truppenübungsplatz Grafenwöhr (Tower Barracks) | | HQ Ausbildungskommando, Grafenwöhr Military Post (USAREUR)        | noch bestehend     | | Truppenübungsplatz |  |
| Grafenwöhr                | East Camp                                                               | | USAREUR                                                           | noch bestehend     | | |  |
| Grafenwöhr                | Grafenwöhr Army Airfield                                                | | USAREUR                                                           | noch bestehend     | | |  |
| Grafenwöhr                | Grafenwöhr Terminal Station (GFN) (GFO)                                 | | 5th Signal Command (USAREUR)                                      | noch bestehend     | | DEBS Station (GRF), call sign CONSOLE |  |
| Grafenwöhr                | Netzaberg Housing Area                                                  | Dorf Netzaberg 1938 für den Truppenübungsplatz aufgelassen                                                                   | Netzaberg Housing Area                                            | noch bestehend     | | 2006 – 2008 als größte Wohnsiedlung außerhalb der USA mit 832 Häusern für 3 600 US-Soldaten erbaut.                                                                                |  |
| Grafenwöhr                | Grafenwöhr Elementary School                                            | | DODEA (DoDDS)                                                     | noch bestehend     | | |  |
| Grafenwöhr                | Netzaberg Elementary School                                             | | DODEA (DoDDS)                                                     | noch bestehend     | | |  |
| Grafenwöhr                | Netzaberg Middle School                                                 | | DODEA (DoDDS)                                                     | noch bestehend     | | |  |
| Grafenwöhr                | POMCUS Depot                                                            | | USAREUR                                                           | 1992               | | |  |
| Grafenwöhr                | FlaRak-Stellung Hawk                                                    | | USAREUR                                                           | 1992               | | |  |
| Günzburg                  | Prinz-Eugen-Kaserne, Nukleardepot (Zentrallager Riedheim)               | | US Custodial Team HQ (512th USAAG)                                | 1992               | | Gefechtsköpfe und Nuklearmunition für II. (GE) Korps und 4 ATAF, PSP 32. |  |
| Günzburg                  | Regency Net Communications Facility Günzburg                            | | 801st Telecommunications „R“, C&C Sqn                             | 1997               | | |  |
| Hammelburg                | Camp Clarke                                                             | Lager Hammelburg (Wehrmacht)                                                                                                 | US Constabulary                                                   | 1947               | USAREUR | |  |
| Hammelburg                | Camp Clarke                                                             | US Constabulary | US Army Urban Warfare School                                      | 1957               | Bundeswehr | |  |
| Hammelburg                | Forward Storage Site                                                    | | USAREUR                                                           | 1993               | | |  |
| Heidenheim                | Heidenheim Radio Relay Site (HDM)                                       | | 1945th Communications Group (LFV)                                 | 1992               | | DEBS Station (HDM) |  |
| Hemau                     | General-von-Steuben-Kaserne                                             | | US Custodial Team (36th USAFAD)                                   | 1992               | | Nukleare Verwahrung für RakArtBtl 42 |  |
| Hepberg                   | Hepberg Ammo Storage Site                                               | | USAREUR                                                           | 1991               | | PSP 35 |  |
| Herzogenaurach            | Herzo Artillery Base                                                    | Luftwaffe (Wehrmacht), JG 54, JG 70                                                                                          | HQ Artilleriebrigade (USAREUR)                                    | 1992               | | |  |
| Herzogenaurach            | Herzogenaurach Family Housing                                           | |                                                                   | 1994               | | 1950 bis 1957 erbaut, insgesamt 200 Wohneinheiten |  |
| Herzogenaurach            | Herzo Terminal Station (HRZ)                                            | | 5th Signal Command (USAREUR)                                      | 1992               | | |  |
| Hesselberg                | Hesselberg Relay Station (HBG)                                          | | 102nd Signal Bn (USAREUR)                                         | 1995               | | |  |
| Hesselberg                | Hesselberg DEBS Station                                                 | | USAFE                                                             | 1992               | | |  |
| Hof                       | Camp Kingsley                                                           | Schmidtlar-Kaserne (Wehrmacht)                                                                                               | US Constabulary                                                   | 1947               | USAREUR | Kulmbacher Straße |  |
| Hof                       | Kingsley Barracks (bis 1949 Camp Kingsley), CRC                         | US Constabulary | USAFE                                                             | 1958               | FmRgt 31, Döbraberg (Luftwaffe) | Kulmbacher Straße. 412-L Stellung, call sign LOUISIANA |  |
| Hof                       | Rose Barracks                                                           | Hofer-Kaserne (Wehrmacht) | Border Observation Point (USAREUR)                                | 1991               | | |  |
| Hof                       | Rivet Switch Facility                                                   | | Aircraft Control and Warning Squadron (SAC)                       | 1992               | | Rivet Joint Programm siehe Döbraberg (Bayern) |  |
| Hof                       | Hof Terminal Station (HOF)                                              | | 5th Signal Command (USAREUR)                                      | 1992               | | |  |
| Hohenfels                 | Hohenfels Training Area                                                 | | USAREUR                                                           | noch bestehend     | | Truppenübungsplatz |  |
| Hohenfels                 | Camp Nainhof                                                            | | USAREUR                                                           | noch bestehend     | | Nach dem 2. Weltkrieg erbaut. |  |
| Hohenfels                 | Hohenfels Army Airfield                                                 | | USAREUR                                                           | noch bestehend     | | Nach dem 2. Weltkrieg erbaut. |  |
| Hohenfels                 | Hohenfels Training Area                                                 | | Seventh Army NCO Academy (USAREUR)                                | 1992               | | ASP 2 |  |
| Hohenfels                 | Hohenfels Elementary School                                             | | DODEA (DoDDS)                                                     | 1992               | | |  |
| Hohenfels                 | Hohenfels American High School                                          | | DODEA (DoDDS)                                                     | 1992               | | |  |
| Hohenfels                 | Hohenfels Terminal Station (HFL) (HFO)                                  | | 5th Signal Command (USAREUR)                                      | noch bestehend     | | DEBS Station (HFL) |  |
| Hohenfels                 | POMCUS Depot                                                            | | USAREUR                                                           | 1992               | | |  |
| Hohenfels                 | FlaRak-Stellung Hawk                                                    | | USAREUR                                                           | 1992               | | |  |
| Hohenpeißenberg           | Hohenpeißenberg Terminal Station (HPG)                                  | | Co B/102nd Signal Bn (USAREUR)                                    | 1995               | | European Tropospheric Scatter – Army (ET-A). |  |
| Illertissen               | Von Steuben Missile Training Station                                    | | USAREUR                                                           | 1957               | | Ausbildungseinrichtung für Pershing IA Mittelstreckenraketen |  |
| Illesheim                 | Storck Barracks                                                         | Fliegerhorst Illesheim, ZG 52                                                                                                | HQ Brigade, Heeresflieger (USAREUR)                               | noch bestehend     | | |  |
| Illesheim                 | Storck Family Housing                                                   | |                                                                   | noch bestehend     | | 1950 bis 1957 erbaut, insgesamt 76 Wohneinheiten |  |
| Illesheim                 | Illesheim Dependents School                                             | | DoDDS                                                             | 2005               | | |  |
| Illesheim                 | Illesheim Terminal Station (IHM)                                        | | 5th Signal Command (USAREUR)                                      | 2015               | | |  |
| Illesheim                 | POMCUS Depot                                                            | | USAREUR                                                           | 1992               | | |  |
| Illesheim                 | FlaRak-Stellung Hawk                                                    | | USAREUR                                                           | 1992               | | |  |
| Ingolstadt                | Fliegerhorst Ingolstadt                                                 | | COB (USAFE)                                                       | 1994               | | Vorgeschobene Einsatzbasis |  |
| Kalteneggolsfeld          | Kalteneggolsfeld Radio Relay Facility                                   | | USAFE                                                             | 1991               | | |  |
| Kalteneggolsfeld          | Kalteneggolsfeld Terminal Station (KGD)                                 | | 5th Signal Command (USAREUR)                                      | 1991               | | |  |
| Kaufbeuren                | Army Air Force Station R-70 / Kaufbeuren Air Base                       | Fliegerhorst Apfeltrangerstraße, Flugzeugführerschule 23                                                                     | Kaufbeuren Military Post (USAFE)                                  | 1957               | TSLw 1 (Luftwaffe) | 1955 gemeinsame Nutzung USAFE und Luftwaffe geplant |  |
| Kaufbeuren                | Kaufbeuren Air Base                                                     | | HQ MDAP (Military Defense Assistance Program)                     | 1957               | | Ausbildungshilfe für die deutsche Luftwaffe 1954–1957 |  |
| Kempten                   | Artillery Kaserne                                                       | Scharnhorst-Kaserne | USAREUR                                                           | 1951               | | |  |
| Kitzingen                 | Harvey Barracks                                                         | Fliegerhorst Kitzingen | US Constabulary                                                   | 1947               | USAREUR | 1955 gemeinsame Nutzung USAFE und Luftwaffe geplant |  |
| Kitzingen                 | Harvey Barracks                                                         | US Constabulary | Material Management Center (USAREUR)                              | 2007               | Technologiepark conneKT | HQ Controlled Humidity Storage Facility, Prepositioned War Reserve Munitions |  |
| Kitzingen                 | Kitzingen Air Base                                                      | Fliegerhorst Kitzingen | USAFE                                                             | 1947               | USAREUR | |  |
| Kitzingen                 | Larson Barracks                                                         | Flak-Kaserne (Wehrmacht) | HQ Brigade (USAREUR)                                              | 2007               | Gewerbepark Innopark | |  |
| Kitzingen                 | Marshall Heights Family Housing                                         | |                                                                   | 2007               | | 1950 bis 1957 erbaut, insgesamt 604 Wohneinheiten |  |
| Kitzingen                 | Kitzingen Dependents School                                             | | DoDDS                                                             | 1992               | | |  |
| Kitzingen                 | Kitzingen Terminal Station (KTZ)                                        | | 5th Signal Command (USAREUR)                                      | 2007               | | |  |
| Kitzingen                 | FlaRak-Stellung Hawk                                                    | | USAREUR                                                           | 1992               | | |  |
| Kronach                   | Camp Leonard                                                            | | Border Resident Office (USAREUR)                                  | 1991               | | Rodacher Straße |  |
| Landsberg am Lech         | Saarburgkaserne                                                         | Wehrmacht | US Custodial Team (24th USAFAD, 74th USAFAD)                      | 1992               | | Nukleare Verwahrung für GebRakArtBtl 82 |  |
| Landsberg am Lech         | War Crimes Prison No. 1                                                 | Festung Landsberg/Lech | USAREUR                                                           | 1958               | | 26. Februar 1947 Einrichtung als einziges Gefängnis für Kriegsverbrecher |  |
| Landsberg am Lech         | Landsberg Dependents School                                             | | DoDDS                                                             | 1958               | | |  |
| Landsberg am Lech         | Landsberg Air Base, Landsberg Air Ammunition Depot                      | Fliegerhorst Penzing, KG 51, Große Kampffliegerschule 3                                                                      | USAFE                                                             | 1958               | LTG 61 (Luftwaffe) | 1955 gemeinsame Nutzung USAFE und Luftwaffe geplant |  |
| Landshut                  | Pinder Barracks                                                         | Schoch-Kaserne (Wehrmacht)                                                                                                   | US Constabulary                                                   | 1948               | USAREUR | |  |
| Landshut                  | Pinder Barracks                                                         | US Constabulary; 74th Armored Field Artillery Battalion (1951-1955)                                                          | USAREUR                                                           | 1957               | Bundeswehr | |  |
| Landshut                  | Landshut Dependents School                                              | | DoDDS                                                             | 1992               | | |  |
| Landshut                  | Landshut La Faire Vite Facility                                         | | 1945th Communications Group (LFV)                                 | 1992               | | |  |
| Lauf an der Pegnitz       | Fernmeldeeinrichtung                                                    | | USAREUR                                                           | 1992               | | FmEloAufkl |  |
| Lechfeld                  | Lechfeld Air Base                                                       | Fliegerhorst Lechfeld | USAFE                                                             | 1947               | 1956 JaboG 32 (Luftwaffe) | 1955 gemeinsame Nutzung USAFE und Luftwaffe geplant |  |
| Lechfeld                  | Fliegerhorst Lechfeld                                                   | | US Custodial Team (82nd USAFAD bis 1971, dann 74th USAFAD)        | 1992               | | Nukleare Verwahrung für FKG 1 (Pershing 1A) |  |
| Leipheim                  | Fliegerhorst-Kaserne                                                    | Fliegerhorst Leipheim | FOB (USAFE)                                                       | 1992               | | 1955 gemeinsame Nutzung USAFE und Luftwaffe geplant, FOB für A 10 des 81st TFW, RAF Bentwaters                                                                                     |  |
| Leipheim                  | Leipheim Dependents School                                              | | DoDDS                                                             | 1992               | | |  |
| Leipheim                  | Leipheim Gas Station                                                    | Autobahntankstelle | AAFES                                                             | 1957               | | |  |
| Lenggries                 | Prinz-Heinrich-Kaserne                                                  | Wehrmacht | US Constabulary                                                   | 1947               | | Deutscher Name beibehalten. |  |
| Mainbullau                | Mainbullau Missile Station                                              | | 1/67, 1st Nike HE Missile                                         | 1971/1992          | | Nukleare Gefechtsköpfe, 1961–1971, 1971–1992 Hawk |  |
| Memmingen                 | Fliegerhorst Memmingen                                                  | Luftwaffe (Wehrmacht), KG 51, Zerstörerschule 2, StuKaSchule 2                                                               | US Custodial Team (7261 (7611) MUNSS Detachment)                  | 1991               | | 1955 gemeinsame Nutzung USAFE und Luftwaffe geplant, Nukleare Verwahrung für JaboG 34                                                                                              |  |
| Memmingen                 | Memmingen Dependents School                                             | | DoDDS                                                             | 1991               | | |  |
| Mittenwald                | Jaeger-Kaserne                                                          | Jäger-Kaserne (Wehrmacht) | USAREUR                                                           | 1957               | Bundeswehr | Deutscher Name beibehalten. |  |
| Mittenwald                | Pioneer-Kaserne                                                         | Pionier-Kaserne (Wehrmacht)                                                                                                  | USAREUR                                                           | 1957               | Bundeswehr | Deutscher Name beibehalten. |  |
| Mönchberg                 | Regency Net Communications Facility Mönchberg                           | | 801st Telecommunications „R“, C&C Sqn                             | 1997               | | |  |
| München                   | Kaulbachstraße 15                                                       | Haus des Malers Wilhelm von Kaulbach, 1937 von Gauleiter Adolf Wagner konfisziert                                            | AFN Munich                                                        | 1984               | | 1984 Umzug in die Kaulbachstraße 45, um das historische Haus freizugeben. |  |
| München                   | Kaulbachstraße 45                                                       | | AFN Munich                                                        | 1992               | | 1984 Umzug aus der Kaulbachstraße 15. |  |
| München                   | Stetten Barracks/Indiana Area (Depot)                                   | Kradschützen-Kaserne (Wehrmacht)                                                                                             | USAREUR                                                           | 1957               | Wohnanlage Schwere-Reiter-Straße | Schwere-Reiter-Straße |  |
| München                   | Leopold Kaserne                                                         | Prinz-Leopold-Kaserne (Wehrmacht)                                                                                            | USAREUR                                                           | 1957               | Bundeswehr | Schwere-Reiter-Straße |  |
| München                   | Max II Kaserne                                                          | Max-II-Kaserne (Wehrmacht)                                                                                                   | USAREUR                                                           | 1957               | Bundeswehr | |  |
| München                   | Munich Army Hospital                                                    | | 98th General Hosp (USAREUR)                                       | 1957               | Klinikum Schwabing | Kölner Platz 1 |  |
| München                   | Karlsfeld Ordnance Maintenance Depot                                    | Bayerische Motorenwerke, Werk II                                                                                             | USAREUR                                                           | 1957               | | Äußere Dachauer Straße |  |
| München-Bogenhausen       | Peterson-Kaserne                                                        | Lohengrin-Kaserne (Wehrmacht)                                                                                                | USAREUR                                                           | 1957               | | Lohengrinstraße |  |
| München-Freimann          | Henry-Kaserne                                                           | General-Wever-Kaserne (Flak-Kaserne) (Wehrmacht)                                                                             | USAREUR                                                           | 1957               | Erstaufnahme von Flüchtlingen | Kollwitzstraße |  |
| München-Freimann          | Warner-Kaserne                                                          | SS-Kaserne Freimann | USAREUR                                                           | 1968               | Ernst-von-Bergmann-Kaserne (Bundeswehr) | Neuherbergstraße |  |
| München-Freimann          | Will Barracks                                                           | Panzerjäger- oder Verdun-Kaserne (Wehrmacht)                                                                                 | USAREUR                                                           | 2014               | Fürst-Wrede-Kaserne (Bundeswehr) | Ingolstädter Straße |  |
| München-Giesing           | McGraw-Kaserne                                                          | Tegernseerlandstraße-Kaserne oder Reichszeugmeisterei (Wehrmacht)                                                            | Munich Military Post (USAREUR)                                    | 1992               | | |  |
| München-Giesing           | University of Maryland (McGraw Campus)                                  | |                                                                   | 1993               | | 1950 gegründet |  |
| München-Giesing           | Munich Terminal Station (MNH), McGraw                                   | | Co B/102nd Signal Bn (USAREUR)                                    | 1995               | | European Tropospheric Scatter – Army (ET-A). |  |
| München-Giesing           | Militärhospital                                                         | | 2nd Field Hosp (USAREUR)                                          | 1992               | | Perlacher Forst |  |
| München-Giesing           | Perlacher Forst Family Housing                                          | |                                                                   | 1992               | | 1950 bis 1957 erbaut, insgesamt in München 2250 Wohneinheiten |  |
| München-Giesing           | Munich American High School                                             | Cincinnatistraße, Perlacher Forst                                                                                            | DODEA (DoDDS)                                                     | 1992               | Schulzentrum Perlacher Forst | 1946 in der Villa Lehmann, Holzkirchner Straße, gegründet. 1947 als High School akkreditiert, mit Internat. 1948 Umzug in die Rotbuchenstraße. 1956 Umzug in die Cincinnatistraße. |  |
| München-Milbertshofen     | Alabama Area                                                            | Heereszeugamt (Wehrmacht) | USAREUR                                                           | 1957               | | Schleißheimer Straße. Indiana Area → München (Stetten Barracks), Texas Area → Germering                                                                                            |  |
| München-Milbertshofen     | Virginia Area Storage Facility                                          | Heereszeugamt (Wehrmacht) | USAREUR                                                           | 1957               | | Schleißheimer Straße |  |
| München-Oberföhring       | Grünthal Family Housing                                                 | |                                                                   | 1992               | | 1950 bis 1957 erbaut, insgesamt in München 2250 Wohneinheiten |  |
| München-Oberwiesenfeld    | Jensen Barracks                                                         | Nachrichten- oder Saar-Kaserne (Wehrmacht)                                                                                   | US Constabulary                                                   | 1952               | | Saarstraße |  |
| München-Oberwiesenfeld    | Luitpold-Kaserne                                                        | Wehrmacht | USAREUR                                                           | 1957               | Bundeswehr | Infanteriestraße. Deutscher Name beibehalten |  |
| München-Oberwiesenfeld    | Oberwiesenfeld Air Base/Army Airfield                                   | Flugplatz und Barackenkasernement Oberwiesenfeld                                                                             | USAFE/USAREUR                                                     | 1957               | | |  |
| München-Riem              | Munich Air Base                                                         | Flughafen München | USAFE                                                             | 1947               | Flughafen München | |  |
| Murnau                    | Kimbro Barracks                                                         | Kemmel-Kaserne (Wehrmacht)                                                                                                   | Pionierschule (USAREUR)                                           | 1961               | | |  |
| Neubiberg                 | Neubiberg Air Base                                                      | Fliegerhorst Neubiberg | 86th Fighter Group (USAFE)                                        | 1952               | MAC | 1952 Verlegung nach Ramstein, 1955 gemeinsame Nutzung USAFE und Luftwaffe geplant                                                                                                  |  |
| Neubiberg                 | Neubiberg Air Base                                                      | Fliegerhorst Neubiberg | 317th Troop Carrier Group (MAC)                                   | 1958               | OSLw (Luftwaffe) | 1958 Verlegung nach Rhein-Main Air Base |  |
| Neu-Ulm                   | Nelson Barracks                                                         | Reinhardt-Kaserne (Wehrmacht)                                                                                                | Pershing II (USAREUR)                                             | 1991               | | |  |
| Neu-Ulm                   | Wiley Barracks                                                          | Ludendorff-Kaserne (Wehrmacht)                                                                                               | NCO Academy (USAREUR)                                             | 1991               | | |  |
| Neu-Ulm                   | Schwaighofen Army Airfield                                              | | USAREUR                                                           | 1991               | | |  |
| Neu-Ulm                   | Vorfeld                                                                 | | Stellung für Mittelstreckenraketen Pershing II (USAREUR)          | 1991               | | INF-Objekt der USA |  |
| Neu-Ulm                   | Vorfeld Family Housing                                                  | |                                                                   | 1991               | | 1950 bis 1957 erbaut, insgesamt 384 Wohneinheiten |  |
| Neu-Ulm                   | Neu-Ulm Dependents School                                               | | DoDDS                                                             | 1991               | | |  |
| Neu-Ulm                   | Neu-Ulm Terminal Station (ULM)                                          | | 5th Signal Command (USAREUR)                                      | 1991               | | |  |
| Nürnberg                  | Merrell Barracks                                                        | SS- oder Südkaserne | Heeresflieger (USAREUR)                                           | 1992               | | Frankenstraße |  |
| Nürnberg                  | Merrell Terminal Station (MRL)                                          | | 5th Signal Command (USAREUR)                                      | 1992               | | |  |
| Nürnberg                  | Merrell Dependents School                                               | | DoDDS                                                             | 1992               | | |  |
| Nürnberg                  | Nürnberg Terminal Station (NBG)                                         | | Co B/102nd Signal Bn (USAREUR)                                    | 1995               | | European Tropospheric Scatter – Army (ET-A). DEBS Station (NBG) |  |
| Nürnberg                  | Nürnberg Army Hospital                                                  | Standortlazarett Nürnberg | 98th Gen Hosp, 16th Field Hosp (USAREUR)                          | 1992               | | |  |
| Nürnberg                  | Army Nürnberg Hospital Terminal Station (ANH)                           | | 5th Signal Command (USAREUR)                                      | 1992               | | Rothenburger Straße |  |
| Nürnberg                  | Pastoriusstrasse Family Housing                                         | |                                                                   | 1994               | | 1950 bis 1957 erbaut, insgesamt 1690 Wohneinheiten |  |
| Nürnberg                  | AFN Studio                                                              | | AFN Nürnberg                                                      | 1995               | | 1950 gegründet. |  |
| Nürnberg                  | Alte Regensburger Str. 9–23                                             | Wehrmacht | Labor Service                                                     | 1995               | | |  |
| Oberammergau              | Hawkins Barracks                                                        | Hoetzendorf-Kaserne (Wehrmacht)                                                                                              | Special Weapons School (USAREUR)                                  | 1975               | NATO | 1975 bilaterale Einrichtung Deutschland-USA |  |
| Oberammergau              | Hawkins Barracks                                                        | USAREUR | NATO School                                                       | 2003               | | 2003 Unterstellung unter Supreme Allied Commander Transformation |  |
| Oberammergau              | Oberammergau Family Housing                                             | |                                                                   | 2003               | | 1950 bis 1957 erbaut, insgesamt 165 Wohneinheiten |  |
| Oberpfaffenhofen          | Oberpfaffenhofen Air Force Depot                                        | Werksflugplatz Dornier | USAFE                                                             | 1949               | Flugplatz Oberpfaffenhofen | Wichtigste Basis für Instandsetzung während der Berliner Luftbrücke 1948–1949 |  |
| Oberschleißheim           | Schleißheim Army Airfield                                               | Fliegerhorst Oberschleißheim, JG 71, Nachtjagdschule 1, Zerstörerschule 1, 7. Jagddivision, Jagdfliegerführer Süddeutschland | USAREUR                                                           | 1973               | Bundeswehr Heeresflugplatz | seit 1957 Mitnutzung durch Bundeswehr, seit 1964 Mitnutzung durch Bundesgrenzschutz                                                                                                |  |
| Oberschleißheim           | FlaRak-Stellung Hawk                                                    | | USAREUR                                                           | 1992               | | |  |
| Passau                    | Maybach Air Strip                                                       | | US Constabulary                                                   | 1947               | USAREUR bis 1957 | |  |
| Passau                    | Fort Apache                                                             | Maierhof-Kaserne | USAREUR                                                           | 1957               | | |  |
| Passau                    | Kohlbruck Ammo Storage Facility                                         | | USAREUR                                                           | 1957               | | |  |
| Regen                     | Camp May                                                                | | Border Camp (USAREUR)                                             | 1991               | | Nach dem 2. Weltkrieg erbaut. |  |
| Regensburg                | Fort Skelly                                                             | Flak-Kaserne (Luftwaffe) | US Constabulary                                                   | 1947               | USAFE | |  |
| Regensburg                | Fort Skelly                                                             | US Constabulary | USAFE                                                             | 1956               | | |  |
| Regensburg                | Leopold-Kaserne                                                         | Somme- und Arras-Kaserne (Wehrmacht)                                                                                         | USAREUR                                                           | 1956               | | |  |
| Regensburg                | Pioneer-Kaserne                                                         | Pionier-Kaserne (Wehrmacht)                                                                                                  | Regensburg Military Post (USAREUR)                                | 1956               | | Daimlerstraße |  |
| Regensburg                | Knight Barracks CRC                                                     | Raffler-Kaserne (Wehrmacht)                                                                                                  | USAFE                                                             | 1959               | FmRgt 31, Burglengenfeld (Luftwaffe), call sign ANGEL FACE | 412-L Stellung Winzener Höhe, call sign MERCURY |  |
| Regensburg                | Regensburg Family Housing                                               | |                                                                   | 2002               | | 1950 bis 1957 erbaut, insgesamt 264 Wohneinheiten |  |
| Regensburg                | Regensburg Dependents School                                            | | DoDDS                                                             | 2002               | | |  |
| Regensburg                | Regensburg Army Hospital                                                | Männer- und Frauenkrankenhaus                                                                                                | 26th Station Hosp (USAREUR)                                       | 1956               | | |  |
| Regensburg                | Regensburg Army Airfield                                                | Messerschmitt Flugplatz | USAREUR                                                           | 1956               | | Regensburg-Prüfening |  |
| Regensburg                | FlaRak-Stellung Hawk (Oberhinkofen)                                     | | USAREUR                                                           | 1992               | | |  |
| Regensburg                | Regensburg Terminal Station (RGN)                                       | | 5th Signal Command (USAREUR)                                      | 1992               | | |  |
| Reinwarzhofen             | Reinwarzhofen Relay Station (RHN)                                       | | Co B/102nd Signal Bn (USAREUR)                                    | 1992               | | DEBS Station (RWH) |  |
| Reinwarzhofen             | FlaRak-Stellung Hawk                                                    | | USAREUR                                                           | 1992               | | |  |
| Rimbach                   | Fernmeldeeinrichtung                                                    | | USAREUR                                                           | 1992               | | FmEloAufkl |  |
| Röhrnbach                 | Camp Whalen                                                             | | USAREUR                                                           | 1991               | | 1962–1966 von französischen Streitkräften genutzt (FFA). |  |
| Rothensand                | Forward Storage Site                                                    | | USAREUR                                                           | 1993               | | |  |
| Rötz                      | Camp Reed                                                               | | Border Observation Point (USAREUR)                                | 1991               | | Nach dem 2. Weltkrieg erbaut. |  |
| Scheyern                  | 8608 DU-SIGINT Collection Site                                          | | USAFE                                                             | 1958               | Schyren-Kaserne (Bundeswehr) | operated by US Air Force for NSA (FmEloAufkl) |  |
| Schneeberg                | US Army Field Station (USAFS)                                           | LSC-Kaserne | FWD Ops Bn Schneeberg (USAREUR)                                   | 1992               | | FmEloAufkl |  |
| Schwabach                 | O’Brien Barracks                                                        | Nachrichten-Kaserne (Wehrmacht)                                                                                              | US Constabulary                                                   | 1949               | USAREUR | |  |
| Schwabach                 | O’Brien Barracks                                                        | US Constabulary | Flugabwehrraketen (USAREUR)                                       | 1992               | | |  |
| Schwabach                 | POMCUS Depot                                                            | | USAREUR                                                           | 1994               | | |  |
| Schwabach                 | Whitson Barracks                                                        | Wehrmacht | USAREUR                                                           | 1992               | | |  |
| Schwabach                 | Schwabach Family Housing                                                | |                                                                   | 1994               | | 1950 bis 1957 erbaut, insgesamt 158 Wohneinheiten |  |
| Schwabach                 | Schwabach Terminal Station (SWB)                                        | | 5th Signal Command (USAREUR)                                      | 1994               | | |  |
| Schwanberg                | Schwanberg Relay Station (SBG)                                          | | Co A/102nd Signal Bn (USAREUR)                                    | 1995               | | |  |
| Schwanberg                | Schwanberg Communications Station                                       | | 1945th Communications Group (LFV)                                 | 1992               | | |  |
| Schweinfurt               | Schweinfurt Air Base                                                    | Fliegerhorst Schweinfurt, Flugzeugführerschule 7                                                                             | USAFE                                                             | 1947               | US Constabulary | |  |
| Schweinfurt               | Conn Barracks                                                           | Schweinfurt Air Base (USAFE)                                                                                                 | US Constabulary                                                   | 1951               | USAREUR | |  |
| Schweinfurt               | Conn Barracks                                                           | US Constabulary | HQ Brigade (USAREUR)                                              | 2014               | | |  |
| Schweinfurt               | Ledward Barracks                                                        | Panzer-Kaserne (Wehrmacht)                                                                                                   | USAREUR                                                           | 2014               | | |  |
| Schweinfurt               | Askren Manor Family Housing                                             | |                                                                   | 2014               | | 1953 bis 1957 erbaut, insgesamt in Schweinfurt 707 Wohneinheiten |  |
| Schweinfurt               | Yorktown Village Family Housing                                         | |                                                                   | 2014               | | 1986 bis 1992 erbaut, insgesamt in Schweinfurt 707 Wohneinheiten |  |
| Schweinfurt               | Schweinfurt Dependents School                                           | | DoDDS                                                             | 2005               | | |  |
| Schweinfurt               | Schweinfurt Terminal Station (SFT)                                      | | 5th Signal Command (USAREUR)                                      | 2014               | | DEBS Station (SHW) |  |
| Schweinfurt               | FlaRak-Stellung Hawk                                                    | | USAREUR                                                           | 1992               | | |  |
| Schweitenkirchen          | Schweitenkirchen Relay Station (SKN)                                    | | Co B/102nd Signal Bn (USAREUR)                                    | 1991               | | |  |
| Seibersdorf               | Seibersdorf Communications Facility                                     | | 1945th Communications Group (LFV)                                 | 1992               | | Seibersdorf, auch Wenzenbach genannt, ersetzte 1976 Regensburg |  |
| Siegenburg                | Siegenburg Air Range                                                    | | USAFE                                                             | 2014               | | Luft-Boden-Schießplatz |  |
| Sonthofen                 | Burg-Kaserne                                                            | Ordensburg Sonthofen | US Constabulary School                                            | 1951               | | |  |
| Sonthofen                 | Sonthofen Dependents School                                             | | DoDDS                                                             | 1951               | | |  |
| Straubing                 | Straubing Air Base                                                      | Fliegerhorst Straubing | USAFE                                                             | 1947               | US Constabulary | Straubing-Mitterharthausen |  |
| Straubing                 | Mansfield-Kaserne                                                       | Straubing Air Base (USAFE)                                                                                                   | US Constabulary                                                   | 1948               | USAREUR | |  |
| Straubing                 | Mansfield-Kaserne                                                       | US Constabulary | ACR (USAREUR)                                                     | 1964               | Gäubodenkaserne (Bundeswehr) | |  |
| Straubing                 | Straubing Dependents School                                             | | DoDDS                                                             | 1964               | | |  |
| Sulzheim                  | FlaRak-Stellung Hawk                                                    | | USAREUR                                                           | 1992               | | |  |
| Vilseck                   | Rose Barracks                                                           | Südlager (Wehrmacht) | Heeresflieger, HQ Brigade (USAREUR)                               | noch bestehend     | | HQ Brigade seit 1990, ASP 1 |  |
| Vilseck                   | Vilseck Elementary School                                               | | DODEA (DoDDS)                                                     | noch bestehend     | | |  |
| Vilseck                   | Vilseck American High School                                            | | DODEA (DoDDS)                                                     | noch bestehend     | | |  |
| Vilseck                   | Vilseck Terminal Station (VIL)                                          | | 5th Signal Command (USAREUR)                                      | noch bestehend     | | |  |
| Waidhaus                  | Border Camp                                                             | | Border Observation Point (USAREUR)                                | 1991               | | |  |
| Weiden                    | Orsbon Barracks                                                         | Metzer-Kaserne (Wehrmacht)                                                                                                   | US Constabulary                                                   | 1951               | USAREUR | |  |
| Weiden                    | Orsbon Barracks                                                         | US Constabulary | USAREUR                                                           | 1958               | | |  |
| Weiden                    | Camp Pitman                                                             | | USAREUR                                                           | 1991               | | Nach dem 2. Weltkrieg erbaut. |  |
| Weiden                    | Camp LaGuardia                                                          | | USAREUR                                                           | 1958               | | |  |
| Weißenkirchen             | Fernmeldeeinrichtung                                                    | | USAREUR                                                           | 1992               | | FmEloAufkl |  |
| Wildflecken               | Camp Wildflecken                                                        | | USAREUR                                                           | 1994               | | Truppenübungsplatz, ASP 3 |  |
| Wildflecken               | Wildflecken Family Housing                                              | |                                                                   | 1994               | | 1950 bis 1957 erbaut, insgesamt 48 Wohneinheiten |  |
| Wildflecken               | Wildflecken Tactical Defense Site                                       | | Flugabwehrraketen (USAREUR)                                       | 1994               | | Hawk |  |
| Wildflecken               | Wildflecken Dependents School                                           | | DoDDS                                                             | 1951               | | |  |
| Wildflecken               | Wildflecken Communications Facility (WFL)                               | | 1945th Communications Group (LFV)                                 | 1992               | | |  |
| Wildflecken               | Reussendorf Ammo Storage Area                                           | | USAREUR                                                           | 1994               | | |  |
| Würzburg                  | Emery Barracks                                                          | Adolf-Hitler-Kaserne (Wehrmacht)                                                                                             | HQ FlaRak-Brigade (USAREUR)                                       | 1992               | Gemeinschaftsunterkunft für Asylbewerber | |  |
| Würzburg                  | Faulenberg-Kaserne                                                      | Wehrmacht | USAREUR                                                           | 2007               | Brachland, Konversionsfläche. Teilweise gewerbliche Nutzung | Deutscher Name beibehalten. |  |
| Würzburg                  | Army Hospital Würzburg                                                  | Standortlazarett | 33rd Gen Hosp, 10th Field Hosp (USAREUR)                          | 2007               | Wohnanlage | |  |
| Würzburg                  | Terminal Station (AHW)                                                  | | 5th Signal Command (USAREUR)                                      | 2007               | Keine Nachnutzung. Auflösung mit Truppenabzug | |  |
| Würzburg                  | Hindenburg Barracks                                                     | Wehrmacht | HQ Division (USAREUR)                                             | 1992               | Brachland, Konversionsfläche. Staatliche Feuerwehrschule | Deutscher Name beibehalten. Weißenburger Straße |  |
| Würzburg                  | Leighton Barracks                                                       | Fliegerhorst Würzburg, AG 123, Flugzeugführerschule 2                                                                        | Würzburg Military Post (USAREUR)                                  | 2008               | Landesgartenschau 2018. Universität Campus Hubland-Nord, Gründerzentrum, Quartiersentwicklung, Gastronomie, Einzelhandel, Studentenwohnheim, Senioreneinrichtung, Sport- und Grünanlagen | Area Command Franconia oder Northwestern Bavaria 1965 |  |
| Würzburg                  | Leighton Family Housing                                                 | |                                                                   | 2008               | Landesgartenschau 2018. Universität Campus Hubland-Nord, Gründerzentrum, Quartiersentwicklung, Gastronomie, Einzelhandel, Studentenwohnheim, Senioreneinrichtung, Sport- und Grünanlagen | 1950 bis 1957 erbaut, insgesamt in Würzburg 1313 Wohneinheiten |  |
| Würzburg                  | Würzburg Army Airfield                                                  | | USAREUR                                                           | 2007               | | |  |
| Würzburg                  | Würzburg American High School                                           | In Leighton Barracks errichtet                                                                                               | DODEA (DoDDS)                                                     | 2008               | Universität Campus Hubland-Nord | 1955 als High School akkreditiert |  |
| Würzburg                  | Lincoln Family Housing                                                  | |                                                                   | 2008               | Wohnanlage | 1950 bis 1957 erbaut, insgesamt in Würzburg 1313 Wohneinheiten |  |
| Würzburg                  | Skyline Family Housing                                                  | |                                                                   | 2008               | Universität Campus Hubland-Nord | 1950 bis 1957 erbaut, insgesamt in Würzburg 1313 Wohneinheiten |  |
| Würzburg                  | Würzburg Terminal Station (WBG)                                         | | Co A/102nd Signal Bn (USAREUR)                                    | 1995               | Keine Nachnutzung. Auflösung mit Truppenabzug | DEBS Station (WBG), call sign CHALET |  |
| Würzburg                  | River Building                                                          | | USAREUR                                                           | 1995               | | Ludwigkai 3 |  |
| Würzburg                  | River Terminal Station (RVR)                                            | | 5th Signal Command (USAREUR)                                      | 1995               | Keine Nachnutzung. Auflösung mit Truppenabzug | Würzburg River Training Area |  |
| Würzburg                  | AFN Studio                                                              | | AFN Würzburg                                                      | 2008               | Keine Nachnutzung. Einstellung Sendebetrieb Juli 2008 | 1980 gegründet. |  |
| Würzburg                  | FlaRak-Stellung Hawk                                                    | | USAREUR                                                           | 1992               | Keine Nachnutzung. Auflösung mit Truppenabzug | |  |
| Würzburg                  | Steinbachtal Ammo Area                                                  | | USAREUR                                                           | 1996               | Keine Nachnutzung | PSP 7 J |  |
| Würzburg                  | FlaRak-Stellung Hawk (Emery/Würzburg-Steinbachtal)                      | | USAREUR                                                           | 1992               | Keine Nachnutzung | |  |
| Würzburg                  | Emery Terminal Station (ERY)                                            | | 5th Signal Command (USAREUR)                                      | 1992               | Keine Nachnutzung. Auflösung mit Truppenabzug | |  |
| Zirndorf                  | Adams Barracks                                                          | Santa-Maria- oder Gendarmerie-Kaserne                                                                                        | USAREUR                                                           | 1955               | | |  |
| Zirndorf                  | Pinder Barracks                                                         | Flak-Kaserne (Wehrmacht) | HQ Divisionsartillerie (USAREUR)                                  | 1995               | | |  |
| Zirndorf                  | Bernbach Range                                                          | | USAREUR                                                           | 1993               | | PSP 56 J |  |
| Zirndorf                  | Pinder Terminal Station (PDR)                                           | | 5th Signal Command (USAREUR)                                      | 1995               | | |  |
| Zirndorf                  | Dambach Family Housing                                                  | |                                                                   | 1995               | | |  |
| Zugspitze                 | Zugspitze Terminal Station (ZUE)                                        | | 5th Signal Command (USAREUR)                                      | 1992               | | European Tropospheric Scatter – Army (ET-A). |  |
| Zugspitze                 | Zugspitze DEBS Station (ZUG)                                            | | USAFE                                                             | 1992               | | |  |

## Hessen
| Rhein-Main AB |

| FRANKFURT |

| Darmstadt |

| Gießen |

| Hanau |

| Fulda |

| WIESBADEN |

| Babenhausen |

| Bad Hersfeld |

| Bad Nauheim (1947) |

| Büdingen |

| Butzbach |

| Griesheim |

| Eschwege |

| Bonames |

| Gibbs |

| Höchst |

| Drake |

| Friedberg |

| Fritzlar AB (1951) |

| Fliegerhorst |

| Gelnhausen |

| Herbornseelbach |

| Kassel (1952) |

| Kemel |

| Kilianstädten |

| Kirch-Göns |

| Köppern |

| Lorsch |

| Mainz-Kastel |

| Marburg (1951) |

| Münster |

| Oberursel |

| Offenbach |

| Point Alpha |

| Rothwesten |

| Rüsselsheim |

| Treysa |

| Wasserkuppe |

| Weilburg (1947) |

| Wetzlar (1951) |

| Lindsey AS |

| Wiesbaden AB |

| Ziegenberg |

| Standort               | Liegenschaft                                                                       | Vornutzer                                                            | Truppenteile                                        | Jahr der Auflösung | Nachnutzung | Bemerkungen |
| ---------------------- | ---------------------------------------------------------------------------------- | -------------------------------------------------------------------- | --------------------------------------------------- | ------------------ | --- | --- |
| Alsberg                | Forward Storage Site                                                               |                                                                      | USAREUR                                             | 1993               | | |
| Altenburg              | Altenburg Storage Area                                                             |                                                                      | USAREUR                                             | 1991               | | |
| Babenhausen            | Babenhausen-Kaserne                                                                | Fliegerhorst Babenhausen                                             | HQ Artilleriebrigade (USAREUR)                      | 2007               | | |
| Babenhausen            | Babenhausen Family Housing                                                         |                                                                      |                                                     | 2007               | | 1950 bis 1957 erbaut, insgesamt 337 Wohneinheiten |
| Babenhausen            | Babenhausen Dependents School                                                      |                                                                      | DoDDS                                               | 2007               | | |
| Babenhausen            | Babenhausen Terminal Station (BHN)                                                 |                                                                      | 5th Signal Command (USAREUR)                        | 2007               | | |
| Babenhausen            | FlaRak-Stellung Hawk                                                               |                                                                      | USAREUR                                             | 1992               | | |
| Bad Hersfeld           | McPheeters Barracks                                                                | Langemarck-Kaserne oder Kaserne der Kraftfahrabteilung 9 (Wehrmacht) | US Constabulary                                     | 1951               | USAREUR | |
| Bad Hersfeld           | McPheeters Barracks                                                                | US Constabulary                                                      | USAREUR                                             | 1994               | | |
| Bad Hersfeld           | McPheeters Village Family Housing                                                  |                                                                      |                                                     | 1994               | | 1950 bis 1957 erbaut, insgesamt 160 Wohneinheiten |
| Bad Hersfeld           | Bad Hersfeld Dependents School                                                     |                                                                      | DoDDS                                               | 1994               | | |
| Bad Hersfeld           | Daley Village Family Housing                                                       |                                                                      |                                                     | 1994               | | |
| Bad Hersfeld           | Bad Hersfeld Terminal Station (BHD)                                                |                                                                      | 5th Signal Command (USAREUR)                        | 1994               | | |
| Bad Hersfeld           | Johannesberg Army Airfield                                                         |                                                                      | USAREUR                                             | 1994               | | Werve Thompson Army Airfield |
| Bad Hersfeld           | FlaRak-Stellung Hawk                                                               |                                                                      | USAREUR                                             | 1992               | | |
| Bad Nauheim            | Kurhotel                                                                           |                                                                      | HQ Continental Base Section                         | 1947               | | Oberste Logistikbehörde |
| Bad Nauheim            | Alvin York Village Family Housing                                                  |                                                                      |                                                     | 2006               | | 1950 bis 1957 erbaut, insgesamt 696 Wohneinheiten |
| Bad Nauheim            | Bad Nauheim Dependents School                                                      |                                                                      | DoDDS                                               | 1991               | | |
| Bad Vilbel             | Bad Vilbel Family Housing                                                          |                                                                      |                                                     | 1995               | | Nach 1957 erbaut |
| Bimbach                | Bimbach Storage Area                                                               |                                                                      | USAREUR                                             | 1993               | | PSP 16 J |
| Bimbach                | FlaRak-Stellung Hawk (Finkenberg)                                                  |                                                                      | USAREUR                                             | 1992               | | NATO-Site 26 |
| Bosserode              | Observation Point Romeo                                                            |                                                                      | USAREUR                                             | 1991               | | |
| Büdingen               | Armstrong Barracks                                                                 | Krüger-Kaserne (Wehrmacht)                                           | US Constabulary                                     | 1947/1951          | USAREUR | |
| Büdingen               | Armstrong Barracks                                                                 | US Constabulary                                                      | Heeresflieger (USAREUR)                             | 2008               | USAREUR | |
| Büdingen               | Lorbach Ammo Area                                                                  |                                                                      | USAREUR                                             | 1993               | | PSP 3 J |
| Büdingen               | Armstrong Village Family Housing                                                   |                                                                      |                                                     | 2008               | | 1950 bis 1957 erbaut, insgesamt 172 Wohneinheiten |
| Büdingen               | Büdingen Terminal Station (BUD)                                                    |                                                                      | 5th Signal Command (USAREUR)                        | 2008               | | |
| Büdingen               | POMCUS Depot                                                                       |                                                                      | USAREUR                                             | 1992               | USAREUR | |
| Butzbach               | Schloss-Kaserne                                                                    | Wehrmacht                                                            | HQ Brigade (USAREUR)                                | 1992               | Rathaus | Deutscher Name beibehalten. |
| Butzbach               | Roman Way Village Family Housing                                                   |                                                                      |                                                     | 2008               | | 1950 bis 1957 erbaut, insgesamt in Butzbach 632 Wohneinheiten |
| Butzbach               | Butzbach Ordnance Rebuild Shop                                                     | BAMAG Werke                                                          | USAREUR                                             | 1992               | | |
| Butzbach               | Butzbach Dependents School                                                         |                                                                      | DoDDS                                               | 2008               | | |
| Butzbach               | Butzbach Terminal Station (BUT)                                                    |                                                                      | 5th Signal Command (USAREUR)                        | 1992               | | |
| Butzbach               | POMCUS Depot                                                                       |                                                                      | USAREUR                                             | 1992               | | |
| Butzbach               | FlaRak-Stellung Hawk                                                               |                                                                      | USAREUR                                             | 1992               | | |
| Darmstadt              | Kelley Barracks                                                                    | Leibgarde-Kaserne (Wehrmacht)                                        | US Constabulary                                     | 1947               | USAREUR | |
| Darmstadt              | Kelley Barracks                                                                    | US Constabulary                                                      | Darmstadt Military Post (USAREUR)                   | 2009               | | |
| Darmstadt              | Cambrai-Fritsch-Kaserne                                                            | Cambrai- und Freiherr-von-Fritsch-Kaserne (Wehrmacht)                | HQ 32nd AADCOM (USAREUR)                            | 1996               | | Deutscher Name beibehalten |
| Darmstadt              | Ernst-Ludwig-Kaserne                                                               | Wehrmacht                                                            | HQ Division (USAREUR)                               | 1996               | | Deutscher Name beibehalten |
| Darmstadt              | Ernst-Ludwig-Kaserne                                                               | Wehrmacht                                                            | HQ 1/67, 1st Nike HE Missile                        | 1971               | | PSP 242. Nukleare Gefechtsköpfe, 1961–1971 |
| Darmstadt              | Jefferson Village Family Housing                                                   |                                                                      |                                                     | 2008               | | 1950 bis 1957 erbaut, insgesamt in Darmstadt 772 Wohneinheiten |
| Darmstadt              | Darmstadt Dependents School                                                        |                                                                      | DoDDS                                               | 2009               | | |
| Darmstadt              | Lincoln Village Family Housing                                                     |                                                                      |                                                     | 2008               | | 1950 bis 1957 erbaut, insgesamt in Darmstadt 772 Wohneinheiten |
| Darmstadt              | St. Barbara Village Family Housing                                                 |                                                                      |                                                     | 2008               | | Eberstadt. 1950 bis 1957 erbaut, insgesamt in Darmstadt 772 Wohneinheiten                                                                                             |
| Darmstadt              | Darmstadt Terminal Station (DST)                                                   |                                                                      | Co A/102nd Signal Bn (USAREUR)                      | 1995               | | DEBS Station (DST), call sign CORNBEEF |
| Darmstadt-Griesheim    | Griesheim Army Airfield                                                            | Luftschiffer-Kaserne, Jagdabschnittsführer Mittelrhein               | USAREUR                                             | 1998               | | 1955 gemeinsame Nutzung USAFE und Luftwaffe geplant |
| Darmstadt-Griesheim    | Griesheim Missile Facility                                                         |                                                                      | 1/67, 1st Nike HE Missile                           | 1992               | | Nukleare Gefechtsköpfe |
| Darmstadt-Griesheim    | Stars & Stripes Compound                                                           | Garnier du Plessis-Kaserne                                           | Armeezeitung „Stars & Stripes“                      | 2009               | | Zentralredaktion für Europa |
| Darmstadt-Griesheim    | Darmstadt-Griesheim Terminal Station (DMT)                                         |                                                                      | 5th Signal Command (USAREUR)                        | 1992               | | |
| Darmstadt-Griesheim    | Stars & Stripes Terminal Station (S&S)                                             |                                                                      | 5th Signal Command (USAREUR)                        | 2009               | | |
| Darmstadt-Griesheim    | Dagger Complex                                                                     |                                                                      | Local Training Area 6910 (NSA)                      | 2015               | | Abhöranlage, 2015 nach Wiesbaden verlegt |
| Darmstadt-Griesheim    | Griesheim Family Housing                                                           |                                                                      |                                                     | 2015               | | 1950 bis 1957 erbaut, insgesamt in Darmstadt 772 Wohneinheiten |
| Eschborn               | Camp Eschborn                                                                      |                                                                      | Pioniere (USAREUR)                                  | 1992               | | Camp Phoenix |
| Eschborn               | Eschborn Storage Area                                                              |                                                                      | USAREUR                                             | 1992               | | |
| Eschborn               | Eschborn Terminal Station (EBN)                                                    |                                                                      | 5th Signal Command (USAREUR)                        | 1992               | | |
| Eschwege               | Young Barracks                                                                     | Hindenburg-Kaserne (Luftwaffe), AG 23                                | Border Resident Office (USAREUR)                    | 1991               | | |
| Feldberg               | Feldberg Relay Site (FEG)                                                          |                                                                      | 102nd Signal Bn (USAREUR)                           | 1992               | | European Tropospheric Scatter – Army (ET-A), Mainline Site 8. |
| Feldberg               | Feldberg Radio Relay Site                                                          |                                                                      | USAFE                                               | 1992               | | DEBS Station (FEL) |
| Feldberg               | Regency Net Communications Facility Feldberg                                       |                                                                      | 801st Telecommunications „R“, C&C Sqn               | 1997               | | |
| Flensungen             | Forward Storage Site                                                               |                                                                      | USAREUR                                             | 1993               | | |
| Frankfurt am Main      | Creighton W. Abrams Complex                                                        | IG Farben Hochhaus                                                   | HQ V (US) Corps (USAREUR)                           | 1995               | Universität Frankfurt | Fürstenberger Straße (Frankfurt-Westend) |
| Frankfurt am Main      | Frankfurt American High School                                                     | Philipp-Holzmann-Schule                                              | DODEA (DoDDS)                                       | 1995               | | Creighton W. Abrams Complex. 1947 als High School akkreditiert. 1946 – 1954 Am Bornheimer Hang, 1954 Umzug in einen Neubau an der Siolistraße am I.G. Farben Gebäude. |
| Frankfurt am Main      | Frankfurt Terminal Station (FKT)                                                   |                                                                      | Co A/102nd Signal Bn (USAREUR)                      | 1995               | | Creighton W. Abrams Complex |
| Frankfurt am Main      | Frankfurt_Consulate Terminal Station (CON)                                         |                                                                      | 5th Signal Command (USAREUR)                        | 2005               | | Frankfurt-Westend, 1951–2005 Sitz des US-Generalkonsulats |
| Frankfurt am Main      | Gutleut-Kaserne                                                                    | Wehrmacht                                                            | Military Police                                     | 1977               | Behördenzentrum | Deutscher Name beibehalten |
| Frankfurt am Main      | Gutleut-Kaserne                                                                    |                                                                      | Frankfurt Confinement Facility                      | 1977               | | Militärgefängnis |
| Frankfurt am Main      | Kennedy-Kaserne                                                                    |                                                                      | USAREUR                                             | 1994               | | |
| Frankfurt am Main      | Hansa-Allee Family Housing                                                         |                                                                      |                                                     | 1995               | | 1950 bis 1957 erbaut, insgesamt in Frankfurt 2655 Wohneinheiten |
| Frankfurt am Main      | Hügelstrasse Family Housing                                                        |                                                                      |                                                     | 1995               | | 1950 bis 1957 erbaut, insgesamt in Frankfurt 2655 Wohneinheiten |
| Frankfurt am Main      | Platenstrasse Family Housing                                                       |                                                                      |                                                     | 1995               | | 1950 bis 1957 erbaut, insgesamt in Frankfurt 2655 Wohneinheiten |
| Frankfurt am Main      | Von Steuben Family Housing                                                         |                                                                      |                                                     | 1995               | | 1950 bis 1957 erbaut, insgesamt in Frankfurt 2655 Wohneinheiten |
| Frankfurt am Main      | AFN Building (Bertramstraße 6)                                                     |                                                                      | AFN Frankfurt                                       | 2004               | Hessischer Rundfunk | 1966 Verlegung aus Schloss Höchst; Bis 2004 Europazentrale von American Forces Network                                                                                |
| Frankfurt-Bonames      | Maurice Rose Army Airfield                                                         | Heeresflieger (USAREUR)                                              | 1992                                                |                    | Alter Flugplatz im Frankfurter Grüngürtel | Nach dem 2. Weltkrieg erbaut. |
| Frankfurt-Bornheim     | Atterberry-Kaserne                                                                 | Kurhessen-Kaserne (Wehrmacht)                                        | USAREUR                                             | 1995               | Siedlung New Atterberry (ab 2003) | |
| Frankfurt-Bornheim     | Atterberry Family Housing                                                          |                                                                      |                                                     | 1995               | | 1950 bis 1957 erbaut, insgesamt in Frankfurt 2655 Wohneinheiten |
| Frankfurt-Eckenheim    | Gibbs Barracks                                                                     | Marbach-Kaserne (Wehrmacht)                                          | Frankfurt Military Post (USAREUR)                   | 1995               | Bereichsleitungswache 1 der Feuerwehr Frankfurt am Main | Marbachweg. Area Command Taunus 1965 |
| Frankfurt-Eckenheim    | Gibbs Village Family Housing                                                       |                                                                      |                                                     | 1995               | | 1950 bis 1957 erbaut, insgesamt in Frankfurt 2655 Wohneinheiten |
| Frankfurt-Eckenheim    | Gibbs Terminal Station (GBS)                                                       |                                                                      | 5th Signal Command (USAREUR)                        | 1995               | | |
| Frankfurt-Hausen       | Hausen Equip Maint Center                                                          |                                                                      | Pershing II launcher repair facility (USAREUR)      | 1995               | | INF-Objekt der USA, 1991 geschlossen |
| Frankfurt-Hausen       | Am Fischstein Family Housing                                                       |                                                                      |                                                     | 1995               | Körner-Siedlung | 1950 bis 1957 erbaut, insgesamt in Frankfurt 2655 Wohneinheiten |
| Frankfurt-Heddernheim  | Heddernheim Storage Facility                                                       |                                                                      | USAREUR                                             | 1993               | | |
| Frankfurt-Höchst       | McNair Barracks                                                                    |                                                                      | HQ Fernmeldebrigade (USAREUR)                       | 1992               | | |
| Frankfurt-Höchst       | Michael Barracks                                                                   | Polizei-Kaserne                                                      | USAREUR                                             | 1992               | | |
| Frankfurt-Höchst       | Höchst Family Housing                                                              |                                                                      |                                                     | 1993               | | 1950 bis 1957 erbaut, insgesamt in Frankfurt 2655 Wohneinheiten |
| Frankfurt-Höchst       | Höchst Dependents School                                                           |                                                                      | DoDDS                                               | 1993               | | |
| Frankfurt-Höchst       | Höchst Terminal Station (HST)                                                      |                                                                      | 5th Signal Command (USAREUR)                        | 1992               | | |
| Frankfurt-Höchst       | Schloss Höchst                                                                     |                                                                      | AFN Frankfurt                                       | 1966               | | 1966 Umzug nach Frankfurt-Nordend in die Bertramstraße 6. |
| Frankfurt-Preungesheim | Betts-Kaserne                                                                      | Friedberg-Kaserne (Wehrmacht)                                        | USAREUR                                             | 1995               | Siedlung New Betts (ab 2003) | Homburger Landstraße |
| Frankfurt-Preungesheim | Betts Family Housing                                                               |                                                                      |                                                     | 1996               | | 1950 bis 1957 erbaut, insgesamt in Frankfurt 2655 Wohneinheiten |
| Frankfurt-Preungesheim | Drake Barracks                                                                     | Artillerie-Kaserne (Wehrmacht)                                       | HQ 3rd Armored Division (USAREUR)                   | 1994               | Bundespolizei | Homburger Landstraße |
| Frankfurt-Preungesheim | Drake Terminal Station (DRK)                                                       |                                                                      | 5th Signal Command (USAREUR)                        | 1994               | | |
| Frankfurt-Preungesheim | Edwards Barracks                                                                   |                                                                      | USAREUR                                             | 1992               | Gemischtes Wohn- und Gewerbegebiet | Homburger Landstraße |
| Frankfurt-Preungesheim | Edwards Family Housing                                                             |                                                                      |                                                     | 1995               | | 1950 bis 1957 erbaut, insgesamt in Frankfurt 2655 Wohneinheiten |
| Frankfurt-Preungesheim | Frankfurt Stockade                                                                 | Straf- und Frauenjugendgefängnis                                     |                                                     | 1965               | | Homburger Landstraße |
| Frankfurt-Nordend      | Clarke Barracks (Militärhospital)                                                  | Hermann-Göring-Lazarett (Luftwaffe)                                  | 97th Gen Hosp (USAREUR)                             | 1994               | Seit 2005 Sitz des US-Generalkonsulats | Gießener Straße (Frankfurt-Nordend) |
| Frankfurt-Rhein-Main   | Rhein-Main Air Base (Y-73)                                                         |                                                                      | HQ 21st Air Force MAC                               | 2005               | Flughafen Frankfurt Main | "Gateway to Europe", Flugplatz der Berliner Luftbrücke 1948–1949, 2005 Verlegung nach Ramstein und Spangdahlem                                                        |
| Frankfurt-Rhein-Main   | Rhein-Main Terminal Station (RMN)                                                  |                                                                      | 5th Signal Command (USAREUR)                        | 2005               | | DEBS Station (RMN) |
| Frankfurt-Rhein-Main   | Gateway Gardens Family Housing Area                                                |                                                                      | USAFE                                               | 2005               | | |
| Frankfurt-Rhein-Main   | Langen Terrace Family Housing Area                                                 |                                                                      | USAFE                                               | 2009               | | |
| Frankfurt-Rhein-Main   | Rhein-Main Dependents School                                                       |                                                                      | DoDDS                                               | 2009               | | |
| Frankfurt-Rhein-Main   | Zeppelinheim Air Ammunition Storage Annex                                          |                                                                      | USAFE                                               | 1992               | | |
| Frankfurt-Rödelheim    | Rödelheim Ordnance Facility                                                        |                                                                      | USAREUR                                             | 1997               | | Rebstock Airfield |
| Frankfurt-Rödelheim    | Rödelheim Terminal Station (RHM)                                                   |                                                                      | 5th Signal Command (USAREUR)                        | 1997               | | |
| Friedberg              | Ray Barracks                                                                       | Wachtturm-Kaserne (Wehrmacht)                                        | HQ Brigade (USAREUR)                                | 2008               | | Berühmtester Soldat war Elvis Presley 1958–1960 |
| Friedberg              | MacArthur Place Family Housing                                                     |                                                                      |                                                     | 2008               | | Nach 1957 erbaut |
| Friedberg              | Friedberg Terminal Station (FBG)                                                   |                                                                      | 5th Signal Command (USAREUR)                        | 2008               | | |
| Friedberg              | Ockstadt Army Airfield                                                             |                                                                      | USAREUR                                             | 1991               | | |
| Friedberg              | Friedberg Storage Site, POMCUS Depot                                               |                                                                      | USAREUR                                             | 1992               | | |
| Friedberg              | FlaRak-Stellung Hawk                                                               |                                                                      | USAREUR                                             | 1992               | | |
| Friedberg              | FlaRak-Stellung Hawk (Ockstadt)                                                    |                                                                      | USAREUR                                             | 1992               | | |
| Fritzlar               | Fritzlar Air Base (Y-86)                                                           | Heeresflugplatz Fritzlar, KG 54                                      | ACR (USAREUR)                                       | 1951               | Quartier Lasalle (FFA) bis 1956 | 1956 Bundeswehr |
| Fritzlar               | Fritzlar-Kaserne                                                                   | Georg-Friedrich-Kaserne (Wehrmacht)                                  | US Constabulary                                     | 1947               | USAFE bis 1951 | |
| Fulda                  | Downs Barracks                                                                     | Ludendorff-Kaserne (Wehrmacht)                                       | US Constabulary                                     | 1947               | USAREUR | |
| Fulda                  | Downs Barracks                                                                     | US Constabulary                                                      | Fulda Military Post (USAREUR)                       | 1994               | | |
| Fulda                  | D’Orazio Barracks                                                                  | Bleidorn-Kaserne (Wehrmacht)                                         | ACR (USAREUR)                                       | 1994               | | |
| Fulda                  | Downs Family Housing                                                               |                                                                      |                                                     | 1994               | | 1950 bis 1957 erbaut, insgesamt 211 Wohneinheiten |
| Fulda                  | Fulda Dependents School                                                            |                                                                      | DoDDS                                               | 1994               | | |
| Fulda                  | Fulda Terminal Station (FDA)                                                       |                                                                      | 5th Signal Command (USAREUR)                        | 1994               | | |
| Fulda                  | Sickels Army Airfield                                                              |                                                                      | USAREUR                                             | 1994               | | |
| Fulda                  | Patterson Field                                                                    |                                                                      | USAREUR                                             | 1994               | | |
| Fulda                  | Severson Field                                                                     | Artillerie-Kaserne (Wehrmacht)                                       | USAREUR                                             | 1994               | | |
| Fulda                  | FlaRak-Stellung Hawk                                                               |                                                                      | USAREUR                                             | 1992               | | |
| Fulda                  | Gerlos Ammo Storage Site                                                           |                                                                      | USAREUR                                             | 1993               | | |
| Gelnhausen             | Coleman-Kaserne                                                                    | Gelnhausener oder Panzerjäger-Kaserne (Wehrmacht)                    | HQ Brigade (USAREUR)                                | 2006               | | |
| Gelnhausen             | Coleman Village Family Housing                                                     |                                                                      |                                                     | 2006               | | 1950 bis 1957 erbaut, insgesamt 674 Wohneinheiten |
| Gelnhausen             | Gelnhausen Dependents School                                                       |                                                                      | DoDDS                                               | 2004               | | |
| Gelnhausen             | Gelnhausen Terminal Station (GEL)                                                  |                                                                      | 5th Signal Command (USAREUR)                        | 2006               | | |
| Giesel                 | Forward Storage Site                                                               |                                                                      | USAREUR                                             | 1993               | | |
| Gießen                 | Pendleton Barracks                                                                 | Artillerie-Kaserne (Wehrmacht), KG 55                                | Gießen Military Post (USAREUR)                      | 2008               | | Area Command Hesse 1965 |
| Gießen                 | Rivers Barracks                                                                    | Verdun- oder Wald-Kaserne (Wehrmacht)                                | HQ Artilleriebrigade (USAREUR)                      | 1992               | | |
| Gießen                 | Von Steuben-Kaserne                                                                | Berg-Kaserne (Wehrmacht)                                             | USAREUR                                             | 1993               | Europaviertel Gießen | |
| Gießen                 | Von-Steuben-Kaserne                                                                |                                                                      | US Custodial Team (30th USAFAD)                     | 1992               | Europaviertel Gießen | Nukleare Verwahrung für RakArtBtl 52 |
| Gießen                 | George C. Marshall Village Family Housing                                          |                                                                      |                                                     | 2008               | | 1950 bis 1957 erbaut, insgesamt in Gießen 620 Wohneinheiten |
| Gießen                 | John F. Dulles Village Family Housing                                              |                                                                      |                                                     | 2008               | | 1950 bis 1957 erbaut, insgesamt in Gießen 620 Wohneinheiten |
| Gießen                 | Giessen Dependents School                                                          |                                                                      | DoDDS                                               | 1993               | | |
| Gießen                 | Giessen Relay Station (GSN)                                                        |                                                                      | 102nd Signal Bn (USAREUR)                           | 1995               | | DEBS Station (GSN) |
| Gießen                 | Giessen General Depot (Giessen Army Depot)                                         | Flughafen                                                            | USAREUR                                             | 2008               | | |
| Gießen                 | Camp Smith                                                                         | Kriegsgefangenenlager                                                | USAREUR                                             | 1951               | FFA bis 1956 | |
| Gießen                 | FlaRak-Stellung Hawk                                                               |                                                                      | USAREUR                                             | 1992               | | |
| Grebenhain             | Forward Storage Site                                                               |                                                                      | USAREUR                                             | 1993               | | |
| Hanau                  | Pioneer-Kaserne (Wolfgang)                                                         | Eisenbahnpionier-Kaserne (Wehrmacht)                                 | HQ Pionierbrigade (USAREUR)                         | 2008               | Mischnutzung Wohn- und Gewerbeflächen | Deutscher Name beibehalten |
| Hanau                  | Wolfgang-Kaserne                                                                   |                                                                      | USAREUR                                             | 2008               | | Area Command Vogelsberg 1965 |
| Hanau                  | Yorkhof-Kaserne                                                                    | Wehrmacht                                                            | USAREUR                                             | 2008               | | Cordwallstraße. Deutscher Name beibehalten |
| Hanau                  | Argonner-Kaserne                                                                   | Wehrmacht                                                            | Hanau Military Post (USAREUR)                       | 2008               | | Deutscher Name beibehalten |
| Hanau                  | Cardwell Village Family Housing                                                    |                                                                      |                                                     | 2008               | | 1950 bis 1957 erbaut, insgesamt in Hanau 1547 Wohneinheiten |
| Hanau                  | New Argonner Family Housing                                                        |                                                                      |                                                     | 2008               | | 1950 bis 1957 erbaut, insgesamt in Hanau 1547 Wohneinheiten |
| Hanau                  | Pioneer Village Family Housing                                                     |                                                                      |                                                     | 2008               | | 1950 bis 1957 erbaut, insgesamt in Hanau 1547 Wohneinheiten |
| Hanau                  | Hanau Dependents School                                                            |                                                                      | DoDDS                                               | 2009               | | |
| Hanau                  | Hanau Terminal Station (HNU)                                                       |                                                                      | 5th Signal Command (USAREUR)                        | 2008               | | DEBS Station (HAU) |
| Hanau                  | New Argonner-Kaserne                                                               |                                                                      | USAREUR                                             | 2008               | | |
| Hanau                  | Fliegerhorst-Kaserne                                                               | Fliegerhorst Langendiebach, KG 55                                    | HQ Heeresfliegerbrigade (USAREUR)                   | 2007               | | Hanau AAF |
| Hanau                  | FlaRak-Stellung Hawk (Fliegerhorst)                                                |                                                                      | USAREUR                                             | 1992               | | |
| Hanau                  | François-Kaserne                                                                   | Marbach- oder Ulanen-Kaserne (Wehrmacht)                             | USAREUR                                             | 1992               | Landesgartenschau Hanau 2002 | |
| Hanau                  | Underwood Kaserne (Großauheim)                                                     |                                                                      | USAREUR                                             | 1993               | | Erbaut 1985 |
| Hanau                  | Grossauheim Kaserne                                                                |                                                                      | USAREUR                                             | 1993               | | |
| Hanau                  | Hessen-Homburg-Kaserne                                                             |                                                                      | USAREUR                                             | 1992               | Schulzentrum Hessen-Homburg | Deutscher Name beibehalten |
| Hanau                  | Hutier-Kaserne                                                                     |                                                                      | USAREUR                                             | 1994/2007          | Gefahrenabwehrzentrum Hanau | Deutscher Name beibehalten |
| Hanau                  | POMCUS Depot                                                                       |                                                                      | USAREUR                                             | 1992               | | |
| Hanau                  | FlaRak-Stellung Hawk                                                               |                                                                      | USAREUR                                             | 1992               | | |
| Herbornseelbach        | Aartal-Kaserne, Nukleardepot (Zentrallager)                                        |                                                                      | US Custodial Team HQ (557th USAAG)                  | 1992               | | Gefechtsköpfe und Nuklearmunition für III. (GE) Korps und 2 ATAF |
| Herbornseelbach        | Regency Net Communications Facility Herbornseelbach                                |                                                                      | 801st Telecommunications „R“, C&C Sqn               | 1997               | | |
| Herbornseelbach        | Herbornseelbach Dependents School                                                  |                                                                      | DoDDS                                               | 1992               | | |
| Hoher Meißner          | Mount Meissner Station                                                             |                                                                      | USAREUR, USAFE                                      | 1992               | | FmEloAufkl |
| Hoher Meißner          | Mount Meissner Radio Relay Station                                                 |                                                                      | 1945th Communications Group (LFV)                   | 1992               | | |
| Hohes Lohr             | Hohes Lohr Relay Station (HLR)                                                     |                                                                      | Co A/102nd Signal Bn (USAREUR)                      | 1995               | | |
| Homberg (Efze)         | FlaRak-Stellung Hawk (Semmelberg)                                                  |                                                                      | USAREUR                                             | 1992               | | NATO-Site 14 |
| Homberg (Ohm)          | FlaRak-Stellung Hawk                                                               |                                                                      | USAREUR                                             | 1992               | | |
| Kassel                 | Luettich-Kaserne                                                                   | Lüttich-Kaserne (Wehrmacht)                                          | USAREUR                                             | 1951               | Caserne De Gete Kazerne (FBA/BSD) | Deutscher Name beibehalten |
| Kassel                 | Waldau-Kaserne                                                                     | Flugplatz Kassel-Waldau                                              | Kassel Military Post (USAREUR)                      | 1952               | | |
| Kassel                 | Waldau Army Airfield                                                               | Wehrmacht                                                            | Kassel Military Post (USAREUR)                      | 1952               | | Deutscher Name beibehalten |
| Kassel                 | Wilson Barracks                                                                    | Graf-Haeseler-Kaserne (Wehrmacht)                                    | USAREUR                                             | 1952               | Graf-Haeseler-Kaserne (Bundeswehr) bis 1993 | |
| Kassel                 | Towle Barracks                                                                     | Jäger-Kaserne (Wehrmacht)                                            | USAREUR                                             | 1952               | | |
| Kassel                 | Hindenburg Kaserne                                                                 | Wehrmacht                                                            | USAREUR                                             | 1952               | | Deutscher Name beibehalten. Eugen-Richter-Straße |
| Kassel                 | Kassel Army Hospital                                                               | Wehrkreiskommando IX (Wehrmacht)                                     | USAREUR                                             | 1952               | | |
| Kassel                 | Kassel Dependents School                                                           |                                                                      | DoDDS                                               | 1953               | | |
| Kemel                  | Taunus-Kaserne                                                                     |                                                                      | US Custodial Team (Team D, 501st USAAD)             | 1987               | | Nukleare Verwahrung für 3./FlaRakBtl 23 (Nike). |
| Kilianstädten          | Nidder-Kaserne                                                                     |                                                                      | US Custodial Team (501st USAAD)                     | 1987               | | Nukleare Verwahrung für FlaRakBtl 23 (Nike) 1960–1987. |
| Kilianstädten          | Nidder-Kaserne                                                                     |                                                                      | US Custodial Team (Team A, 501st USAAD)             | 1987               | | Nukleare Verwahrung für 2./FlaRakBtl 23 (Nike). |
| Kirch-Göns             | Ayers Barracks                                                                     | Fliegerhorst Kirch-Göns                                              | HQ Brigade (USAREUR)                                | 1997               | | |
| Kirch-Göns             | George Gershwin Village Family Housing                                             |                                                                      |                                                     | 2006               | | Nach 1957 erbaut |
| Kirch-Göns             | FlaRak-Stellung Hawk                                                               |                                                                      | USAREUR                                             | 1992               | | |
| Kirch-Göns             | Kirch-Göns Terminal Station (KGN)                                                  |                                                                      | 5th Signal Command (USAREUR)                        | 1997               | | |
| Köppern                | Limes-Kaserne (Lich)                                                               |                                                                      | US Custodial Team (Team B, 501st USAAD)             | 1987               | | Nukleare Verwahrung für 1./FlaRakBtl 23, Lich (Nike). |
| Köppern                | Munitionsdepot Köppern                                                             | NATO Site 17                                                         | USAREUR                                             | 1992               | | PSP 8 J |
| Lampertheim            | Lampertheim Ammo Area                                                              |                                                                      | USAREUR                                             | 1992               | | PSP 54 |
| Limbach                | Limbach Ammo Area                                                                  |                                                                      | USAREUR                                             | 1992               | | RASP 953 |
| Lorsch                 | Viernheim-Lorsch Ammo Storage Area, Advanced Weapons Storage Facility              |                                                                      | USAREUR                                             | 1993               | | 1957 Honest John 1408 rockets. RASP 951 |
| Lüderbach              | Observation Point India                                                            |                                                                      | USAREUR                                             | 1991               | | |
| Mainz-Kastel           | Kastel Storage Facility                                                            |                                                                      | USAREUR                                             | 1995               | | |
| Mainz-Kastel           | Kastel Family Housing                                                              |                                                                      |                                                     | noch bestehend     | | Nach 1957 erbaut |
| Mainz-Kastel           | Mainz-Kastel Terminal Station (MKL)                                                |                                                                      | 5th Signal Command (USAREUR)                        | 1995               | | |
| Marburg                | Minick Barracks                                                                    | Tannenberg-Kaserne (Wehrmacht)                                       | USAREUR                                             | 1951               | FFA bis 1956 | |
| Marburg                | Miller Barracks                                                                    | Jäger-Kaserne (Wehrmacht)                                            | US Constabulary                                     | 1947               | USAREUR | |
| Marburg                | Miller Barracks                                                                    | US Constabulary                                                      | USAREUR                                             | 1947               | FFA bis 1951 | |
| Marburg                | Marburg General Storage Facility                                                   |                                                                      | USAREUR                                             | 1994               | | |
| Melibocus              | Melibocus Relay Station (MBS)                                                      |                                                                      | Co A/102nd Signal Bn (USAREUR)                      | 1995               | | DEBS Station (MEL) |
| Münster                | Nukleardepot (Zentrallager), Münster Ammo Depot, Advanced Weapons Storage Facility |                                                                      | USAREUR                                             | 1995               | | 1957 Nike-Ajax 1008 missiles. PSP 4 J. |
| Münster                | Regency Net Communications Facility Münster                                        |                                                                      | 801st Telecommunications „R“, C&C Sqn               | 1997               | | |
| Münster                | Münster Terminal Station (MTR)                                                     |                                                                      | 5th Signal Command (USAREUR)                        | 1997               | | |
| Ober-Ramstadt          | Ober-Ramstadt Maintenance Plant                                                    |                                                                      | USAREUR                                             | 1993               | | Tire Rebuild Plant, nach dem 2. Weltkrieg erbaut. |
| Ober-Ramstadt          | Oberramstadt Terminal Station (OBR)                                                |                                                                      | 5th Signal Command (USAREUR)                        | 1993               | | |
| Oberursel              | Camp King                                                                          | DULAG Luft (Luftwaffe)                                               | Military Intelligence Service Center (USAREUR)      | 1993               | | Haus Alaska |
| Oberursel              | Oberursel Terminal Station (OBL)                                                   |                                                                      | 5th Signal Command (USAREUR)                        | 1993               | | |
| Offenbach              | Offenbach Barracks                                                                 | Maschinengewehr-Kaserne (Wehrmacht)                                  | USAREUR                                             | 1992               | | Sammelstelle der Target Forces für Beutekunst (1945) |
| Ottrau                 | Forward Storage Site                                                               |                                                                      | USAREUR                                             | 1993               | | |
| Ottrau                 | FlaRak-Stellung Hawk                                                               |                                                                      | USAREUR                                             | 1992               | | |
| Rainrod                | FlaRak-Stellung Hawk                                                               |                                                                      | USAREUR                                             | 1992               | | |
| Rasdorf                | Observation Point Alpha                                                            |                                                                      | USAREUR                                             | 1991               | Mahn-, Gedenk- und Begegnungsstätte Point Alpha | |
| Rothwesten             | Rothwesten-Kaserne                                                                 | Fliegerhorst Rothwesten, AG 22                                       | US Constabulary                                     | 1947               | USAREUR | |
| Rothwesten             | Rothwesten Tech Ops Facility                                                       | US Constabulary                                                      | USAFE                                               | 1993               | | CRC, call sign GUN POST |
| Rothwesten             | Over the Horizon Receiver Site R4                                                  | US Constabulary                                                      | USAREUR                                             | 1993               | | operated by US Army for NSA (FmEloAufkl) |
| Rothwesten             | FlaRak-Stellung Hawk                                                               |                                                                      | USAREUR                                             | 1992               | | |
| Rothwesten             | Rothwesten Terminal Station (RWN)                                                  |                                                                      | 5th Signal Command (USAREUR)                        | 1993               | | DEBS Station (RWN) |
| Rüsselsheim            | Azbill Barracks                                                                    | Rüsselsheimer Kaserne (Wehrmacht)                                    | Transportverband (USAREUR)                          | 1995               | | |
| Schwarzenborn          | Schwarzenborn Radio Relay Site                                                     | Truppenübungsplatz                                                   | USAFE                                               | 1993               | | |
| Schwarzenborn          | Schwarzenborn Terminal Station (SZN)                                               |                                                                      | 5th Signal Command (USAREUR)                        | 1993               | | DEBS Station (SBN) |
| Sterbfritz             | Forward Storage Site                                                               |                                                                      | USAREUR                                             | 1993               | | |
| Taufstein              | Micro Wave relay                                                                   |                                                                      | USAREUR                                             | 1993               | | |
| Treysa                 | Harthberg-Kaserne                                                                  |                                                                      | US Custodial Team (7th USAFAD)                      | 1992               | | Nukleare Verwahrung für RakArtBtl 22 |
| Vielbrunn              | Vielbrunn Ammo Area                                                                |                                                                      | USAREUR                                             | 1993               | | PSP 5 J |
| Walldorf               | Walldorf Ammo Area                                                                 |                                                                      | USAREUR                                             | 1993               | | PSP 2 J |
| Wasserkuppe            | CRC                                                                                |                                                                      | USAFE                                               | 1991               | | 412-L Stellung, call sign BIRD BRAIN |
| Wasserkuppe            | Wasserkuppe Communications Facility (WSE)                                          |                                                                      | 1945th Communications Group (LFV)                   | 1992               | | |
| Weilburg               | Sadowski Barracks                                                                  | Neue Kaserne (Wehrmacht)                                             | US Constabulary                                     | 1947               | | Education Service Center |
| Wetzlar                | Gaffey Barracks                                                                    | Spilburg-Kaserne (Wehrmacht)                                         | Wetzlar Military Post (USAREUR)                     | 1951               | FFA bis 1956 | |
| Wetzlar                | Lloyd Barracks                                                                     | Nachrichten- oder Silhoferau-Kaserne (Wehrmacht)                     | US Constabulary                                     | 1947               | USAREUR | |
| Wetzlar                | Lloyd Barracks                                                                     | US Constabulary                                                      | USAREUR                                             | 1951               | FFA bis 1956 | |
| Wiesbaden              | Lindsey Air Station                                                                | Gersdorff-Kaserne (Wehrmacht)                                        | HQ USAFE 1950–1974, Wiesbaden Military Post (USAFE) | 1994               | Wohnquartier, Bundeskriminalamt, Hessisches Polizeipräsidium für Technik (HPT), Volkshochschule Wiesbaden, versch. städtische Behörden, Einzelhandel, verschiedene Gewerbe, Sport- und Grünanlagen | Verlegung HQ USAFE 1974 nach Ramstein |
| Wiesbaden              | Militärhospital                                                                    |                                                                      | USAFE Hospital                                      | 1994               | | |
| Wiesbaden              | Lindsey Air Force Terminal Station (LSY)                                           |                                                                      | 5th Signal Command (USAREUR)                        | 1994               | Keine Nachnutzung. Auflösung mit Truppenabzug | |
| Wiesbaden              | Lindsey Army Terminal Station (LDY)                                                |                                                                      | 5th Signal Command (USAREUR)                        | 1994               | Keine Nachnutzung. Auflösung mit Truppenabzug | |
| Wiesbaden              | Amelia Earhart Hotel und Center                                                    |                                                                      |                                                     | noch bestehend     | Europe District, U.S. Army Corps of Engineers | |
| Wiesbaden              | American Arms Hotel                                                                |                                                                      |                                                     | noch bestehend     | | |
| Wiesbaden              | Aukamm Family Housing                                                              |                                                                      |                                                     | noch bestehend     | | |
| Wiesbaden              | Aukamm Elementary School                                                           |                                                                      | DODEA (DoDDS)                                       | noch bestehend     | | |
| Wiesbaden              | Crestview Family Housing                                                           |                                                                      |                                                     | noch bestehend     | | |
| Wiesbaden              | Hainerberg Family Housing                                                          |                                                                      |                                                     | noch bestehend     | | Mit Military Lodge Hotel |
| Wiesbaden              | Hainerberg Elementary School                                                       |                                                                      | DODEA (DoDDS)                                       | noch bestehend     | | |
| Wiesbaden              | Wiesbaden Middle School                                                            |                                                                      | DODEA (DoDDS)                                       | noch bestehend     | | |
| Wiesbaden              | Wiesbaden American High School (General H. H. Arnold School)                       | Texasstraße                                                          | DODEA (DoDDS)                                       | noch bestehend     | | 1948 als High School akkreditiert, 1954 zum Air Force School System. 1955 Umzug von der Lahnstraße in die Texasstraße.                                                |
| Wiesbaden              | DoDDS Germany Region HQ                                                            |                                                                      | DoDDS                                               | noch bestehend     | | |
| Wiesbaden-Biebrich     | Rhein-Kaserne                                                                      | Wehrmacht                                                            | USAREUR                                             | 1992               | Hessisches Landesamt für Umwelt und Geologie | Deutscher Name beibehalten |
| Wiesbaden-Biebrich     | Hindenburg-Kaserne                                                                 | Wehrmacht                                                            | USAREUR                                             | 1992               | | Deutscher Name beibehalten |
| Wiesbaden-Biebrich     | Kerns Field                                                                        |                                                                      | US Constabulary                                     | 1951               | | |
| Wiesbaden-Biebrich     | Biebrich Dependents School                                                         |                                                                      | DoDDS                                               | 1992               | | |
| Wiesbaden-Biebrich     | Wiesbaden-Biebrich Terminal Station (WBN)                                          |                                                                      | 5th Signal Command (USAREUR)                        | 1992               | | |
| Wiesbaden-Dotzheim     | Camp Pieri                                                                         | Freudenberg-Kaserne (Wehrmacht)                                      | US Constabulary                                     | 1950               | USAREUR | Sammelstelle der Target Forces für Beutekunst (1945). |
| Wiesbaden-Dotzheim     | Camp Pieri                                                                         | US Constabulary                                                      | USAREUR                                             | 1992               | | |
| Wiesbaden-Erbenheim    | Wiesbaden Air Base (Y-80)                                                          | Fliegerhorst Erbenheim, JG 53                                        | USAFE                                               | 1973               | | Flugplatz der Berliner Luftbrücke 1948–1949 |
| Wiesbaden-Erbenheim    | Wiesbaden Air Base                                                                 | Fliegerhorst Erbenheim                                               | HQ 5/1, 5th Nike HE Missile                         | 1983               | | Nukleare Gefechtsköpfe, 1961–1983, call sign BELIEVE |
| Wiesbaden-Erbenheim    | Wiesbaden Army Airfield/Lucius D. Clay Kaserne                                     | Wiesbaden Air Base/Flugplatz Wiesbaden-Erbenheim                     | USAREUR                                             | noch bestehend     | | 1998 Standort einer Brigade, 2012 Umbenennung in Lucius-D.-Clay-Kaserne (US-Hauptquartier)                                                                            |
| Wiesbaden-Erbenheim    | Wiesbaden Terminal Station (WSN)                                                   |                                                                      | Co A/102nd Signal Bn (USAREUR)                      | noch bestehend     | | DEBS Station (WBN) |
| Wiesbaden-Schierstein  | Camp Schierstein                                                                   |                                                                      | 497 RTG (Reconnaissance Technical Group)            | 1992               | | Foto- und Satelliten-Aufklärung für NRO (National Reconnaissance Office)                                                                                              |
| Wiesbaden-Schierstein  | Camp Schierstein                                                                   |                                                                      | US EUCOM Electronic Intelligence Center             | 1992               | | |
| Wiesbaden-Schierstein  | Camp Schierstein                                                                   |                                                                      | 1836 EIS (Electronic Intelligence Squadron) (USAFE) | 1992               | | |
| Wiesbaden-Schierstein  | Hafen Schierstein                                                                  |                                                                      | Rhine River Patrol (NAVFORGER)                      | 1958               | | Patrouille auf dem Rhein zwischen Bingen und Karlsruhe 1948–1958, gemischte Besatzung aus US Navy und US Constabulary                                                 |
| Wiesbaden-Schierstein  | Schierstein Family Housing                                                         |                                                                      |                                                     | 1993               | | |
| Ziegenberg             | Camp Bloomquist                                                                    |                                                                      | USAREUR                                             | 1992               | | |

## Rheinland-Pfalz
| Kaiserslautern |

| Trier (1960) |

| Bitburg AB |

| Spangdahlem AB |

| Hahn AB |

| RAMSTEIN AB |

| Sembach AB |

| Zweibrücken AB |

| Bann |

| Börfink |

| Fliegerhorst Büchel |

| Erbeskopf |

| Grünstadt |

| Idenheim |

| Kapaun AS |

| Kindsbach |

| Langerkopf |

| Mehlingen |

| Prüm AS |

| Siegelbach |

| Wüschheim AS |

| Standort                                           | Liegenschaft                                          | Vornutzer                          | Truppenteile                                                                      | Jahr der Auflösung             | Nachnutzung                                                                                 | Bemerkungen |
| -------------------------------------------------- | ----------------------------------------------------- | ---------------------------------- | --------------------------------------------------------------------------------- | ------------------------------ | ------------------------------------------------------------------------------------------- | --- |
| Adenau                                             | Arft Radio Relay Site, Adenau (ANU)                   |                                    | TARE (Telegraph Automatic Relay Equipment)                                        | 1995                           |                                                                                             | European Tropospheric Scatter – Army (ET-A). DEBS Station (ANU) |
| Alzey                                              | Alzey Communications Annex                            |                                    | USAFE                                                                             | 1991                           |                                                                                             | call sign MUTATE |
| Bad Kreuznach                                      | George-C.-Marshall-Kaserne                            |                                    | HQ Division (USAREUR)                                                             | 2001                           |                                                                                             | |
| Bad Kreuznach                                      | Minick-Kaserne                                        | Des-Gouttes-Kaserne (Wehrmacht)    | USAREUR                                                                           | 1993                           |                                                                                             | |
| Bad Kreuznach                                      | Rose Barracks                                         | Hindenburg-Kaserne (Wehrmacht)     | Bad Kreuznach Military Post (USAREUR)                                             | 2001                           |                                                                                             | Area Command Rhineland 1965 |
| Bad Kreuznach                                      | Bad Kreuznach Family Housing                          |                                    |                                                                                   | 2001                           |                                                                                             | 1950 bis 1957 erbaut, insgesamt 995 Wohneinheiten |
| Bad Kreuznach                                      | Bad Kreuznach Dependents School                       |                                    | DoDDS                                                                             | 2001                           |                                                                                             | |
| Bad Kreuznach                                      | Bad Kreuznach Terminal Station (BKH)                  |                                    | Co C/102nd Signal Bn (USAREUR)                                                    | 1995                           |                                                                                             | DEBS Station (BKH) |
| Bad Kreuznach                                      | Bad Kreuznach Army Hospital                           | Standortlazarett                   | 57th Field Hosp, 14th Field Hosp (USAREUR)                                        | 2001                           |                                                                                             | |
| Bad Kreuznach                                      | Bad Kreuznach-Hospital Terminal Station (BHH)         |                                    | 5th Signal Command (USAREUR)                                                      | 2001                           |                                                                                             | |
| Bad Kreuznach                                      | Bad Kreuznach Army Airfield                           |                                    | USAREUR                                                                           | 2001                           |                                                                                             | |
| Bad Kreuznach                                      | Rheingrafenstein Storage Area                         |                                    | USAREUR                                                                           | 1991                           |                                                                                             | call sign CALORIE |
| Balesfeld                                          | Balesfeld Missile Station                             |                                    | 4/6, 4th Nike HE Missile                                                          | 1971/1995                      |                                                                                             | Nukleare Gefechtsköpfe, 1961–1971, 1971–1995 Hawk |
| Bambergerhof                                       | Bambergerhof Terminal Station (BHF)                   |                                    | Co C/102nd Signal Bn (USAREUR)                                                    | 1995                           |                                                                                             | |
| Bann                                               | Micro Wave relay (BAN)                                |                                    | USAREUR                                                                           | 1967                           |                                                                                             | LANDCENT Microwave System 1952–1962, AIRCENT Microwave System 1952–1958, AFCENT Microwave System (Station 16) 1962–1967. DEBS Station (BAN)                                                              |
| Bann                                               | Bann Communications Station                           |                                    | USAFE                                                                             | 1992                           |                                                                                             | EAME Main Control Station |
| Bann                                               | DMSP (Defense Meteorological Satellite Program)       |                                    | USAFE                                                                             | 1992                           |                                                                                             | |
| Baumholder                                         | Strassburg-Kaserne                                    | Wehrmacht                          | USAREUR                                                                           | 1992                           |                                                                                             | Deutscher Name beibehalten |
| Baumholder                                         | Smith Barracks                                        | Lager Frohnhausen                  | Baumholder Military Post (USAREUR)                                                | noch bestehend                 |                                                                                             | Truppenübungsplatz |
| Baumholder                                         | Smith Elementary School                               |                                    | DODEA (DoDDS)                                                                     | noch bestehend                 |                                                                                             | |
| Baumholder                                         | Baumholder Middle School                              |                                    | DODEA (DoDDS)                                                                     | noch bestehend                 |                                                                                             | |
| Baumholder                                         | Baumholder American High School                       |                                    | DODEA (DoDDS)                                                                     | noch bestehend                 |                                                                                             | 1956 als High School akkreditiert. 2019 Schulneubau nach dem Konzept der „21st Century Schools“. |
| Baumholder                                         | Wetzel Barracks                                       | Faulenberg-Kaserne                 | USAREUR                                                                           | noch bestehend                 |                                                                                             | ASP 4 |
| Baumholder                                         | Wetzel Family Housing                                 |                                    |                                                                                   | noch bestehend                 |                                                                                             | 1950 bis 1957 erbaut, insgesamt in Baumholder 2286 Wohneinheiten. |
| Baumholder                                         | Baumholder Family Housing                             |                                    |                                                                                   | noch bestehend                 |                                                                                             | 1950 bis 1957 erbaut, insgesamt in Baumholder 2286 Wohneinheiten |
| Baumholder                                         | Baumholder Tactical Defense Missile Facility          |                                    | 5/6, 5th Nike HE Missile                                                          | 1993                           |                                                                                             | Nukleare Gefechtsköpfe |
| Baumholder                                         | Baumholder Terminal Station (BHR)                     |                                    | Co C/102nd Signal Bn (USAREUR)                                                    | 1995                           |                                                                                             | DEBS Station (BHR) |
| Baumholder                                         | TARE main routing center                              |                                    | TARE (Telegraph Automatic Relay Equipment)                                        | 1995                           |                                                                                             | US Army für NATO’s Integrated Communications Systems (NICES) |
| Baumholder                                         | Militärhospital                                       |                                    | Field Hosp (USAREUR)                                                              | noch bestehend                 |                                                                                             | |
| Bingen am Rhein                                    | De La Marne-Kaserne                                   |                                    | USAREUR                                                                           | 1956                           |                                                                                             | |
| Birkenfeld                                         | Birkenfeld Housing Facility                           |                                    |                                                                                   | 1991                           |                                                                                             | |
| Bitburg                                            | Bitburg Air Base                                      |                                    | 36th FBW (USAFE)                                                                  | 1994                           |                                                                                             | 1952 von der französischen Bauverwaltung erbaut |
| Bitburg                                            | Bitburg Family Housing Area                           |                                    | USAFE                                                                             | 2017                           |                                                                                             | Wohnsiedlung für Spangdahlem Air Base |
| Bitburg                                            | Bitburg Air Base                                      |                                    | 701 TMW (USAFE)                                                                   | 1969                           |                                                                                             | Tactical Missile Wing → Hahn |
| Bitburg                                            | Bitburg Elementary School                             |                                    | DODEA (DoDDS)                                                                     | 2017                           |                                                                                             | |
| Bitburg                                            | Bitburg Middle School                                 |                                    | DODEA (DoDDS)                                                                     | 2017                           |                                                                                             | |
| Bitburg                                            | Bitburg American High School                          |                                    | DODEA (DoDDS)                                                                     | 2017                           |                                                                                             | 1956 als High School akkreditiert |
| Bitburg                                            | Bitburg Army Terminal Station (BIT)                   |                                    | 5th Signal Command (USAREUR)                                                      | 1994                           |                                                                                             | DEBS Station (BIG) |
| Bitburg                                            | Bitburg Air Force Terminal Station (BIG)              |                                    | 5th Signal Command (USAREUR)                                                      | 1994                           |                                                                                             | |
| Bitburg                                            | FlaRak-Stellung Hawk                                  |                                    | USAREUR                                                                           | 1992                           |                                                                                             | |
| Böllenborn                                         | Regency Net Communications Facility Böllenborn        |                                    | 801st Telecommunications „R“, C&C Sqn                                             | 1997                           |                                                                                             | |
| Börfink                                            | Börfink Admin Site, SOC, CRC                          |                                    | USAFE, NATO                                                                       | 1994                           |                                                                                             | Verbunkerter Führungsgefechtsstand „Erwin“, call sign HARD TIRE (1981), WATERHOLE, SAAR RADAR; Static War HQ (KriegsHQ) AFCENT/AAFCE                                                                     |
| Börfink                                            | Börfink Terminal Station (BFK)                        |                                    | 5th Signal Command (USAREUR)                                                      | 1994                           |                                                                                             | DEBS Station (BOR) |
| Börrstadt                                          | Börrstadt Ammunition Depot                            |                                    | USAREUR                                                                           | 1992                           |                                                                                             | PSP A 82 |
| Brimingen                                          |                                                       |                                    | 4/6, 4th Nike HE Missile                                                          | 1971                           |                                                                                             | Nukleare Gefechtsköpfe, 1961–1971, 1971–1990 Hawk |
| Büchel                                             | Fliegerhorst Büchel                                   |                                    | US Custodial Team (702nd MUNSS Detachment)                                        | noch bestehend                 |                                                                                             | Nukleare Verwahrung für JaboG 33 |
| Büchel                                             | Büchel Dependents School                              |                                    | DoDDS                                                                             | noch bestehend                 |                                                                                             | |
| Clausen                                            | Clausen Ammo Area 59                                  |                                    | USAREUR                                                                           | 1991                           |                                                                                             | Aktion Lindwurm zum Abzug der chemischen Kampfstoffe. |
| Dahn                                               | Dahn Ammo Area                                        |                                    | USAREUR                                                                           | 1993                           |                                                                                             | RASP 972 |
| Dahn                                               | Dahn Terminal Station (DHN)                           |                                    | 5th Signal Command (USAREUR)                                                      | 1993                           |                                                                                             | |
| Dannenfels                                         | Dannenfels Communication Station (DFS)                |                                    | 5th Signal Command (USAREUR)                                                      | 1991                           |                                                                                             | |
| Dexheim                                            | Anderson Barracks                                     |                                    | USAREUR                                                                           | 2009                           |                                                                                             | Erbaut 1951 - 1953 |
| Dexheim                                            | Dexheim Missile Facility                              |                                    | 5/1, 5th Nike HE Missile                                                          | 1983                           |                                                                                             | Nukleare Gefechtsköpfe |
| Dexheim                                            | Dexheim Family Housing                                |                                    |                                                                                   | 2009                           |                                                                                             | 1950 bis 1957 erbaut, insgesamt 176 Wohneinheiten |
| Dexheim                                            | Dexheim Dependents School                             |                                    | DoDDS                                                                             | 2009                           |                                                                                             | |
| Dexheim                                            | Dexheim Terminal Station (DXM)                        |                                    | 5th Signal Command (USAREUR)                                                      | 2009                           |                                                                                             | |
| Dichtelbach                                        | Dichtelbach Missile Station (Kandrich)                |                                    | 5/1, 5th Nike HE Missile                                                          | 1991                           |                                                                                             | Nukleare Gefechtsköpfe, 1982 Patriot |
| Donnersberg                                        | Donnersberg Terminal Station (DOG) (DON)              |                                    | Co C/102nd Signal Bn (USAREUR)                                                    | 1995                           |                                                                                             | LANDCENT Microwave System 1952 – 1962. European Tropospheric Scatter – Army (ET-A), Nodal Site 9.1. DEBS Station (DON)                                                                                   |
| Eppelsheim                                         | Eppelsheim Class V Point                              |                                    | USAREUR                                                                           | 1992                           |                                                                                             | PSP 52 |
| Erbeskopf                                          | Erbeskopf Communications Station, SOC                 |                                    | USAFE                                                                             | 1992                           |                                                                                             | Verlegung 1965 vom Langerkopf in die neue 412-L Stellung. |
| Erbeskopf                                          | Erbeskopf Terminal Station (ERF)                      |                                    | 5th Signal Command (USAREUR)                                                      | 1992                           |                                                                                             | |
| Fischbach                                          | Nukleardepot (Zentrallager), Fischbach Ordnance Depot |                                    | USAREUR                                                                           | 1993                           |                                                                                             | Chemiewaffenlager und Vernichtungsanlage |
| Fischbach                                          | Fischbach Terminal Station (FIS)                      |                                    | 5th Signal Command (USAREUR)                                                      | 1993                           |                                                                                             | |
| Fürfeld                                            | Fürfeld Class III and Class V Point                   |                                    | USAREUR                                                                           | 1992                           |                                                                                             | PSP 51 |
| Geinsheim                                          | Geinsheim Activity                                    |                                    | 2/56, 2nd Nike HE Missile                                                         | 1994                           |                                                                                             | Nukleare Gefechtsköpfe |
| Germersheim                                        | De-Gaulle-Kaserne                                     |                                    | USAREUR                                                                           | 1956                           |                                                                                             | |
| Germersheim                                        | Germersheim Army Depot                                |                                    | USAREUR                                                                           | noch bestehend                 | USAREUR                                                                                     | Controlled Humidity Storage Facility, PSP 75 |
| Germersheim                                        | POMCUS Depot                                          |                                    | USAREUR                                                                           | 1992                           | USAREUR                                                                                     | Prepositioned War Reserve Munitions |
| Germersheim                                        | Germersheim Terminal Station (GHM)                    |                                    | 5th Signal Command (USAREUR)                                                      | 1993                           |                                                                                             | |
| Radarstation Goßberg                               | NATO-Leitstelle Metro Tango                           |                                    | NATO                                                                              | 1993                           |                                                                                             | |
| Grenderich                                         | Patriot-Stellung                                      |                                    | USAREUR                                                                           | 1990                           |                                                                                             | |
| Großlittgen                                        | Großlittgen Storage Annex                             |                                    | USAFE                                                                             |                                |                                                                                             | Annex Spangdahlem |
| Grünstadt                                          | Grünstadt Communications Station                      | USAREUR, USAFE                     | USAREUR, USAFE                                                                    | 1992                           |                                                                                             | FmEloAufkl |
| Grünstadt                                          | Grünstadt Army Depot                                  |                                    | USAREUR                                                                           | 1992                           |                                                                                             | |
| Grünstadt                                          | Grünstadt AAFES Facility                              |                                    | AAFES                                                                             | noch bestehend                 |                                                                                             | |
| Hahn                                               | Hahn Air Base                                         |                                    | 50th TFW (USAFE)                                                                  | 1994                           | Flughafen Frankfurt-Hahn                                                                    | 1952 von der französischen Bauverwaltung erbaut. |
| Hahn                                               | Hahn Air Base                                         |                                    | MUNSS                                                                             | 1994                           |                                                                                             | Nukleare Verwahrung für 50th TFW |
| Hahn                                               | Hahn Air Base                                         |                                    | Dual Based Forces 1970                                                            | 1994                           |                                                                                             | Hahn AB mit Holloman AFB, New Mexico |
| Hahn                                               | Hahn Air Base                                         |                                    | 701 TMW (USAFE)                                                                   | 1969                           |                                                                                             | Tactical Missile Wing |
| Hahn                                               | Hahn Terminal Station (HAN)                           |                                    | 5th Signal Command (USAREUR)                                                      | 1994                           |                                                                                             | DEBS Station (HAN) |
| Hahn                                               | Hahn Family Housing Area                              |                                    | USAFE                                                                             | 1994                           |                                                                                             | |
| Hahn                                               | Hahn Dependents School                                |                                    | DoDDS                                                                             | 1993                           |                                                                                             | |
| Hahn                                               | Kirchberg Family Housing Area                         |                                    | USAFE                                                                             | 1993                           |                                                                                             | |
| Hahn                                               | Rhaunen Family Housing Area                           |                                    | USAFE                                                                             | 1993                           |                                                                                             | |
| Hahn                                               | Sohren Family Housing Area                            |                                    | USAFE                                                                             | 1994                           |                                                                                             | |
| Hisel                                              | Hisel Missile Station                                 |                                    | HQ 4/6, 4th Nike HE Missile                                                       | 1971                           |                                                                                             | Nukleare Gefechtsköpfe, 1961–1971, 1971–1992 Hawk |
| Hochspeyer                                         | Hochspeyer Ammunition Storage Annex                   |                                    | USAFE                                                                             | 1992                           |                                                                                             | |
| Hochspeyer                                         | Fischbach Terminal Station (FSH)                      |                                    | 5th Signal Command (USAREUR)                                                      | 1992                           |                                                                                             | Fischbach (bei Kaiserslautern) |
| Hontheim                                           | Hontheim Missile Station                              |                                    | 4/6, 4th Nike HE Missile                                                          | 1983                           |                                                                                             | Nukleare Gefechtsköpfe, 1961–1983 |
| Hontheim                                           | Hontheim Missile Station                              |                                    | 5/6, 5th Nike HE Missile                                                          | 1990                           |                                                                                             | Nukleare Gefechtsköpfe, 1983–1990, Verlegung aus Reitscheid |
| Hoppstädten-Weiersbach                             | Hoppstaedten Army Airfield                            |                                    | USAREUR                                                                           | 1994                           |                                                                                             | Erbaut 1954. Boehmer AAF |
| Idar-Oberstein                                     | Strassburg-Kaserne                                    | Quartier Strasbourg (FFA) bis 1951 | USAREUR                                                                           | 2008                           |                                                                                             | |
| Idar-Oberstein                                     | POMCUS Depot                                          |                                    | USAREUR                                                                           | 1992                           |                                                                                             | Controlled Humidity Storage Facility, Prepositioned War Reserve Munitions 1985–1990 |
| Idar-Oberstein                                     | Idar-Oberstein Family Housing                         |                                    |                                                                                   | 1995                           |                                                                                             | 1950 bis 1957 erbaut, insgesamt 346 Wohneinheiten |
| Idar-Oberstein                                     | Idar-Oberstein Dependents School                      |                                    | DoDDS                                                                             | 1995                           |                                                                                             | |
| Idar-Oberstein                                     | Idar-Oberstein Terminal Station (IDN)                 |                                    | 5th Signal Command (USAREUR)                                                      | 2008                           |                                                                                             | |
| Idenheim                                           | Idenheim Communications Annex                         |                                    | USAFE                                                                             | 1992                           |                                                                                             | |
| Idenheim                                           | Idenheim Terminal Station (IDM)                       |                                    | 5th Signal Command (USAREUR)                                                      | 1992                           |                                                                                             | |
| Kaiserslautern (Kaiserslautern Military Community) | Daenner-Kaserne                                       | Quartier Verdun (FFA) bis 1951     | HQ 21st Support Command (USAREUR)                                                 | noch bestehend                 |                                                                                             | 1967 Festlegung der Benutzung des deutschen Namens Daenner-Kaserne für die Liegenschaft durch USAREUR.                                                                                                   |
| Kaiserslautern (Kaiserslautern Military Community) | Kleber-Kaserne                                        | Quartier Kléber (FFA) bis 1951     | USAREUR                                                                           | noch bestehend                 |                                                                                             | Deutscher Name vor 1945: 23er-Kaserne. |
| Kaiserslautern (Kaiserslautern Military Community) | Panzerkaserne Kaiserslautern                          | Quartier Roux (FFA) bis 1951       | Kaiserslautern Military Post (USAREUR, USAFE)                                     | noch bestehend                 |                                                                                             | 1967 Festlegung der Benutzung des deutschen Namens Panzer-Kaserne für die Liegenschaft durch USAREUR. |
| Kaiserslautern (Kaiserslautern Military Community) | Pulaski Barracks                                      |                                    | USAREUR                                                                           | noch bestehend, 2021 bestätigt |                                                                                             | Kaserne nach 1950 erbaut, Area Command Palatinate 1965 |
| Kaiserslautern (Kaiserslautern Military Community) | Kaiserslautern Elementary School                      |                                    | DODEA (DoDDS)                                                                     | noch bestehend                 |                                                                                             | |
| Kaiserslautern (Kaiserslautern Military Community) | Kaiserslautern Middle School                          |                                    | DODEA (DoDDS)                                                                     | noch bestehend                 |                                                                                             | 2019 Schulneubau nach dem Konzept der „21st Century Schools“. |
| Kaiserslautern (Kaiserslautern Military Community) | Rhine Ordnance Barracks                               |                                    | Advanced Weapons Storage Facility                                                 | noch bestehend                 |                                                                                             | Kaserne nach 1950 erbaut, 1957 Redstone 26 rockets |
| Kaiserslautern (Kaiserslautern Military Community) | Kaiserslautern Army Depot                             |                                    | USAREUR                                                                           | 1995                           |                                                                                             | Depot nach 1950 erbaut |
| Kaiserslautern (Kaiserslautern Military Community) | POMCUS Depot                                          |                                    | USAREUR                                                                           | 1994                           |                                                                                             | Controlled Humidity Storage Facility, Prepositioned War Reserve Munitions 1985–1990 |
| Kaiserslautern (Kaiserslautern Military Community) | Rhine Medical Depot                                   |                                    | USAREUR                                                                           | 1975                           |                                                                                             | Größtes Depot seiner Art in Europa, 12. Oktober 1947 in Kaiserslautern eingerichtet, 1975 nach Pirmasens verlegt.                                                                                        |
| Kaiserslautern (Kaiserslautern Military Community) | Fliegerstraße am Blutacker Family Housing             |                                    |                                                                                   | noch bestehend                 |                                                                                             | 1950 bis 1957 erbaut, insgesamt in Kaiserslautern 1851 Wohneinheiten (ohne USAFE). |
| Kaiserslautern (Kaiserslautern Military Community) | Mannheimer Strasse Family Housing                     |                                    |                                                                                   | noch bestehend                 |                                                                                             | Annex 4 USAFE. 1950 bis 1957 erbaut, insgesamt in Kaiserslautern 1851 Wohneinheiten (ohne USAFE) |
| Kaiserslautern (Kaiserslautern Military Community) | Kaiserslautern Terminal Station (KLN)                 |                                    | Co C/102nd Signal Bn (USAREUR)                                                    | 1995                           |                                                                                             | DEBS Station (KLN) |
| Kaiserslautern (Kaiserslautern Military Community) | AFN Studio                                            |                                    | AFN Kaiserslautern                                                                | noch bestehend                 |                                                                                             | 1953 gegründet; AFN mit TV-Studio. |
| Kaiserslautern-Vogelweh                            | Kapaun Air Station                                    |                                    | AFTAC (Air Force Technical Applications Center)                                   | 1993                           |                                                                                             | |
| Kaiserslautern-Vogelweh                            | Kapaun Air Station                                    |                                    | US Space Command (SPACECOM)                                                       | 1993                           |                                                                                             | |
| Kaiserslautern-Vogelweh                            | Vogelweh Family Housing                               |                                    |                                                                                   | noch bestehend                 |                                                                                             | Annex USAFE. 1950 bis 1957 erbaut, insgesamt in Vogelweh 1808 Wohneinheiten (ohne USAFE) |
| Kaiserslautern-Vogelweh                            | Vogelweh Elementary School                            |                                    | DODEA (DoDDS)                                                                     | noch bestehend                 |                                                                                             | |
| Kaiserslautern-Vogelweh                            | Vogelweh American High School                         | Illinois Place                     | DODEA (DoDDS)                                                                     | noch bestehend                 |                                                                                             | 1982 größte American High School außerhalb der USA (1600 Schüler). |
| Kaiserslautern-Vogelweh                            | Vogelweh Terminal Station (VOG)                       |                                    | 5th Signal Command (USAREUR)                                                      | 1993                           |                                                                                             | |
| Kallstadt                                          | Regency Net Communications Facility Hill 460          |                                    | 801st Telecommunications „R“, C&C Sqn                                             | 1997                           |                                                                                             | In Listen wird häufig das nähergelegene Leistadt als Ort genannt. Tatsächlich befindet sich die Anlage auf Kallstadter Gemarkung                                                                         |
| Kandel                                             | Kandel Ammo Area                                      |                                    | USAREUR                                                                           | 1991                           |                                                                                             | PSP 76 |
| Kastellaun                                         | Kastellaun Family Housing Area                        |                                    | USAFE                                                                             | 1991                           |                                                                                             | Nach 1957 erbaut. Wohnsiedlung für Raketenbasis Wüschheim. |
| Kerzenheim                                         | Regency Net Communications Facility Kerzenheim        |                                    | 801st Telecommunications „R“, C&C Sqn                                             | 1997                           |                                                                                             | |
| Kindsbach                                          | ADOC                                                  |                                    | USAFE                                                                             | 1992                           |                                                                                             | NATO-Kommandobunker „Kindsbach Cave“, call sign PASSPORT; USAFE Combat Operations Center (KriegsHQ). |
| Kindsbach                                          | ACE HIGH troposcatter terminal (ABHZ)                 |                                    | USAFE                                                                             | 1995                           |                                                                                             | Forward Scatter Verbindung für SHAPE nach Casteau (BCAZ) und Chièvres (BCHZ) via Baraque de Fraiture (BFRZ) (alle BE) 1962–1995.                                                                         |
| Kindsbach                                          | Kindsbach Army Terminal Station (KDH)                 |                                    | 5th Signal Command (USAREUR)                                                      | 1979                           |                                                                                             | AFCENT Microwave System 1967–1979 |
| Kindsbach                                          | Kindsbach Air Force Terminal Station (KBH)            |                                    | 5th Signal Command (USAREUR)                                                      | 1992                           |                                                                                             | |
| Kindsbach                                          | Kindsbach Storage Annex                               |                                    | USAFE                                                                             | 1992                           |                                                                                             | |
| Kirchheimbolanden                                  | POL Storage Facility                                  |                                    | USAREUR                                                                           | 1992                           |                                                                                             | 5. Mai 1986 Bombenanschlag auf das Tanklager |
| Kirchheimbolanden                                  | Weierhof Kaserne                                      |                                    | USAREUR                                                                           | 1993                           |                                                                                             | |
| Kirchheimbolanden                                  | Weierhof Family Housing                               |                                    |                                                                                   | 1993                           |                                                                                             | 1950 bis 1957 erbaut, insgesamt 98 Wohneinheiten |
| Kriegsfeld                                         | Nukleardepot (Zentrallager), Kriegsfeld Ammo Depot    |                                    | USAREUR                                                                           | 1995                           |                                                                                             | RASP 952 |
| Kriegsfeld                                         | Kriegsfeld Terminal Station (KSD)                     |                                    | 5th Signal Command (USAREUR)                                                      | 2000                           |                                                                                             | |
| Kriegsfeld                                         | North Point Advanced Weapons Storage Facility         |                                    | USAREUR                                                                           | 1991                           |                                                                                             | 1957 Nike-Hercules 84 missiles |
| Kriegsfeld                                         | Mörsfeld Storage Point                                |                                    | USAREUR                                                                           | 2000                           |                                                                                             | |
| Kriegsfeld                                         | Munitionsdepot Ruppertsecken                          |                                    | USAREUR                                                                           | 2000                           |                                                                                             | PSP 3 |
| Landau (Pfalz)                                     | Camp Thomas Nast                                      |                                    | HQ 2/56, 2nd Nike HE Missile                                                      | 1984                           |                                                                                             | Nukleare Gefechtsköpfe, 1961–1984 |
| Landau (Pfalz)                                     | Camp Thomas Nast                                      |                                    | 2/56, 2nd Nike HE Missile                                                         | 1984                           |                                                                                             | Nukleare Gefechtsköpfe |
| Landstuhl                                          | Wilson Barracks                                       | Marceau-Kaserne (FFA)              | USAREUR                                                                           | 1958                           |                                                                                             | Deutscher Name Kirchberg-Kaserne |
| Landstuhl                                          | Militärhospital                                       |                                    | 2nd Gen Hosp, 20th Station Hosp (USAREUR)                                         | noch bestehend                 |                                                                                             | |
| Landstuhl                                          | Zentralkrankenhaus                                    |                                    | Landstuhl Regional Medical Center (USAREUR)                                       | noch bestehend                 |                                                                                             | Army Medical Center |
| Landstuhl                                          | Landstuhl Family Housing Area                         |                                    |                                                                                   | noch bestehend                 |                                                                                             | Annex USAFE. 1950 bis 1957 erbaut, insgesamt in Landstuhl 1468 Wohneinheiten (ohne USAFE). |
| Landstuhl                                          | Landstuhl Elementary Middle School                    |                                    | DODEA (DoDDS)                                                                     | noch bestehend                 |                                                                                             | 1955 gegründet, 2008 Neubau der Schule, 2019 weitere Investitionen nach dem Konzept der „21st Century Schools“.                                                                                          |
| Landstuhl                                          | Landstuhl Terminal Station (LDL)                      |                                    | 5th Signal Command (USAREUR)                                                      | noch bestehend                 |                                                                                             | DEBS Station (LDL) |
| Langerkopf                                         | Langerkopf Radio Relay Site                           |                                    | USAFE                                                                             | 1992                           |                                                                                             | SOC 1952–1965 (412-L Stellung, Verlegung zum Erbeskopf), call sign LOG ROLL, EAME Main Control Station                                                                                                   |
| Langerkopf                                         | Langerkopf Relay Station (LKF)                        |                                    | 102nd Signal Bn (USAREUR)                                                         | 1995                           |                                                                                             | DEBS Station (LKF) |
| Lemberg                                            | Lemberg Missile Station                               |                                    | 2/56, 2nd Nike HE Missile                                                         | 1992                           |                                                                                             | Nukleare Gefechtsköpfe. |
| Lemberg                                            | Lemberg Ammo Area 64                                  |                                    | USAREUR                                                                           | 1992                           |                                                                                             | PSP A 64 |
| Lohnsfeld                                          | Lohnsfeld Terminal Station (LSD)                      |                                    | Co C/102nd Signal Bn (USAREUR)                                                    | 1995                           |                                                                                             | |
| Mainz                                              | Dragoner-Kaserne                                      | Wehrmacht                          | USAREUR                                                                           | 1993                           |                                                                                             | Deutscher Name beibehalten |
| Mainz                                              | Lee Barracks                                          | Quartier Mangin (FFA) bis 1949     | HQ Brigade (USAREUR)                                                              | 1995                           | Stadtviertel in Gonsenheim                                                                  | Deutscher Name Kathen-Kaserne |
| Mainz                                              | Dr. Martin Luther King Village Family Housing         |                                    |                                                                                   | 1995                           |                                                                                             | 1950 bis 1957 erbaut, insgesamt in Mainz 1017 Wohneinheiten (ohne USAFE) |
| Mainz                                              | Mainz Dependents School                               |                                    | DoDDS                                                                             | 1994                           |                                                                                             | |
| Mainz                                              | Mainz Terminal Station (MNZ)                          |                                    | 5th Signal Command (USAREUR)                                                      | 1995                           |                                                                                             | |
| Mainz                                              | Finthen Army Airfield                                 |                                    | HQ Heeresfliegerbrigade (USAREUR)                                                 | 1993                           |                                                                                             | |
| Mainz                                              | Finthen Family Housing                                |                                    |                                                                                   | 1995                           |                                                                                             | 1950 bis 1957 erbaut, insgesamt in Mainz 1017 Wohneinheiten (ohne USAFE) |
| Mainz                                              | Fintherlandstrasse Family Housing                     |                                    |                                                                                   | 2014                           |                                                                                             | 1950 bis 1957 erbaut, insgesamt in Mainz 1017 Wohneinheiten (ohne USAFE) |
| Mainz                                              | Sandflora Family Housing                              |                                    |                                                                                   | 1994                           |                                                                                             | 1950 bis 1957 erbaut, insgesamt in Mainz 1017 Wohneinheiten (ohne USAFE) |
| Mainz                                              | Uhlerborn Family Housing                              |                                    |                                                                                   | 1997                           |                                                                                             | Budenheim. 1950 bis 1957 erbaut, insgesamt in Mainz 1017 Wohneinheiten (ohne USAFE) |
| Mainz                                              | Finthen Terminal Station (FIN)                        |                                    | 5th Signal Command (USAREUR)                                                      | 1993                           |                                                                                             | |
| Mainz                                              | Mainz Army Depot I                                    |                                    | USAREUR                                                                           | 1993                           |                                                                                             | Mainz-Gonsenheim. Erbaut nach dem 2. Weltkrieg |
| Mainz                                              | Mainz Army Depot II                                   | Waggonfabrik                       | USAREUR                                                                           | 1993                           |                                                                                             | Mainz-Mombach |
| Mainz                                              | POMCUS Depot                                          |                                    | USAREUR                                                                           | 1993                           |                                                                                             | |
| Maßweiler                                          | Massweiler-Kaserne                                    |                                    | USAREUR                                                                           | 1992                           |                                                                                             | Verbunkerter Führungsgefechtsstand USAREUR (KriegsHQ) |
| Maßweiler                                          | Massweiler Terminal Station (MAS)                     |                                    | 5th Signal Command (USAREUR)                                                      | 1992                           |                                                                                             | |
| Mehlingen                                          | Mehlingen Communications Annex                        |                                    | USAFE                                                                             | 1992                           |                                                                                             | call sign MAROON |
| Miesau                                             | Rhine Ammo Depot, Nukleardepot (Zentrallager)         |                                    | Advanced Weapons Storage Facility                                                 |                                |                                                                                             | Zentrale für USAREUR/7th Army, 1957 LaCrosse 1020 rockets |
| Miesau                                             | Miesau Army Depot                                     |                                    | USAREUR                                                                           | noch bestehend                 |                                                                                             | |
| Miesau                                             | POMCUS Depot                                          |                                    | USAREUR                                                                           | 1995                           |                                                                                             | Controlled Humidity Storage Facility, Prepositioned War Reserve Munitions |
| Miesau                                             | Miesau Terminal Station (MIE)                         |                                    | 5th Signal Command (USAREUR)                                                      | noch bestehend                 |                                                                                             | |
| Montabaur                                          | Westerwald-Kaserne                                    |                                    | US Custodial Team (83rd USAFAD)                                                   | 1992                           |                                                                                             | Nukleare Verwahrung für RakArtBtl 350 (Lance) |
| Morbach                                            | Advanced Weapons Prestock Point                       |                                    | USAREUR                                                                           | 1995                           |                                                                                             | |
| Morbach                                            | Morbach Ammunition Storage Station                    |                                    | USAFE                                                                             | 1992                           |                                                                                             | |
| Morbach                                            | Morbach Railroad Junction                             |                                    | USAFE                                                                             | 1992                           |                                                                                             | |
| Muhl-Züsch                                         | Muhl-Züsch Radio Relay Site                           |                                    | USAFE                                                                             | 1992                           |                                                                                             | |
| Muhl-Züsch                                         | Muhl Terminal Station (MUL)                           |                                    | 5th Signal Command (USAREUR)                                                      | 1992                           |                                                                                             | DEBS Station (MUL) |
| Münchweiler                                        | Militärhospital                                       |                                    | 225th Station Hosp (USAREUR)                                                      | 1993                           |                                                                                             | |
| Münchweiler                                        | Münchweiler Underground Warehouse 7602                |                                    | USAREUR                                                                           | 1995                           |                                                                                             | Civilian Support Center |
| Münchweiler                                        | Münchweiler Terminal Station (MWL)                    |                                    | 5th Signal Command (USAREUR)                                                      | 1967                           |                                                                                             | LANDCENT Microwave System 1952–1962, AIRCENT Microwave System 1952–1958, AFCENT Microwave System (Station 17) 1962–1967                                                                                  |
| Münchweiler                                        | Merzalben Underground Warehouse 7602                  |                                    | USAREUR                                                                           | 1995                           |                                                                                             | |
| Münchweiler                                        | Leimen Ammo Area 67 (Nukleardepot)                    |                                    | USAREUR                                                                           | 1993                           |                                                                                             | PSP A 67 |
| Münchweiler                                        | Münchweiler Family Housing Area                       |                                    |                                                                                   | 1992                           |                                                                                             | 1950 bis 1957 erbaut, insgesamt 99 Wohneinheiten |
| Nahbollenbach                                      | Carl Schurz Kaserne                                   |                                    | USAREUR                                                                           | 1998                           |                                                                                             | Erbaut 1953 |
| Nahbollenbach                                      | Nahbollenbach Army Depot                              |                                    | USAREUR                                                                           | 1998                           |                                                                                             | Nach dem 2. Weltkrieg erbaut. POMCUS Depot |
| Nahbollenbach                                      | Nahbollenbach Terminal Station (NAH)                  |                                    | 5th Signal Command (USAREUR)                                                      | 1998                           |                                                                                             | |
| Nahbollenbach                                      | Winterhauch Storage Area                              |                                    | USAREUR                                                                           | 1993                           |                                                                                             | |
| Neubrücke                                          | Neubrücke Army Hospital                               |                                    | Army Hospital (USAREUR)                                                           | 1995                           |                                                                                             | Reservelazarett, Verlegung 1955 aus Birkenfeld |
| Neubrücke                                          | Neubrücke Army Hospital                               |                                    | HQ 5/6, 5th Nike HE Missile                                                       | 1983                           |                                                                                             | Erbaut 1952. Nukleare Gefechtsköpfe, 1961–1983 |
| Neubrücke                                          | Neubrücke Family Housing                              |                                    |                                                                                   | 1995                           |                                                                                             | Nach 1957 erbaut |
| Neubrücke                                          | Neubrücke Dependents School                           |                                    | DoDDS                                                                             | 1993                           |                                                                                             | |
| Neubrücke                                          | Neubrücke Terminal Station (NEU)                      |                                    | 5th Signal Command (USAREUR)                                                      | 1995                           |                                                                                             | |
| Oberauerbach                                       | Oberauerbach Missile Station                          |                                    | 2/56, 2nd Nike HE Missile                                                         | 1991                           |                                                                                             | Nukleare Gefechtsköpfe |
| Obersayn                                           | Wäller-Kaserne (Westerburg)                           |                                    | US Custodial Team (Team C, 501st USAAD)                                           | 1987                           |                                                                                             | Nukleare Verwahrung für 4./FlaRakBtl 23, Westerburg (Nike). |
| Pferdsfeld                                         | Pferdsfeld Air Base                                   |                                    | USAFE                                                                             | 1960                           | LeKG 42, JaboG 35 (Luftwaffe)                                                               | 1952 von der französischen Bauverwaltung erbaut, zunächst als RCAF Base, ab 1955 US Air Base, 1955 gemeinsame Nutzung USAFE und Luftwaffe geplant                                                        |
| Pirmasens                                          | Husterhoeh-Kaserne                                    | Husterhöh-Kaserne (Wehrmacht)      | 59th Ordnance Brigade, Pirmasens Military Post (USAREUR), 2021 an USAFE übergeben | noch bestehend                 |                                                                                             | 1964 Festlegung der Benutzung der deutschen Namen für die Kasernen in Pirmasens und Zweibrücken durch USAREUR. Zentrale für die nukleare Verwahrung.                                                     |
| Pirmasens                                          | Husterhöh Communications Site                         |                                    | USAFE                                                                             | 1992                           |                                                                                             | Centralized Comint relay center |
| Pirmasens                                          | Pirmasens Terminal Station (PMS)                      |                                    | Co C/102nd Signal Bn (USAREUR)                                                    | 1995                           |                                                                                             | DEBS Station (PMS) |
| Pirmasens                                          | Regency Net Base                                      |                                    | 801st Telecommunications „R“, C&C Sqn                                             | 1997                           |                                                                                             | Führungsnetz für Nuklearwaffen |
| Pirmasens                                          | Rhine Medical Depot                                   |                                    | USAREUR                                                                           | 1995                           |                                                                                             | Größtes Depot seiner Art in Europa, 12. Oktober 1947 in Kaiserslautern eingerichtet, 1975 nach Pirmasens verlegt.                                                                                        |
| Pirmasens                                          | POMCUS Depot                                          |                                    | USAREUR                                                                           | 1995                           |                                                                                             | Controlled Humidity Storage Facility, Prepositioned War Reserve Munitions 1985–1990 |
| Pirmasens                                          | Pirmasens Family Housing Area                         |                                    |                                                                                   | 1992                           |                                                                                             | 1950 bis 1957 erbaut, insgesamt 933 Wohneinheiten |
| Pirmasens                                          | Pirmasens Dependents School                           |                                    | DoDDS                                                                             | 1997                           |                                                                                             | |
| Pirmasens                                          | Schmalenberg Underground Warehouse/Storage Area 7600  |                                    | USAREUR                                                                           | 1997                           |                                                                                             | |
| Prüm                                               | Prüm Air Station (PUM)                                |                                    | USAFE                                                                             | 1994                           |                                                                                             | Nach dem 2. Weltkrieg erbaut. DEBS Station (PUM), call sign MORPHA, JEREMIAH |
| Prüm                                               | Prüm Dependents School                                |                                    | DoDDS                                                                             | 1994                           |                                                                                             | |
| Quirnheim                                          | Danziger Barracks                                     |                                    | USAREUR                                                                           | 2001                           |                                                                                             | |
| Quirnheim                                          | Quirnheim Missile Station                             |                                    | 5/1, 5th Nike HE Missile                                                          | 1994                           |                                                                                             | Nukleare Gefechtsköpfe |
| Ramstein                                           | Ramstein Air Base                                     |                                    | HQ 12th Air Force 1952–1957, HQ 17th Air Force 1959–1972, HQ USAFE seit 1974      | noch bestehend                 |                                                                                             | 1952 von der französischen Bauverwaltung erbaut (BA-MA BW 1/ 48 800). NATO HQ Luftstreitkräfte. Das Flugtagunglück von Ramstein am 28. August 1988 forderte 70 Todesopfer und etwa eintausend Verletzte. |
| Ramstein                                           | Ramstein Air Base                                     |                                    | 7232 Munitions Maintenance Group, 1974 7000 MUNSS (USAFE)                         | noch bestehend                 |                                                                                             | Nukleares Zentrallager der Luftstreitkräfte |
| Ramstein                                           | Ramstein Air Base                                     |                                    | Dual Based Forces 1970                                                            | 1994                           |                                                                                             | Ramstein AB mit Mountain Home AFB, Idaho. |
| Ramstein                                           | Ramstein Air Base                                     |                                    | Dual Based Forces 1970                                                            | 1994                           |                                                                                             | Ramstein AB mit Otis AFB, Mississippi. |
| Ramstein                                           | Ramstein Air Base                                     |                                    | Dual Based Forces 1970                                                            | 1994                           |                                                                                             | Ramstein AB mit Seymour-Johnson AFB, North Carolina. |
| Ramstein                                           | Ramstein Family Housing Area                          |                                    | USAFE                                                                             | noch bestehend                 |                                                                                             | |
| Ramstein                                           | Ramstein Elementary School                            |                                    | DODEA (DoDDS)                                                                     | noch bestehend                 |                                                                                             | |
| Ramstein                                           | Ramstein Intermediate School                          |                                    | DODEA (DoDDS)                                                                     | noch bestehend                 |                                                                                             | |
| Ramstein                                           | Ramstein Middle School                                |                                    | DODEA (DoDDS)                                                                     | noch bestehend                 |                                                                                             | |
| Ramstein                                           | Ramstein American High School                         |                                    | DODEA (DoDDS)                                                                     | noch bestehend                 |                                                                                             | 1057 Schüler Im Schuljahr 2007/08. 2019 Schulneubau nach dem Konzept der „21st Century Schools“. |
| Ramstein                                           | Ramstein Terminal Station (RSN)                       |                                    | 5th Signal Command (USAREUR)                                                      | noch bestehend                 |                                                                                             | DEBS Station (RSN) |
| Rittersdorf                                        | Rittersdorf Annex USAFE                               |                                    | USAREUR                                                                           | 1992                           |                                                                                             | Raketendepot (Hawk, Chaparral) für Bitburg Air Base |
| Rittersdorf                                        | Rittersdorf Terminal Station (RTF)                    |                                    | 5th Signal Command (USAREUR)                                                      | 1992                           |                                                                                             | |
| Ruppertsweiler                                     | Kommandobunker                                        |                                    | USAREUR                                                                           | 1992                           |                                                                                             | NATO-Kommandobunker „Arius RUF 1“. Static War Headquarters (KriegsHQ) 4ATAF |
| Ruppertsweiler                                     | Ruppertsweiler Warehouse 7608                         |                                    | USAREUR                                                                           | 1992                           |                                                                                             | |
| Ruppertsweiler                                     | Ruppertsweiler Ammo Area 65                           |                                    | USAREUR                                                                           | 1992                           |                                                                                             | PSP A 65 |
| Schifferstadt                                      | Schifferstadt Ammo Area                               |                                    | USAREUR                                                                           | 1992                           |                                                                                             | PSP 77 |
| Schönborn                                          | Schönborn Missile Station                             |                                    | 5/6, 5th Nike HE Missile                                                          | 1992                           |                                                                                             | Nukleare Gefechtsköpfe |
| Schönfeld                                          | CRC Schönfeld                                         |                                    | USAFE                                                                             | 1994                           |                                                                                             | call sign BARBER |
| Schönfeld                                          | Schönfeld Terminal Station (SCH)                      |                                    | 5th Signal Command (USAREUR)                                                      | 1994                           |                                                                                             | European Tropospheric Scatter – Army (ET-A), Nodal Site 7. |
| Sembach                                            | Sembach Air Base                                      |                                    | HQ 17th Air Force 1972–1995 (USAFE)                                               | noch bestehend                 |                                                                                             | 1952 von der französischen Bauverwaltung erbaut (BA-MA BW 1/ 92 283). 1995 Einstellung des Flugbetriebs.                                                                                                 |
| Sembach                                            | Sembach Air Base                                      |                                    | MUNSS                                                                             | 1994                           |                                                                                             | Nukleare Verwahrung für 17th Air Force |
| Sembach                                            | Sembach Air Base                                      |                                    | 66th TRW 1953–1958, 66th ECW 1966–1994                                            | 1994                           |                                                                                             | Electronic Combat Wing |
| Sembach                                            | Sembach Air Base                                      |                                    | 701 TMW (USAFE)                                                                   | 1969                           |                                                                                             | Tactical Missile Wing → Hahn |
| Sembach                                            | Sembach Air Base                                      |                                    | Dual Based Forces 1970                                                            | 1994                           |                                                                                             | Sembach AB mit Otis AFB, Mississippi |
| Sembach                                            | Sembach Air Base                                      |                                    | FOB (USAFE)                                                                       | 1994                           |                                                                                             | FOB für A 10 des 81st TFW, RAF Bentwaters |
| Sembach                                            | Sembach Air Base                                      |                                    | FOB (USAFE)                                                                       | 1994                           |                                                                                             | FOB für E/F 111A aus RAF Upper Heyford |
| Sembach                                            | Regency Net                                           |                                    | HQ 801st Telecommunications „R“, C&C Sqn                                          | 1997                           |                                                                                             | Führungsnetz für Nuklearwaffen |
| Sembach                                            | Sembach Terminal Station (SEH)                        |                                    | 5th Signal Command (USAREUR)                                                      | 1997                           |                                                                                             | |
| Sembach                                            | Sembach DEBS Station (SEH)                            |                                    | USAFE                                                                             | 1992                           |                                                                                             | ADP (Automatic Data Processing) |
| Sembach                                            | Sembach Elementary School                             |                                    | DODEA (DoDDS)                                                                     | noch bestehend                 |                                                                                             | |
| Sembach                                            | Sembach Middle School                                 |                                    | DODEA (DoDDS)                                                                     | noch bestehend                 |                                                                                             | 2019 Schulneubau nach dem Konzept der „21st Century Schools“. |
| Siegelbach                                         | Fernmeldeeinrichtung                                  |                                    | USAFE                                                                             | 1993                           |                                                                                             | |
| Siegelbach                                         | Siegelbach Terminal Station (SBH)                     |                                    | 5th Signal Command (USAREUR)                                                      | 1993                           |                                                                                             | |
| Spabrücken                                         | Spabrücken Storage Facility                           |                                    | USAREUR                                                                           | 1992                           |                                                                                             | PSP 50 |
| Spangdahlem                                        | Spangdahlem Air Base                                  |                                    | 52nd TFW (USAFE)                                                                  | noch bestehend                 |                                                                                             | 1952 von der französischen Bauverwaltung erbaut (BA-MA BW 1/ 48 894, 11 825, 83 752). |
| Spangdahlem                                        | Spangdahlem Air Base                                  |                                    | MUNSS                                                                             | 1994                           |                                                                                             | Nukleare Verwahrung für 52nd TFW |
| Spangdahlem                                        | Spangdahlem Air Base                                  |                                    | Dual Based Forces 1970                                                            | 1994                           |                                                                                             | Spangdahlem AB mit Holloman AFB, New Mexico. |
| Spangdahlem                                        | Spangdahlem Elementary School                         |                                    | DODEA (DoDDS)                                                                     | noch bestehend                 |                                                                                             | |
| Spangdahlem                                        | Spangdahlem American High School                      |                                    | DODEA (DoDDS)                                                                     | noch bestehend                 |                                                                                             | 2015 an Stelle von Bitburg High School gegründet, 2019 Schulneubau nach dem Konzept der „21st Century Schools“.                                                                                          |
| Spangdahlem                                        | Speicher Family Housing Area                          |                                    | USAFE                                                                             | noch bestehend                 |                                                                                             | |
| Spangdahlem                                        | Binsfeld Family Housing Area                          |                                    | USAFE                                                                             | noch bestehend                 |                                                                                             | |
| Spangdahlem                                        | Herforst Family Housing Area                          |                                    | USAFE                                                                             | noch bestehend                 |                                                                                             | |
| Spangdahlem                                        | FlaRak-Stellung Hawk                                  |                                    | USAREUR                                                                           | 1992                           |                                                                                             | |
| Spangdahlem                                        | Spangdahlem Terminal Station (SPM)                    |                                    | 5th Signal Command (USAREUR)                                                      | 1994                           |                                                                                             | DEBS Station (SPM) |
| Stein                                              | Stein Communication Station                           |                                    | USAREUR                                                                           | 1992                           |                                                                                             | European Tropospheric Scatter – Army (ET-A), Nodal Site 8.1. |
| Trier                                              | Trier Air Base (Y-57)                                 |                                    | USAFE                                                                             | 1960                           | General-von-Seidel-Kaserne (Luftwaffe), später Aufnahmeeinrichtung für Asylbegehrende (AfA) | 1953 erbaut |
| Trier                                              |                                                       |                                    | US Custodial Team (6th USAFAD)                                                    | 1966                           |                                                                                             | Nukleare Verwahrung für französische Streitkräfte (68e RA, 1961–1966) |
| Trier                                              | Trier Dependents School                               |                                    | DoDDS                                                                             | 1966                           |                                                                                             | |
| Wackernheim                                        | McCully Barracks                                      | Graf-Haeseler-Kaserne (Wehrmacht)  | USAREUR                                                                           | noch bestehend                 |                                                                                             | Seit 1993 Logistikeinrichtung für US Hauptquartier Wiesbaden |
| Wackernheim                                        | McCully Barracks                                      | Graf-Haeseler-Kaserne (Wehrmacht)  | 5/1, 5th Nike HE Missile                                                          | 1989                           |                                                                                             | Nukleare Gefechtsköpfe, 1983–1989 Chaparral |
| Wackernheim                                        | Wackernheim Terminal Station (WKM)                    |                                    | 5th Signal Command (USAREUR)                                                      | 1993                           |                                                                                             | |
| Weilerbach                                         | Weilerbach Central Storage Site (Nukleardepot)        |                                    | USAREUR                                                                           | 1992                           |                                                                                             | Gefechtsköpfe und Nuklearmunition für Mittelstreckenraketen (INF) der USA |
| Welschbillig                                       | Welschbillig Missile Station                          |                                    | 4/6, 4th Nike HE Missile                                                          | 1971/1992                      |                                                                                             | Nukleare Gefechtsköpfe, 1961–1971, 1971–1992 Hawk |
| Worms                                              | Taukkunen Barracks                                    | Kemmel-Kaserne (Wehrmacht)         | HQ 5th Signal Command (USAREUR)                                                   | 1996                           |                                                                                             | HQ 5th Signal Command 1974 aufgestellt |
| Worms                                              | De La Police Barracks                                 |                                    | USAREUR                                                                           | 1996                           |                                                                                             | |
| Worms                                              | Engineer-Kaserne                                      |                                    | USAREUR                                                                           | 1996                           |                                                                                             | |
| Worms                                              | Thomas Jefferson Village Family Housing               |                                    |                                                                                   | 1999                           |                                                                                             | 1950 bis 1957 erbaut, insgesamt 412 Wohneinheiten |
| Worms                                              | Worms Dependents School                               |                                    | DoDDS                                                                             | 1996                           |                                                                                             | |
| Worms                                              | Haide Labor Service Camp                              |                                    | Labor Service                                                                     | 1995                           |                                                                                             | |
| Worms                                              | Worms Terminal Station (WMS)                          |                                    | 5th Signal Command (USAREUR)                                                      | 1996                           |                                                                                             | |
| Wüschheim                                          | Wüschheim Air Station                                 |                                    | Stellung für Marschflugkörper (USAFE)                                             | 1992                           |                                                                                             | 1966 Matador, INF-Objekt der USA |
| Wüschheim                                          | Wüschheim Tac Oper Facility                           |                                    | 5/6, 5th Nike HE Missile                                                          | 1966                           |                                                                                             | Nukleare Gefechtsköpfe, 1961–1966 |
| Zweibrücken                                        | Kreuzberg-Kaserne                                     | Quartier Turenne (FFA) bis 1951    | USAREUR                                                                           | 1993                           |                                                                                             | 1964 Festlegung der Benutzung des deutschen Namens für die Liegenschaft in Zweibrücken durch USAREUR. |
| Zweibrücken                                        | Kreuzberg-Kaserne                                     |                                    | TAMMC (USAREUR)                                                                   | 1993                           |                                                                                             | 1966 Verlegung TAMMC aus Orléans nach Zweibrücken. |
| Zweibrücken                                        | Zweibrücken Family Housing                            |                                    |                                                                                   | 1993                           |                                                                                             | 1950 bis 1957 erbaut, insgesamt 381 Wohneinheiten (ohne USAFE) |
| Zweibrücken                                        | Zweibrücken Dependents School                         |                                    | DoDDS                                                                             | 1993                           |                                                                                             | |
| Zweibrücken                                        | Zweibrücken Air Base                                  | RCAF Base Zweibrücken bis 1969     | 26th TRW (USAFE)                                                                  | 1991                           |                                                                                             | 1952 von der französischen Bauverwaltung erbaut. |
| Zweibrücken                                        | Zweibrücken Air Base                                  |                                    | Dual Based Forces 1980                                                            | 1991                           |                                                                                             | Zweibrücken AB mit Bergstrom AFB, Texas. |
| Zweibrücken                                        | Zweibrücken Army Airfield                             | Zweibrücken Air Base               | USAREUR                                                                           | 1994                           |                                                                                             | |
| Zweibrücken                                        | Zweibrücken Terminal Station (ZBN)                    |                                    | Co C/102nd Signal Bn (USAREUR)                                                    | 1995                           |                                                                                             | |

## Saarland
| Standort    | Liegenschaft                       | Vornutzer | Truppenteile                    | Jahr der Auflösung | Nachnutzung | Bemerkungen |
| ----------- | ---------------------------------- | --------- | ------------------------------- | ------------------ | ----------- | --- |
| Büschfeld   | Büschfeld Ammo Storage Area        |           | USAREUR                         | 1991               |             | PSP S 29 A |
| Differten   | Differten Ammo Storage Area        |           | USAREUR                         | 1991               |             | PSP S 9 A |
| Freisen     | Freisen Station                    |           | USAREUR                         | 1962               |             | LANDCENT Microwave System 1952–1962                                                                                     |
| Haustadt    | Haustadt Ammo Storage Site         |           | USAREUR                         | 1991               |             | PSP S 5 |
| Reitscheid  | Reitscheid Missile Station         |           | 5/6, 5th Nike HE Missile        | 1983/1992          |             | Nukleare Gefechtsköpfe 1961–1983, Verlegung nach Hontheim, Hawk 1983–1992                                               |
| Saarlouis   | Quartier Maréchal Ney              |           | US Custodial Team (16th USAFAD) | 1966               |             | Nukleare Verwahrung für französische Streitkräfte (303e GA, 1961–1966)                                                  |
| Urexweiler  | Urexweiler Ammo Storage Area       |           | USAREUR                         | 1991               |             | PSP 32 |
| Weiskirchen | Weiskirchen Terminal Station (WKN) |           | Co C/102nd Signal Bn (USAREUR)  | 1967               |             | LANDCENT Microwave System 1952–1962, AIRCENT Microwave System 1952–1958, AFCENT Microwave System (Station 15) 1962–1967 |

## Abkürzungen
| Abkürzung   | Text                                                            |
| ----------- | --------------------------------------------------------------- |
| AADCOM      | Army Air Defense Command                                        |
| AAFCE       | Allied Air Forces Central Europe                                |
| AAFES       | Army and Air Force Exchange Service                             |
| AB          | Air Base                                                        |
| ACE         | Allied Command Europe                                           |
| ACR         | Armored Cavalry Regiment                                        |
| ADOC        | Air Defense Operations Center                                   |
| AFB         | Air Force Base                                                  |
| AFCENT      | Allied Forces Central Europe                                    |
| AFN         | American Forces Network                                         |
| AIRCENT     | Allied Air Forces Central Europe                                |
| Ammo        | Ammunition                                                      |
| ArtRgt      | Artillerieregiment                                              |
| ASP         | Ammunition Storage Point                                        |
| ATAF        | Allied Tactical Air Force                                       |
| BAOR        | British Army of the Rhine                                       |
| BE          | Belgian, Belgien                                                |
| BEN         | Brigade d’Engins Nucléaires                                     |
| Bn          | Battalion                                                       |
| BSD         | Belgische Strijdkrachten in Duitsland                           |
| CENTAG      | Central Army Group                                              |
| Co          | Company                                                         |
| COB         | Collocated Operating Base                                       |
| C&C         | Command and Control                                             |
| CRC         | Control and Reporting Center                                    |
| CRP         | Control and Reporting Post                                      |
| DEBS        | Digital European Backbone System                                |
| Det         | Detachment                                                      |
| DoDDS       | Department of Defense Dependents Schools                        |
| DODEA       | Department of Defense Education Activity                        |
| DULAG       | Durchgangslager                                                 |
| EAME        | European-African-Middle Eastern Communications Area             |
| FBA         | Forces Belges en Allemagne                                      |
| FBW         | Fighter Bomber Wing                                             |
| FFA         | Forces Françaises en Allemagne                                  |
| FOB         | Forward Operating Base                                          |
| FKG         | Flugkörpergeschwader                                            |
| FlaRak      | Flugabwehrraketen                                               |
| FlaRakBtl   | Flugabwehrraketenbataillon                                      |
| FmEloAufkl  | Fernmelde- und elektronische Aufklärung                         |
| FmRgt       | Fernmelderegiment                                               |
| FR          | French, Frankreich                                              |
| FWD         | Forward                                                         |
| GA          | Groupe d’Artillerie                                             |
| GE          | German, Deutschland                                             |
| Geb         | Gebirgs                                                         |
| Gen         | General                                                         |
| GR          | Greek, Griechenland                                             |
| HE          | High Explosives                                                 |
| Hosp        | Hospital                                                        |
| HQ          | Headquarters                                                    |
| INF         | Intermediate Nuclear Forces                                     |
| IT          | Italian, Italien                                                |
| JaboG       | Jagdbombergeschwader                                            |
| LANDCENT    | Allied Land Forces Central Europe                               |
| LeKG        | Leichtes Kampfgeschwader                                        |
| LFV         | La Faire Vite communications network                            |
| LTG         | Lufttransportgeschwader                                         |
| MAC         | Military Airlift Command                                        |
| MP          | Military Police                                                 |
| MUNSS       | Munitions Support Squadron                                      |
| NATO        | North Atlantic Treaty Organisation                              |
| NAVFORGER   | United States Naval Forces Germany                              |
| NCO         | Non-Commissioned Officer                                        |
| NL          | Netherlands, Niederlande                                        |
| NO          | Norwegian, Norwegen                                             |
| NSA         | National Security Agency                                        |
| OSLw        | Offizierschule der Luftwaffe                                    |
| POL         | Petrol-Oil-Lubricants                                           |
| POMCUS      | Prepositioned Organizational Material Configurated to Unit Sets |
| PSP         | Prestock Point                                                  |
| RA          | Régiment d’Artillerie                                           |
| RAF         | Royal Air Force                                                 |
| RAFG        | Royal Air Force Germany                                         |
| RakArtBtl   | Raketenartilleriebataillon                                      |
| RASP        | Reserve Ammunition Storage Point                                |
| RCAF        | Royal Canadian Air Force                                        |
| SAC         | Strategic Air Command                                           |
| SHAPE       | Supreme Headquarters Allied Powers Europe                       |
| SOC         | Sector Operations Center                                        |
| Sqn         | Squadron                                                        |
| TFW         | Tactical Fighter Wing                                           |
| TRW         | Tactical Reconnaissance Wing                                    |
| TSLw        | Technische Schule der Luftwaffe                                 |
| TU          | Turkish, Türkei                                                 |
| u/i         | unidentified                                                    |
| USAAD       | United States Army Artillery Detachment                         |
| USAAG       | United States Army Artillery Group                              |
| USAFAD      | United States Army Field Artillery Detachment                   |
| USAFE       | United States Air Force in Europe                               |
| USAFRICOM   | United States Africa Command                                    |
| USAREUR     | United States Army in Europe                                    |
| USEUCOM     | United States European Command                                  |
| USMARFOREUR | United States Marine Forces in Europe                           |